# Final de torre i peó contra torre
|   | a                                                                                       | b                                                                                       | c                                                                                       | d                                                                                       | e                                                                                       | f                                                                                       | g                                                                                       | h                                                                                       |   |
| 8 | c4 blanques torre · e4 negres rei · c3 blanques rei · b2 blanques peó · d1 negres torre | c4 blanques torre · e4 negres rei · c3 blanques rei · b2 blanques peó · d1 negres torre | c4 blanques torre · e4 negres rei · c3 blanques rei · b2 blanques peó · d1 negres torre | c4 blanques torre · e4 negres rei · c3 blanques rei · b2 blanques peó · d1 negres torre | c4 blanques torre · e4 negres rei · c3 blanques rei · b2 blanques peó · d1 negres torre | c4 blanques torre · e4 negres rei · c3 blanques rei · b2 blanques peó · d1 negres torre | c4 blanques torre · e4 negres rei · c3 blanques rei · b2 blanques peó · d1 negres torre | c4 blanques torre · e4 negres rei · c3 blanques rei · b2 blanques peó · d1 negres torre | 8 |
| 7 | c4 blanques torre · e4 negres rei · c3 blanques rei · b2 blanques peó · d1 negres torre | c4 blanques torre · e4 negres rei · c3 blanques rei · b2 blanques peó · d1 negres torre | c4 blanques torre · e4 negres rei · c3 blanques rei · b2 blanques peó · d1 negres torre | c4 blanques torre · e4 negres rei · c3 blanques rei · b2 blanques peó · d1 negres torre | c4 blanques torre · e4 negres rei · c3 blanques rei · b2 blanques peó · d1 negres torre | c4 blanques torre · e4 negres rei · c3 blanques rei · b2 blanques peó · d1 negres torre | c4 blanques torre · e4 negres rei · c3 blanques rei · b2 blanques peó · d1 negres torre | c4 blanques torre · e4 negres rei · c3 blanques rei · b2 blanques peó · d1 negres torre | 7 |
| 6 | c4 blanques torre · e4 negres rei · c3 blanques rei · b2 blanques peó · d1 negres torre | c4 blanques torre · e4 negres rei · c3 blanques rei · b2 blanques peó · d1 negres torre | c4 blanques torre · e4 negres rei · c3 blanques rei · b2 blanques peó · d1 negres torre | c4 blanques torre · e4 negres rei · c3 blanques rei · b2 blanques peó · d1 negres torre | c4 blanques torre · e4 negres rei · c3 blanques rei · b2 blanques peó · d1 negres torre | c4 blanques torre · e4 negres rei · c3 blanques rei · b2 blanques peó · d1 negres torre | c4 blanques torre · e4 negres rei · c3 blanques rei · b2 blanques peó · d1 negres torre | c4 blanques torre · e4 negres rei · c3 blanques rei · b2 blanques peó · d1 negres torre | 6 |
| 5 | c4 blanques torre · e4 negres rei · c3 blanques rei · b2 blanques peó · d1 negres torre | c4 blanques torre · e4 negres rei · c3 blanques rei · b2 blanques peó · d1 negres torre | c4 blanques torre · e4 negres rei · c3 blanques rei · b2 blanques peó · d1 negres torre | c4 blanques torre · e4 negres rei · c3 blanques rei · b2 blanques peó · d1 negres torre | c4 blanques torre · e4 negres rei · c3 blanques rei · b2 blanques peó · d1 negres torre | c4 blanques torre · e4 negres rei · c3 blanques rei · b2 blanques peó · d1 negres torre | c4 blanques torre · e4 negres rei · c3 blanques rei · b2 blanques peó · d1 negres torre | c4 blanques torre · e4 negres rei · c3 blanques rei · b2 blanques peó · d1 negres torre | 5 |
| 4 | c4 blanques torre · e4 negres rei · c3 blanques rei · b2 blanques peó · d1 negres torre | c4 blanques torre · e4 negres rei · c3 blanques rei · b2 blanques peó · d1 negres torre | c4 blanques torre · e4 negres rei · c3 blanques rei · b2 blanques peó · d1 negres torre | c4 blanques torre · e4 negres rei · c3 blanques rei · b2 blanques peó · d1 negres torre | c4 blanques torre · e4 negres rei · c3 blanques rei · b2 blanques peó · d1 negres torre | c4 blanques torre · e4 negres rei · c3 blanques rei · b2 blanques peó · d1 negres torre | c4 blanques torre · e4 negres rei · c3 blanques rei · b2 blanques peó · d1 negres torre | c4 blanques torre · e4 negres rei · c3 blanques rei · b2 blanques peó · d1 negres torre | 4 |
| 3 | c4 blanques torre · e4 negres rei · c3 blanques rei · b2 blanques peó · d1 negres torre | c4 blanques torre · e4 negres rei · c3 blanques rei · b2 blanques peó · d1 negres torre | c4 blanques torre · e4 negres rei · c3 blanques rei · b2 blanques peó · d1 negres torre | c4 blanques torre · e4 negres rei · c3 blanques rei · b2 blanques peó · d1 negres torre | c4 blanques torre · e4 negres rei · c3 blanques rei · b2 blanques peó · d1 negres torre | c4 blanques torre · e4 negres rei · c3 blanques rei · b2 blanques peó · d1 negres torre | c4 blanques torre · e4 negres rei · c3 blanques rei · b2 blanques peó · d1 negres torre | c4 blanques torre · e4 negres rei · c3 blanques rei · b2 blanques peó · d1 negres torre | 3 |
| 2 | c4 blanques torre · e4 negres rei · c3 blanques rei · b2 blanques peó · d1 negres torre | c4 blanques torre · e4 negres rei · c3 blanques rei · b2 blanques peó · d1 negres torre | c4 blanques torre · e4 negres rei · c3 blanques rei · b2 blanques peó · d1 negres torre | c4 blanques torre · e4 negres rei · c3 blanques rei · b2 blanques peó · d1 negres torre | c4 blanques torre · e4 negres rei · c3 blanques rei · b2 blanques peó · d1 negres torre | c4 blanques torre · e4 negres rei · c3 blanques rei · b2 blanques peó · d1 negres torre | c4 blanques torre · e4 negres rei · c3 blanques rei · b2 blanques peó · d1 negres torre | c4 blanques torre · e4 negres rei · c3 blanques rei · b2 blanques peó · d1 negres torre | 2 |
| 1 | c4 blanques torre · e4 negres rei · c3 blanques rei · b2 blanques peó · d1 negres torre | c4 blanques torre · e4 negres rei · c3 blanques rei · b2 blanques peó · d1 negres torre | c4 blanques torre · e4 negres rei · c3 blanques rei · b2 blanques peó · d1 negres torre | c4 blanques torre · e4 negres rei · c3 blanques rei · b2 blanques peó · d1 negres torre | c4 blanques torre · e4 negres rei · c3 blanques rei · b2 blanques peó · d1 negres torre | c4 blanques torre · e4 negres rei · c3 blanques rei · b2 blanques peó · d1 negres torre | c4 blanques torre · e4 negres rei · c3 blanques rei · b2 blanques peó · d1 negres torre | c4 blanques torre · e4 negres rei · c3 blanques rei · b2 blanques peó · d1 negres torre | 1 |
|   | a                                                                                       | b                                                                                       | c                                                                                       | d                                                                                       | e                                                                                       | f                                                                                       | g                                                                                       | h                                                                                       |   |

El final de torre i peó contra torre és de gran importància en els finals d'escacs (Keres 1973:100), (de la Villa 2008:123–25), (Emms 2008:16), (Burgess 2009:94), (Nunn 2009:106) i ha estat llargament estudiat (Nunn 1999:6), (Minev 2004:58). En aquest tipus de posicions cal un joc precís. Amb la jugada òptima, algunes de les complicades posicions guanyadores fan falta seixanta moviments per fer escac i mat, guanyar la torre defensiva o promocionar el peó amb èxit (Speelman, Tisdall & Wade 1993:7). En alguns casos, són necessaris trenta-cinc moviments per avançar el peó una casella (Thompson 1986).
Jugar aquest tipus de final gira entorn de sí o no el peó pot ser promocionat, o si la torre defensora ha de ser sacrificat per evitar la promoció. Si el peó promou, aquest bàndol tindrà un aclaparador avantatge de material. Si el peó està a punt de coronar, la part defensora pot entregar la seva torre pel peó, el que resulta en un fàcil final guanyat pel bàndol superior, (un escac i mat bàsic). En alguns casos, el bàndol superior pot entregar la seva torre per tal de coronar el peó, que en resultaria una posició guanyadora de dama contra torre (vegeu final de dama contra torre).
Una regla general (amb excepcions) és: si el rei del bàndol sense el peó pot arribar a la casella de coronació del peó, la partida són taules; altrament és guanyada per l'oponent (excepte amb el peó de torre, és a dir, el peó de les columnes a i h) (Fine & Benko 2003:294ff). El bàndol amb el peó pot bloquejar el rei del contrincant o lluitar per la posició de Lucena, que és guanyadora. El defensor pot aspirar a la posició de Philidor (que són taules) o intentar tractar d'establir una de les altres tècniques defensives que porten a les taules (Mednis 1987:93). Una torre i dos peons normalment es guanya contra una torre, però hi ha un munt d'excepcions.
|  |

## Importància
Els finals amb torre i peó són els tipus més comuns que passen en les partides, on es dona entre el 8 i 10 percent de totes les partides (de la Villa 2008:18), (Emms 2008:6). Una majoria de finals de torre i amb més d'un peó potencialment es redueix a aquest tipus de final (torre i un peó contra torre) (Guliev 2003:87), (Levenfish & Smyslov 1971:15). John Nunn va escriure un llibre de 352 pàgines sobre aquest finals, Secrets of Rook Endings (Nunn 2007:126). El volum 2 de la Encyclopedia of Chess Endings hi dedica 92 pàgines a analitzar 428 posicions d'aquest tipus (Matanović 1985:14–105). André Chéron va escriure unes 150 pàgines analitzant 120 posicions d'aquest finalen el seu famós llibre Lehr- und Handbuch der Endspiele (Nunn 1999:6), (Minev 2004:58). A 100 Endgames You Must Know de Jesús de la Villa, 17 són d'aquest tipus (de la Villa 2008:6–7). John Nunn cobreix 100 tòpics a Understanding Chess Endgames – vuit són sobre aquest tipus de final (Nunn 2009:106).

## Terminologia
- En els següents comentaries i posicions, s'assumeix que el bàndol amb un peó són les blanques. Les blanques han d'aconseguir guanyar i les negres han d'aconseguir fer taules.
- La fila és comptada des del costat del jugador. Així, "la tercera fila de la torre" seria la tercera fila comptant des del costat del tauler del jugador. Les files de les peces blanques coincideix amb les files en la notació algebraica, mentre les files per a les peces negres és a la inversa.
- En aquestes posicions amb un peó, la columna del peó divideix el tauler en un costat curt i un costat llarg, en el qual el costat llarg consisteix en més columnes que el costat curt.
- Un peó és referit per la columna en la qual es troba: un peó de torre és a les columnes a i h, un peó de cavall és a les columnes b i g, un peó d'alfil és a les columnes c i f. Un peó central és un peó de dama o un peó de rei, a les columnes d o e.
- En designar una posició com una victòria o taules, se suposa joc òptim per ambdós costats.

## El peó a la sisena o setena fila
En el seu llibre Chess Endgames del 1958, Nikolay Kopaev va donar els següents consells per quan el peó es troba a la sisena o setena fila:
- Quan el rei de les negres és bloquejat a dos o més columnes del peó, les blanques sempre guanyen.
- Si el rei de les negres està en el costat llarg del peó i la seva torre es troba al costat curt, les blanques guanyen amb molt poques excepcions.
- Si el peó està en la setena fila, l'única defensa implica fer escac des del costat. Si el peó està en el sisena fila, una defensa de l'escac de la part posterior és possible.
- La defensa de l'escac des del costat normalment requereix tres columnes entre el peó i la torre de les negres. A vegades és possible amb només dues columnes si el peó es troba a la setena fila.
- Perquè una defensa de l'escac des del darrere pugui tenir èxit, el rei de les blanques han d'estar darrere del peó, i no pas al davant.
- Hi ha possibilitats tàctiques: (1) desviant la torre de les negres, i (2) la creació d'un refugi per al rei de les blanques (Minev 2004:72).

## Mètodes guanyadors
Per tal de forçar una victòria amb el peó d'avantatge, normalment el rei de les negres perquè no arribi a aquest peó ha de ser bloquejat per la torre de les blanques al llarg d'un fila o una columna, i això no sempre és suficient.

### El rei de les negres és bloquejat al llarg d'una fila
|   | a                                                                                       | b                                                                                       | c                                                                                       | d                                                                                       | e                                                                                       | f                                                                                       | g                                                                                       | h                                                                                       |   |
| 8 | e8 negres torre · d5 blanques peó · e5 blanques rei · h4 blanques torre · e3 negres rei | e8 negres torre · d5 blanques peó · e5 blanques rei · h4 blanques torre · e3 negres rei | e8 negres torre · d5 blanques peó · e5 blanques rei · h4 blanques torre · e3 negres rei | e8 negres torre · d5 blanques peó · e5 blanques rei · h4 blanques torre · e3 negres rei | e8 negres torre · d5 blanques peó · e5 blanques rei · h4 blanques torre · e3 negres rei | e8 negres torre · d5 blanques peó · e5 blanques rei · h4 blanques torre · e3 negres rei | e8 negres torre · d5 blanques peó · e5 blanques rei · h4 blanques torre · e3 negres rei | e8 negres torre · d5 blanques peó · e5 blanques rei · h4 blanques torre · e3 negres rei | 8 |
| 7 | e8 negres torre · d5 blanques peó · e5 blanques rei · h4 blanques torre · e3 negres rei | e8 negres torre · d5 blanques peó · e5 blanques rei · h4 blanques torre · e3 negres rei | e8 negres torre · d5 blanques peó · e5 blanques rei · h4 blanques torre · e3 negres rei | e8 negres torre · d5 blanques peó · e5 blanques rei · h4 blanques torre · e3 negres rei | e8 negres torre · d5 blanques peó · e5 blanques rei · h4 blanques torre · e3 negres rei | e8 negres torre · d5 blanques peó · e5 blanques rei · h4 blanques torre · e3 negres rei | e8 negres torre · d5 blanques peó · e5 blanques rei · h4 blanques torre · e3 negres rei | e8 negres torre · d5 blanques peó · e5 blanques rei · h4 blanques torre · e3 negres rei | 7 |
| 6 | e8 negres torre · d5 blanques peó · e5 blanques rei · h4 blanques torre · e3 negres rei | e8 negres torre · d5 blanques peó · e5 blanques rei · h4 blanques torre · e3 negres rei | e8 negres torre · d5 blanques peó · e5 blanques rei · h4 blanques torre · e3 negres rei | e8 negres torre · d5 blanques peó · e5 blanques rei · h4 blanques torre · e3 negres rei | e8 negres torre · d5 blanques peó · e5 blanques rei · h4 blanques torre · e3 negres rei | e8 negres torre · d5 blanques peó · e5 blanques rei · h4 blanques torre · e3 negres rei | e8 negres torre · d5 blanques peó · e5 blanques rei · h4 blanques torre · e3 negres rei | e8 negres torre · d5 blanques peó · e5 blanques rei · h4 blanques torre · e3 negres rei | 6 |
| 5 | e8 negres torre · d5 blanques peó · e5 blanques rei · h4 blanques torre · e3 negres rei | e8 negres torre · d5 blanques peó · e5 blanques rei · h4 blanques torre · e3 negres rei | e8 negres torre · d5 blanques peó · e5 blanques rei · h4 blanques torre · e3 negres rei | e8 negres torre · d5 blanques peó · e5 blanques rei · h4 blanques torre · e3 negres rei | e8 negres torre · d5 blanques peó · e5 blanques rei · h4 blanques torre · e3 negres rei | e8 negres torre · d5 blanques peó · e5 blanques rei · h4 blanques torre · e3 negres rei | e8 negres torre · d5 blanques peó · e5 blanques rei · h4 blanques torre · e3 negres rei | e8 negres torre · d5 blanques peó · e5 blanques rei · h4 blanques torre · e3 negres rei | 5 |
| 4 | e8 negres torre · d5 blanques peó · e5 blanques rei · h4 blanques torre · e3 negres rei | e8 negres torre · d5 blanques peó · e5 blanques rei · h4 blanques torre · e3 negres rei | e8 negres torre · d5 blanques peó · e5 blanques rei · h4 blanques torre · e3 negres rei | e8 negres torre · d5 blanques peó · e5 blanques rei · h4 blanques torre · e3 negres rei | e8 negres torre · d5 blanques peó · e5 blanques rei · h4 blanques torre · e3 negres rei | e8 negres torre · d5 blanques peó · e5 blanques rei · h4 blanques torre · e3 negres rei | e8 negres torre · d5 blanques peó · e5 blanques rei · h4 blanques torre · e3 negres rei | e8 negres torre · d5 blanques peó · e5 blanques rei · h4 blanques torre · e3 negres rei | 4 |
| 3 | e8 negres torre · d5 blanques peó · e5 blanques rei · h4 blanques torre · e3 negres rei | e8 negres torre · d5 blanques peó · e5 blanques rei · h4 blanques torre · e3 negres rei | e8 negres torre · d5 blanques peó · e5 blanques rei · h4 blanques torre · e3 negres rei | e8 negres torre · d5 blanques peó · e5 blanques rei · h4 blanques torre · e3 negres rei | e8 negres torre · d5 blanques peó · e5 blanques rei · h4 blanques torre · e3 negres rei | e8 negres torre · d5 blanques peó · e5 blanques rei · h4 blanques torre · e3 negres rei | e8 negres torre · d5 blanques peó · e5 blanques rei · h4 blanques torre · e3 negres rei | e8 negres torre · d5 blanques peó · e5 blanques rei · h4 blanques torre · e3 negres rei | 3 |
| 2 | e8 negres torre · d5 blanques peó · e5 blanques rei · h4 blanques torre · e3 negres rei | e8 negres torre · d5 blanques peó · e5 blanques rei · h4 blanques torre · e3 negres rei | e8 negres torre · d5 blanques peó · e5 blanques rei · h4 blanques torre · e3 negres rei | e8 negres torre · d5 blanques peó · e5 blanques rei · h4 blanques torre · e3 negres rei | e8 negres torre · d5 blanques peó · e5 blanques rei · h4 blanques torre · e3 negres rei | e8 negres torre · d5 blanques peó · e5 blanques rei · h4 blanques torre · e3 negres rei | e8 negres torre · d5 blanques peó · e5 blanques rei · h4 blanques torre · e3 negres rei | e8 negres torre · d5 blanques peó · e5 blanques rei · h4 blanques torre · e3 negres rei | 2 |
| 1 | e8 negres torre · d5 blanques peó · e5 blanques rei · h4 blanques torre · e3 negres rei | e8 negres torre · d5 blanques peó · e5 blanques rei · h4 blanques torre · e3 negres rei | e8 negres torre · d5 blanques peó · e5 blanques rei · h4 blanques torre · e3 negres rei | e8 negres torre · d5 blanques peó · e5 blanques rei · h4 blanques torre · e3 negres rei | e8 negres torre · d5 blanques peó · e5 blanques rei · h4 blanques torre · e3 negres rei | e8 negres torre · d5 blanques peó · e5 blanques rei · h4 blanques torre · e3 negres rei | e8 negres torre · d5 blanques peó · e5 blanques rei · h4 blanques torre · e3 negres rei | e8 negres torre · d5 blanques peó · e5 blanques rei · h4 blanques torre · e3 negres rei | 1 |
|   | a                                                                                       | b                                                                                       | c                                                                                       | d                                                                                       | e                                                                                       | f                                                                                       | g                                                                                       | h                                                                                       |   |

Si el rei de les negres és bloquejat del peó al llarg de la fila (com en el diagrama), les blanques guanyen fàcilment si el rei es troba al darrere del peó:
1. Rd6 Td8+
2. Re6 Te8+
3. Rd7 Tg8
Els escac des del davant o el costat no ajuda a les negres.
4. d6 Tg7+
5. Rc8 Tg8+
6. Rc7 Tg7+
7. d7
i el peó serà aviat dama (Seirawan 2003:86).
En bloquejar el rei defensant per una fila, un bloqueig perfecte és quan el peó és a la mateixa fila que el rei defensor. Un bloqueig imperfecte és quan el rei està en la fila per davant del peó. Les regles generals:
1. El rei defensor ha de ser bloquejat en una fila en el costat llarg del peó. En cas contrari, la posició no és perillosa per a la defensa si la torre defensora està en el costat llarg.
2. Amb un perfecte bloqueig, la posició és sempre guanyada amb un peó d'alfil o peó de cavall a qualsevol fila. Un peó central guanya si es troba a la quarta fila o més amunt.
3. Amb un bloqueig imperfecte, la posició són taules si la torre defensora és a la columna adjacent al peó. Dit d'una altra manera, la defensa té més possibilitats contra el peó central (de la Villa 2008:141–45).

|   | a                                                                                       | b                                                                                       | c                                                                                       | d                                                                                       | e                                                                                       | f                                                                                       | g                                                                                       | h                                                                                       |   |
| 8 | b8 negres torre · c5 blanques torre · b4 blanques peó · d4 negres rei · b3 blanques rei | b8 negres torre · c5 blanques torre · b4 blanques peó · d4 negres rei · b3 blanques rei | b8 negres torre · c5 blanques torre · b4 blanques peó · d4 negres rei · b3 blanques rei | b8 negres torre · c5 blanques torre · b4 blanques peó · d4 negres rei · b3 blanques rei | b8 negres torre · c5 blanques torre · b4 blanques peó · d4 negres rei · b3 blanques rei | b8 negres torre · c5 blanques torre · b4 blanques peó · d4 negres rei · b3 blanques rei | b8 negres torre · c5 blanques torre · b4 blanques peó · d4 negres rei · b3 blanques rei | b8 negres torre · c5 blanques torre · b4 blanques peó · d4 negres rei · b3 blanques rei | 8 |
| 7 | b8 negres torre · c5 blanques torre · b4 blanques peó · d4 negres rei · b3 blanques rei | b8 negres torre · c5 blanques torre · b4 blanques peó · d4 negres rei · b3 blanques rei | b8 negres torre · c5 blanques torre · b4 blanques peó · d4 negres rei · b3 blanques rei | b8 negres torre · c5 blanques torre · b4 blanques peó · d4 negres rei · b3 blanques rei | b8 negres torre · c5 blanques torre · b4 blanques peó · d4 negres rei · b3 blanques rei | b8 negres torre · c5 blanques torre · b4 blanques peó · d4 negres rei · b3 blanques rei | b8 negres torre · c5 blanques torre · b4 blanques peó · d4 negres rei · b3 blanques rei | b8 negres torre · c5 blanques torre · b4 blanques peó · d4 negres rei · b3 blanques rei | 7 |
| 6 | b8 negres torre · c5 blanques torre · b4 blanques peó · d4 negres rei · b3 blanques rei | b8 negres torre · c5 blanques torre · b4 blanques peó · d4 negres rei · b3 blanques rei | b8 negres torre · c5 blanques torre · b4 blanques peó · d4 negres rei · b3 blanques rei | b8 negres torre · c5 blanques torre · b4 blanques peó · d4 negres rei · b3 blanques rei | b8 negres torre · c5 blanques torre · b4 blanques peó · d4 negres rei · b3 blanques rei | b8 negres torre · c5 blanques torre · b4 blanques peó · d4 negres rei · b3 blanques rei | b8 negres torre · c5 blanques torre · b4 blanques peó · d4 negres rei · b3 blanques rei | b8 negres torre · c5 blanques torre · b4 blanques peó · d4 negres rei · b3 blanques rei | 6 |
| 5 | b8 negres torre · c5 blanques torre · b4 blanques peó · d4 negres rei · b3 blanques rei | b8 negres torre · c5 blanques torre · b4 blanques peó · d4 negres rei · b3 blanques rei | b8 negres torre · c5 blanques torre · b4 blanques peó · d4 negres rei · b3 blanques rei | b8 negres torre · c5 blanques torre · b4 blanques peó · d4 negres rei · b3 blanques rei | b8 negres torre · c5 blanques torre · b4 blanques peó · d4 negres rei · b3 blanques rei | b8 negres torre · c5 blanques torre · b4 blanques peó · d4 negres rei · b3 blanques rei | b8 negres torre · c5 blanques torre · b4 blanques peó · d4 negres rei · b3 blanques rei | b8 negres torre · c5 blanques torre · b4 blanques peó · d4 negres rei · b3 blanques rei | 5 |
| 4 | b8 negres torre · c5 blanques torre · b4 blanques peó · d4 negres rei · b3 blanques rei | b8 negres torre · c5 blanques torre · b4 blanques peó · d4 negres rei · b3 blanques rei | b8 negres torre · c5 blanques torre · b4 blanques peó · d4 negres rei · b3 blanques rei | b8 negres torre · c5 blanques torre · b4 blanques peó · d4 negres rei · b3 blanques rei | b8 negres torre · c5 blanques torre · b4 blanques peó · d4 negres rei · b3 blanques rei | b8 negres torre · c5 blanques torre · b4 blanques peó · d4 negres rei · b3 blanques rei | b8 negres torre · c5 blanques torre · b4 blanques peó · d4 negres rei · b3 blanques rei | b8 negres torre · c5 blanques torre · b4 blanques peó · d4 negres rei · b3 blanques rei | 4 |
| 3 | b8 negres torre · c5 blanques torre · b4 blanques peó · d4 negres rei · b3 blanques rei | b8 negres torre · c5 blanques torre · b4 blanques peó · d4 negres rei · b3 blanques rei | b8 negres torre · c5 blanques torre · b4 blanques peó · d4 negres rei · b3 blanques rei | b8 negres torre · c5 blanques torre · b4 blanques peó · d4 negres rei · b3 blanques rei | b8 negres torre · c5 blanques torre · b4 blanques peó · d4 negres rei · b3 blanques rei | b8 negres torre · c5 blanques torre · b4 blanques peó · d4 negres rei · b3 blanques rei | b8 negres torre · c5 blanques torre · b4 blanques peó · d4 negres rei · b3 blanques rei | b8 negres torre · c5 blanques torre · b4 blanques peó · d4 negres rei · b3 blanques rei | 3 |
| 2 | b8 negres torre · c5 blanques torre · b4 blanques peó · d4 negres rei · b3 blanques rei | b8 negres torre · c5 blanques torre · b4 blanques peó · d4 negres rei · b3 blanques rei | b8 negres torre · c5 blanques torre · b4 blanques peó · d4 negres rei · b3 blanques rei | b8 negres torre · c5 blanques torre · b4 blanques peó · d4 negres rei · b3 blanques rei | b8 negres torre · c5 blanques torre · b4 blanques peó · d4 negres rei · b3 blanques rei | b8 negres torre · c5 blanques torre · b4 blanques peó · d4 negres rei · b3 blanques rei | b8 negres torre · c5 blanques torre · b4 blanques peó · d4 negres rei · b3 blanques rei | b8 negres torre · c5 blanques torre · b4 blanques peó · d4 negres rei · b3 blanques rei | 2 |
| 1 | b8 negres torre · c5 blanques torre · b4 blanques peó · d4 negres rei · b3 blanques rei | b8 negres torre · c5 blanques torre · b4 blanques peó · d4 negres rei · b3 blanques rei | b8 negres torre · c5 blanques torre · b4 blanques peó · d4 negres rei · b3 blanques rei | b8 negres torre · c5 blanques torre · b4 blanques peó · d4 negres rei · b3 blanques rei | b8 negres torre · c5 blanques torre · b4 blanques peó · d4 negres rei · b3 blanques rei | b8 negres torre · c5 blanques torre · b4 blanques peó · d4 negres rei · b3 blanques rei | b8 negres torre · c5 blanques torre · b4 blanques peó · d4 negres rei · b3 blanques rei | b8 negres torre · c5 blanques torre · b4 blanques peó · d4 negres rei · b3 blanques rei | 1 |
|   | a                                                                                       | b                                                                                       | c                                                                                       | d                                                                                       | e                                                                                       | f                                                                                       | g                                                                                       | h                                                                                       |   |

En aquesta posició, les blanques tenen un perfecte bloqueig i guanyen:
1... Ta8
2. Tc6 Tb8
3. Ta6 Rd5
4. Ra4! Rc4
5. Tc6+! Rd5
6. b5 Ta8+
7. Rb4
Aquesta és la mateixa posició que l'inicial però amb una fila més avançada. Ara el procés es repeteix:
7... Tb8
8. Tc7 Rd6
9. Ta7 Rd5
10. Ra5 Rc5
11. Tc7+ Rd6
12. b6 Ta8+
13. Rb5 Ta1
Les blanques amenacen Th7, b7 i Rb6 per tant les negres intenten fer escac des del darrere. De totes maneres, la partida aviat portarà a la posició de Lucena (vegeu a sota), que fàcilment les blanques guanyen (de la Villa 2008:141–42).

### El rei de les negres és aïllat de la columna del peó
Quan el rei de les negres és aïllat de la columna del peó el resultat depèn d'on el rei estigui en relació amb el peó. El rei de les negres és sovint aïllat del peó al llarg d'una columna. Algunes regles generals (amb excepcions) són:
- Si el peó és un peó de torre, la posició és normalment taules.
- Si el peó està a la cinquena fila (o sisena o setena) amb el seu rei a prop, i el rei de les negres és aïllat de la columna del peó, les blanques tenen una posició guanyadora.
- Si el peó està a la tercera o quarta fila, (a) si es tracta d'un peó d'alfil o un peó central, les blanques sempre guanyen si el rei de les negres està aïllat per dues columnes per a un peó de la quarta fila i el rei de les negres és aïllat per tres columnes del peó de tercera fila (vegeu "la regla dels cinc" més endavant) (és a dir, la torre de les blanques està a dues columnes del seu peó i el rei de les negres està a l'altra banda), i (b) si el peó és un peó de cavall, les blanques sempre guanyen si el rei de les negres és aïllat per tres columnes.
- Si el peó està a la segona fila i el rei de les negres està a la quarta o cinquena fila, les blanques guanyen només si el rei opositor és aïllat cinc columnes respecte del peó.
- En alguns casos les blanques guanyen fins i tot si el rei de les negres és a prop (Fine & Benko 2003:298–305).

#### Regla del cinc
|   | a                                                                                       | b                                                                                       | c                                                                                       | d                                                                                       | e                                                                                       | f                                                                                       | g                                                                                       | h                                                                                       |   |
| 8 | d8 negres torre · g5 negres rei · d4 blanques peó · d3 blanques rei · f1 blanques torre | d8 negres torre · g5 negres rei · d4 blanques peó · d3 blanques rei · f1 blanques torre | d8 negres torre · g5 negres rei · d4 blanques peó · d3 blanques rei · f1 blanques torre | d8 negres torre · g5 negres rei · d4 blanques peó · d3 blanques rei · f1 blanques torre | d8 negres torre · g5 negres rei · d4 blanques peó · d3 blanques rei · f1 blanques torre | d8 negres torre · g5 negres rei · d4 blanques peó · d3 blanques rei · f1 blanques torre | d8 negres torre · g5 negres rei · d4 blanques peó · d3 blanques rei · f1 blanques torre | d8 negres torre · g5 negres rei · d4 blanques peó · d3 blanques rei · f1 blanques torre | 8 |
| 7 | d8 negres torre · g5 negres rei · d4 blanques peó · d3 blanques rei · f1 blanques torre | d8 negres torre · g5 negres rei · d4 blanques peó · d3 blanques rei · f1 blanques torre | d8 negres torre · g5 negres rei · d4 blanques peó · d3 blanques rei · f1 blanques torre | d8 negres torre · g5 negres rei · d4 blanques peó · d3 blanques rei · f1 blanques torre | d8 negres torre · g5 negres rei · d4 blanques peó · d3 blanques rei · f1 blanques torre | d8 negres torre · g5 negres rei · d4 blanques peó · d3 blanques rei · f1 blanques torre | d8 negres torre · g5 negres rei · d4 blanques peó · d3 blanques rei · f1 blanques torre | d8 negres torre · g5 negres rei · d4 blanques peó · d3 blanques rei · f1 blanques torre | 7 |
| 6 | d8 negres torre · g5 negres rei · d4 blanques peó · d3 blanques rei · f1 blanques torre | d8 negres torre · g5 negres rei · d4 blanques peó · d3 blanques rei · f1 blanques torre | d8 negres torre · g5 negres rei · d4 blanques peó · d3 blanques rei · f1 blanques torre | d8 negres torre · g5 negres rei · d4 blanques peó · d3 blanques rei · f1 blanques torre | d8 negres torre · g5 negres rei · d4 blanques peó · d3 blanques rei · f1 blanques torre | d8 negres torre · g5 negres rei · d4 blanques peó · d3 blanques rei · f1 blanques torre | d8 negres torre · g5 negres rei · d4 blanques peó · d3 blanques rei · f1 blanques torre | d8 negres torre · g5 negres rei · d4 blanques peó · d3 blanques rei · f1 blanques torre | 6 |
| 5 | d8 negres torre · g5 negres rei · d4 blanques peó · d3 blanques rei · f1 blanques torre | d8 negres torre · g5 negres rei · d4 blanques peó · d3 blanques rei · f1 blanques torre | d8 negres torre · g5 negres rei · d4 blanques peó · d3 blanques rei · f1 blanques torre | d8 negres torre · g5 negres rei · d4 blanques peó · d3 blanques rei · f1 blanques torre | d8 negres torre · g5 negres rei · d4 blanques peó · d3 blanques rei · f1 blanques torre | d8 negres torre · g5 negres rei · d4 blanques peó · d3 blanques rei · f1 blanques torre | d8 negres torre · g5 negres rei · d4 blanques peó · d3 blanques rei · f1 blanques torre | d8 negres torre · g5 negres rei · d4 blanques peó · d3 blanques rei · f1 blanques torre | 5 |
| 4 | d8 negres torre · g5 negres rei · d4 blanques peó · d3 blanques rei · f1 blanques torre | d8 negres torre · g5 negres rei · d4 blanques peó · d3 blanques rei · f1 blanques torre | d8 negres torre · g5 negres rei · d4 blanques peó · d3 blanques rei · f1 blanques torre | d8 negres torre · g5 negres rei · d4 blanques peó · d3 blanques rei · f1 blanques torre | d8 negres torre · g5 negres rei · d4 blanques peó · d3 blanques rei · f1 blanques torre | d8 negres torre · g5 negres rei · d4 blanques peó · d3 blanques rei · f1 blanques torre | d8 negres torre · g5 negres rei · d4 blanques peó · d3 blanques rei · f1 blanques torre | d8 negres torre · g5 negres rei · d4 blanques peó · d3 blanques rei · f1 blanques torre | 4 |
| 3 | d8 negres torre · g5 negres rei · d4 blanques peó · d3 blanques rei · f1 blanques torre | d8 negres torre · g5 negres rei · d4 blanques peó · d3 blanques rei · f1 blanques torre | d8 negres torre · g5 negres rei · d4 blanques peó · d3 blanques rei · f1 blanques torre | d8 negres torre · g5 negres rei · d4 blanques peó · d3 blanques rei · f1 blanques torre | d8 negres torre · g5 negres rei · d4 blanques peó · d3 blanques rei · f1 blanques torre | d8 negres torre · g5 negres rei · d4 blanques peó · d3 blanques rei · f1 blanques torre | d8 negres torre · g5 negres rei · d4 blanques peó · d3 blanques rei · f1 blanques torre | d8 negres torre · g5 negres rei · d4 blanques peó · d3 blanques rei · f1 blanques torre | 3 |
| 2 | d8 negres torre · g5 negres rei · d4 blanques peó · d3 blanques rei · f1 blanques torre | d8 negres torre · g5 negres rei · d4 blanques peó · d3 blanques rei · f1 blanques torre | d8 negres torre · g5 negres rei · d4 blanques peó · d3 blanques rei · f1 blanques torre | d8 negres torre · g5 negres rei · d4 blanques peó · d3 blanques rei · f1 blanques torre | d8 negres torre · g5 negres rei · d4 blanques peó · d3 blanques rei · f1 blanques torre | d8 negres torre · g5 negres rei · d4 blanques peó · d3 blanques rei · f1 blanques torre | d8 negres torre · g5 negres rei · d4 blanques peó · d3 blanques rei · f1 blanques torre | d8 negres torre · g5 negres rei · d4 blanques peó · d3 blanques rei · f1 blanques torre | 2 |
| 1 | d8 negres torre · g5 negres rei · d4 blanques peó · d3 blanques rei · f1 blanques torre | d8 negres torre · g5 negres rei · d4 blanques peó · d3 blanques rei · f1 blanques torre | d8 negres torre · g5 negres rei · d4 blanques peó · d3 blanques rei · f1 blanques torre | d8 negres torre · g5 negres rei · d4 blanques peó · d3 blanques rei · f1 blanques torre | d8 negres torre · g5 negres rei · d4 blanques peó · d3 blanques rei · f1 blanques torre | d8 negres torre · g5 negres rei · d4 blanques peó · d3 blanques rei · f1 blanques torre | d8 negres torre · g5 negres rei · d4 blanques peó · d3 blanques rei · f1 blanques torre | d8 negres torre · g5 negres rei · d4 blanques peó · d3 blanques rei · f1 blanques torre | 1 |
|   | a                                                                                       | b                                                                                       | c                                                                                       | d                                                                                       | e                                                                                       | f                                                                                       | g                                                                                       | h                                                                                       |   |

La regla del cinc és per posicions en què el peó està protegit i el rei opositor està aïllat per columnes: Sumeu el nombre de la fila del peó al nombre de columnes d'on el rei del defensor és aïllat. Si la suma és més de cinc, en general és una victòria. En cas contrari, és normalment taules. (Soltis 2003:138), (Mednis 1998:41–42). Per exemple, al diagrama, les blanques guanyen amb:
1. Rc4 Tc8+
2. Rb5 (el rei de les blanques ha de tenir aquesta columna disponible)
2... Td8
3. Rc5 Tc8+
4. Rb6! Td8
5. Td1! Rf6
6. Rc7 Ta8
7. d5
i les blanques guanyaran.
|   | a                                                                                       | b                                                                                       | c                                                                                       | d                                                                                       | e                                                                                       | f                                                                                       | g                                                                                       | h                                                                                       |   |
| 8 | b8 negres torre · e6 negres rei · b4 blanques peó · b3 blanques rei · d1 blanques torre | b8 negres torre · e6 negres rei · b4 blanques peó · b3 blanques rei · d1 blanques torre | b8 negres torre · e6 negres rei · b4 blanques peó · b3 blanques rei · d1 blanques torre | b8 negres torre · e6 negres rei · b4 blanques peó · b3 blanques rei · d1 blanques torre | b8 negres torre · e6 negres rei · b4 blanques peó · b3 blanques rei · d1 blanques torre | b8 negres torre · e6 negres rei · b4 blanques peó · b3 blanques rei · d1 blanques torre | b8 negres torre · e6 negres rei · b4 blanques peó · b3 blanques rei · d1 blanques torre | b8 negres torre · e6 negres rei · b4 blanques peó · b3 blanques rei · d1 blanques torre | 8 |
| 7 | b8 negres torre · e6 negres rei · b4 blanques peó · b3 blanques rei · d1 blanques torre | b8 negres torre · e6 negres rei · b4 blanques peó · b3 blanques rei · d1 blanques torre | b8 negres torre · e6 negres rei · b4 blanques peó · b3 blanques rei · d1 blanques torre | b8 negres torre · e6 negres rei · b4 blanques peó · b3 blanques rei · d1 blanques torre | b8 negres torre · e6 negres rei · b4 blanques peó · b3 blanques rei · d1 blanques torre | b8 negres torre · e6 negres rei · b4 blanques peó · b3 blanques rei · d1 blanques torre | b8 negres torre · e6 negres rei · b4 blanques peó · b3 blanques rei · d1 blanques torre | b8 negres torre · e6 negres rei · b4 blanques peó · b3 blanques rei · d1 blanques torre | 7 |
| 6 | b8 negres torre · e6 negres rei · b4 blanques peó · b3 blanques rei · d1 blanques torre | b8 negres torre · e6 negres rei · b4 blanques peó · b3 blanques rei · d1 blanques torre | b8 negres torre · e6 negres rei · b4 blanques peó · b3 blanques rei · d1 blanques torre | b8 negres torre · e6 negres rei · b4 blanques peó · b3 blanques rei · d1 blanques torre | b8 negres torre · e6 negres rei · b4 blanques peó · b3 blanques rei · d1 blanques torre | b8 negres torre · e6 negres rei · b4 blanques peó · b3 blanques rei · d1 blanques torre | b8 negres torre · e6 negres rei · b4 blanques peó · b3 blanques rei · d1 blanques torre | b8 negres torre · e6 negres rei · b4 blanques peó · b3 blanques rei · d1 blanques torre | 6 |
| 5 | b8 negres torre · e6 negres rei · b4 blanques peó · b3 blanques rei · d1 blanques torre | b8 negres torre · e6 negres rei · b4 blanques peó · b3 blanques rei · d1 blanques torre | b8 negres torre · e6 negres rei · b4 blanques peó · b3 blanques rei · d1 blanques torre | b8 negres torre · e6 negres rei · b4 blanques peó · b3 blanques rei · d1 blanques torre | b8 negres torre · e6 negres rei · b4 blanques peó · b3 blanques rei · d1 blanques torre | b8 negres torre · e6 negres rei · b4 blanques peó · b3 blanques rei · d1 blanques torre | b8 negres torre · e6 negres rei · b4 blanques peó · b3 blanques rei · d1 blanques torre | b8 negres torre · e6 negres rei · b4 blanques peó · b3 blanques rei · d1 blanques torre | 5 |
| 4 | b8 negres torre · e6 negres rei · b4 blanques peó · b3 blanques rei · d1 blanques torre | b8 negres torre · e6 negres rei · b4 blanques peó · b3 blanques rei · d1 blanques torre | b8 negres torre · e6 negres rei · b4 blanques peó · b3 blanques rei · d1 blanques torre | b8 negres torre · e6 negres rei · b4 blanques peó · b3 blanques rei · d1 blanques torre | b8 negres torre · e6 negres rei · b4 blanques peó · b3 blanques rei · d1 blanques torre | b8 negres torre · e6 negres rei · b4 blanques peó · b3 blanques rei · d1 blanques torre | b8 negres torre · e6 negres rei · b4 blanques peó · b3 blanques rei · d1 blanques torre | b8 negres torre · e6 negres rei · b4 blanques peó · b3 blanques rei · d1 blanques torre | 4 |
| 3 | b8 negres torre · e6 negres rei · b4 blanques peó · b3 blanques rei · d1 blanques torre | b8 negres torre · e6 negres rei · b4 blanques peó · b3 blanques rei · d1 blanques torre | b8 negres torre · e6 negres rei · b4 blanques peó · b3 blanques rei · d1 blanques torre | b8 negres torre · e6 negres rei · b4 blanques peó · b3 blanques rei · d1 blanques torre | b8 negres torre · e6 negres rei · b4 blanques peó · b3 blanques rei · d1 blanques torre | b8 negres torre · e6 negres rei · b4 blanques peó · b3 blanques rei · d1 blanques torre | b8 negres torre · e6 negres rei · b4 blanques peó · b3 blanques rei · d1 blanques torre | b8 negres torre · e6 negres rei · b4 blanques peó · b3 blanques rei · d1 blanques torre | 3 |
| 2 | b8 negres torre · e6 negres rei · b4 blanques peó · b3 blanques rei · d1 blanques torre | b8 negres torre · e6 negres rei · b4 blanques peó · b3 blanques rei · d1 blanques torre | b8 negres torre · e6 negres rei · b4 blanques peó · b3 blanques rei · d1 blanques torre | b8 negres torre · e6 negres rei · b4 blanques peó · b3 blanques rei · d1 blanques torre | b8 negres torre · e6 negres rei · b4 blanques peó · b3 blanques rei · d1 blanques torre | b8 negres torre · e6 negres rei · b4 blanques peó · b3 blanques rei · d1 blanques torre | b8 negres torre · e6 negres rei · b4 blanques peó · b3 blanques rei · d1 blanques torre | b8 negres torre · e6 negres rei · b4 blanques peó · b3 blanques rei · d1 blanques torre | 2 |
| 1 | b8 negres torre · e6 negres rei · b4 blanques peó · b3 blanques rei · d1 blanques torre | b8 negres torre · e6 negres rei · b4 blanques peó · b3 blanques rei · d1 blanques torre | b8 negres torre · e6 negres rei · b4 blanques peó · b3 blanques rei · d1 blanques torre | b8 negres torre · e6 negres rei · b4 blanques peó · b3 blanques rei · d1 blanques torre | b8 negres torre · e6 negres rei · b4 blanques peó · b3 blanques rei · d1 blanques torre | b8 negres torre · e6 negres rei · b4 blanques peó · b3 blanques rei · d1 blanques torre | b8 negres torre · e6 negres rei · b4 blanques peó · b3 blanques rei · d1 blanques torre | b8 negres torre · e6 negres rei · b4 blanques peó · b3 blanques rei · d1 blanques torre | 1 |
|   | a                                                                                       | b                                                                                       | c                                                                                       | d                                                                                       | e                                                                                       | f                                                                                       | g                                                                                       | h                                                                                       |   |

La posició de Chéron és bàsicament el mateix, excepte moguda dues columnes. Ara el rei de les blanques té menys espai per a la maniobre a l'esquerre de la columna del peó, i les negres poden prevenir l'avançament del peó i fan taules. Si les blanques comencen amb 1. Ra4, la torre fa escac al rei, i el rei està forçat retrocedir a b3. Les blanques poden intentar:
1. Td4 Re5
2. Rc3 Tc8+
3. Tc4 Tb8
4. Tc6 Rd5
5. Ta6 Tc8+
6. Rb3 Tc6!
7. Ta8 Rd6 (o 7. Ta7 Tc1)
i el rei de les negres aconsegueix arribar a la columna del peó, per unes taules. Un altre intent per a les blanques és:
1. Td2 Re5
2. Td7 Re6
3. Tc7 Rd6
4. Tc5 Rd7
5. Ra4 Ta8+
6. Ta5 Tb8
7. Ta7+ Rc6
8. Ra5 Tb5+
9. Ra4 Tb8
i la posició són taules. Si les peces són mogudes una columna a la dreta, les blanques tenen la victòria (Kortxnoi 2002:12–13).
|   | a                                                                                       | b                                                                                       | c                                                                                       | d                                                                                       | e                                                                                       | f                                                                                       | g                                                                                       | h                                                                                       |   |
| 8 | c5 negres rei · e3 blanques rei · d2 blanques torre · f2 blanques peó · h2 negres torre | c5 negres rei · e3 blanques rei · d2 blanques torre · f2 blanques peó · h2 negres torre | c5 negres rei · e3 blanques rei · d2 blanques torre · f2 blanques peó · h2 negres torre | c5 negres rei · e3 blanques rei · d2 blanques torre · f2 blanques peó · h2 negres torre | c5 negres rei · e3 blanques rei · d2 blanques torre · f2 blanques peó · h2 negres torre | c5 negres rei · e3 blanques rei · d2 blanques torre · f2 blanques peó · h2 negres torre | c5 negres rei · e3 blanques rei · d2 blanques torre · f2 blanques peó · h2 negres torre | c5 negres rei · e3 blanques rei · d2 blanques torre · f2 blanques peó · h2 negres torre | 8 |
| 7 | c5 negres rei · e3 blanques rei · d2 blanques torre · f2 blanques peó · h2 negres torre | c5 negres rei · e3 blanques rei · d2 blanques torre · f2 blanques peó · h2 negres torre | c5 negres rei · e3 blanques rei · d2 blanques torre · f2 blanques peó · h2 negres torre | c5 negres rei · e3 blanques rei · d2 blanques torre · f2 blanques peó · h2 negres torre | c5 negres rei · e3 blanques rei · d2 blanques torre · f2 blanques peó · h2 negres torre | c5 negres rei · e3 blanques rei · d2 blanques torre · f2 blanques peó · h2 negres torre | c5 negres rei · e3 blanques rei · d2 blanques torre · f2 blanques peó · h2 negres torre | c5 negres rei · e3 blanques rei · d2 blanques torre · f2 blanques peó · h2 negres torre | 7 |
| 6 | c5 negres rei · e3 blanques rei · d2 blanques torre · f2 blanques peó · h2 negres torre | c5 negres rei · e3 blanques rei · d2 blanques torre · f2 blanques peó · h2 negres torre | c5 negres rei · e3 blanques rei · d2 blanques torre · f2 blanques peó · h2 negres torre | c5 negres rei · e3 blanques rei · d2 blanques torre · f2 blanques peó · h2 negres torre | c5 negres rei · e3 blanques rei · d2 blanques torre · f2 blanques peó · h2 negres torre | c5 negres rei · e3 blanques rei · d2 blanques torre · f2 blanques peó · h2 negres torre | c5 negres rei · e3 blanques rei · d2 blanques torre · f2 blanques peó · h2 negres torre | c5 negres rei · e3 blanques rei · d2 blanques torre · f2 blanques peó · h2 negres torre | 6 |
| 5 | c5 negres rei · e3 blanques rei · d2 blanques torre · f2 blanques peó · h2 negres torre | c5 negres rei · e3 blanques rei · d2 blanques torre · f2 blanques peó · h2 negres torre | c5 negres rei · e3 blanques rei · d2 blanques torre · f2 blanques peó · h2 negres torre | c5 negres rei · e3 blanques rei · d2 blanques torre · f2 blanques peó · h2 negres torre | c5 negres rei · e3 blanques rei · d2 blanques torre · f2 blanques peó · h2 negres torre | c5 negres rei · e3 blanques rei · d2 blanques torre · f2 blanques peó · h2 negres torre | c5 negres rei · e3 blanques rei · d2 blanques torre · f2 blanques peó · h2 negres torre | c5 negres rei · e3 blanques rei · d2 blanques torre · f2 blanques peó · h2 negres torre | 5 |
| 4 | c5 negres rei · e3 blanques rei · d2 blanques torre · f2 blanques peó · h2 negres torre | c5 negres rei · e3 blanques rei · d2 blanques torre · f2 blanques peó · h2 negres torre | c5 negres rei · e3 blanques rei · d2 blanques torre · f2 blanques peó · h2 negres torre | c5 negres rei · e3 blanques rei · d2 blanques torre · f2 blanques peó · h2 negres torre | c5 negres rei · e3 blanques rei · d2 blanques torre · f2 blanques peó · h2 negres torre | c5 negres rei · e3 blanques rei · d2 blanques torre · f2 blanques peó · h2 negres torre | c5 negres rei · e3 blanques rei · d2 blanques torre · f2 blanques peó · h2 negres torre | c5 negres rei · e3 blanques rei · d2 blanques torre · f2 blanques peó · h2 negres torre | 4 |
| 3 | c5 negres rei · e3 blanques rei · d2 blanques torre · f2 blanques peó · h2 negres torre | c5 negres rei · e3 blanques rei · d2 blanques torre · f2 blanques peó · h2 negres torre | c5 negres rei · e3 blanques rei · d2 blanques torre · f2 blanques peó · h2 negres torre | c5 negres rei · e3 blanques rei · d2 blanques torre · f2 blanques peó · h2 negres torre | c5 negres rei · e3 blanques rei · d2 blanques torre · f2 blanques peó · h2 negres torre | c5 negres rei · e3 blanques rei · d2 blanques torre · f2 blanques peó · h2 negres torre | c5 negres rei · e3 blanques rei · d2 blanques torre · f2 blanques peó · h2 negres torre | c5 negres rei · e3 blanques rei · d2 blanques torre · f2 blanques peó · h2 negres torre | 3 |
| 2 | c5 negres rei · e3 blanques rei · d2 blanques torre · f2 blanques peó · h2 negres torre | c5 negres rei · e3 blanques rei · d2 blanques torre · f2 blanques peó · h2 negres torre | c5 negres rei · e3 blanques rei · d2 blanques torre · f2 blanques peó · h2 negres torre | c5 negres rei · e3 blanques rei · d2 blanques torre · f2 blanques peó · h2 negres torre | c5 negres rei · e3 blanques rei · d2 blanques torre · f2 blanques peó · h2 negres torre | c5 negres rei · e3 blanques rei · d2 blanques torre · f2 blanques peó · h2 negres torre | c5 negres rei · e3 blanques rei · d2 blanques torre · f2 blanques peó · h2 negres torre | c5 negres rei · e3 blanques rei · d2 blanques torre · f2 blanques peó · h2 negres torre | 2 |
| 1 | c5 negres rei · e3 blanques rei · d2 blanques torre · f2 blanques peó · h2 negres torre | c5 negres rei · e3 blanques rei · d2 blanques torre · f2 blanques peó · h2 negres torre | c5 negres rei · e3 blanques rei · d2 blanques torre · f2 blanques peó · h2 negres torre | c5 negres rei · e3 blanques rei · d2 blanques torre · f2 blanques peó · h2 negres torre | c5 negres rei · e3 blanques rei · d2 blanques torre · f2 blanques peó · h2 negres torre | c5 negres rei · e3 blanques rei · d2 blanques torre · f2 blanques peó · h2 negres torre | c5 negres rei · e3 blanques rei · d2 blanques torre · f2 blanques peó · h2 negres torre | c5 negres rei · e3 blanques rei · d2 blanques torre · f2 blanques peó · h2 negres torre | 1 |
|   | a                                                                                       | b                                                                                       | c                                                                                       | d                                                                                       | e                                                                                       | f                                                                                       | g                                                                                       | h                                                                                       |   |

En el raonament anterior quan el rei defensor estava aïllat per columnes, se suposa que la torre defensora ja està en posició per fer escac al rei atacant al llarg de les columnes (normalment des de la primera fila). En aquesta posició de José Capablanca, les blanques guanyen perquè el peó de les blanques poden arribar a la quarta fila abans que la torre de les negres poden fer escac al llarg de les columnes. Si la torre de les negres ja estigués a h8 i toqués moure les negres, les negres farien taules fent escac al rei i jugant ...Tf8 quan el rei de les blanques mouen a f1 (Capablanca & de Firmian 2006:121). En la posició del diagrama en què mouen les blanques:
1. Td1 Th8
2. f4 Te8+
3. Rf3 Tf8
4. Rg4 Tg8+
5. Rh5 Th8+
6. Rg6, etc.,
i les blanques guanyaran. Amb el torn de les negres,
1... Rc6
2. Td8 Th7
3. f3 (3. f4 són taules després de 3... Td7 o 3... Rc7)
3... Te7+
4. Rf2 Tf7
5. Rg3 etc., i les blanques guanyen.

#### Posició de Lucena
|   | a                                                                                       | b                                                                                       | c                                                                                       | d                                                                                       | e                                                                                       | f                                                                                       | g                                                                                       | h                                                                                       |   |
| 8 | b8 blanques rei · d8 negres rei · b7 blanques peó · a2 negres torre · c1 blanques torre | b8 blanques rei · d8 negres rei · b7 blanques peó · a2 negres torre · c1 blanques torre | b8 blanques rei · d8 negres rei · b7 blanques peó · a2 negres torre · c1 blanques torre | b8 blanques rei · d8 negres rei · b7 blanques peó · a2 negres torre · c1 blanques torre | b8 blanques rei · d8 negres rei · b7 blanques peó · a2 negres torre · c1 blanques torre | b8 blanques rei · d8 negres rei · b7 blanques peó · a2 negres torre · c1 blanques torre | b8 blanques rei · d8 negres rei · b7 blanques peó · a2 negres torre · c1 blanques torre | b8 blanques rei · d8 negres rei · b7 blanques peó · a2 negres torre · c1 blanques torre | 8 |
| 7 | b8 blanques rei · d8 negres rei · b7 blanques peó · a2 negres torre · c1 blanques torre | b8 blanques rei · d8 negres rei · b7 blanques peó · a2 negres torre · c1 blanques torre | b8 blanques rei · d8 negres rei · b7 blanques peó · a2 negres torre · c1 blanques torre | b8 blanques rei · d8 negres rei · b7 blanques peó · a2 negres torre · c1 blanques torre | b8 blanques rei · d8 negres rei · b7 blanques peó · a2 negres torre · c1 blanques torre | b8 blanques rei · d8 negres rei · b7 blanques peó · a2 negres torre · c1 blanques torre | b8 blanques rei · d8 negres rei · b7 blanques peó · a2 negres torre · c1 blanques torre | b8 blanques rei · d8 negres rei · b7 blanques peó · a2 negres torre · c1 blanques torre | 7 |
| 6 | b8 blanques rei · d8 negres rei · b7 blanques peó · a2 negres torre · c1 blanques torre | b8 blanques rei · d8 negres rei · b7 blanques peó · a2 negres torre · c1 blanques torre | b8 blanques rei · d8 negres rei · b7 blanques peó · a2 negres torre · c1 blanques torre | b8 blanques rei · d8 negres rei · b7 blanques peó · a2 negres torre · c1 blanques torre | b8 blanques rei · d8 negres rei · b7 blanques peó · a2 negres torre · c1 blanques torre | b8 blanques rei · d8 negres rei · b7 blanques peó · a2 negres torre · c1 blanques torre | b8 blanques rei · d8 negres rei · b7 blanques peó · a2 negres torre · c1 blanques torre | b8 blanques rei · d8 negres rei · b7 blanques peó · a2 negres torre · c1 blanques torre | 6 |
| 5 | b8 blanques rei · d8 negres rei · b7 blanques peó · a2 negres torre · c1 blanques torre | b8 blanques rei · d8 negres rei · b7 blanques peó · a2 negres torre · c1 blanques torre | b8 blanques rei · d8 negres rei · b7 blanques peó · a2 negres torre · c1 blanques torre | b8 blanques rei · d8 negres rei · b7 blanques peó · a2 negres torre · c1 blanques torre | b8 blanques rei · d8 negres rei · b7 blanques peó · a2 negres torre · c1 blanques torre | b8 blanques rei · d8 negres rei · b7 blanques peó · a2 negres torre · c1 blanques torre | b8 blanques rei · d8 negres rei · b7 blanques peó · a2 negres torre · c1 blanques torre | b8 blanques rei · d8 negres rei · b7 blanques peó · a2 negres torre · c1 blanques torre | 5 |
| 4 | b8 blanques rei · d8 negres rei · b7 blanques peó · a2 negres torre · c1 blanques torre | b8 blanques rei · d8 negres rei · b7 blanques peó · a2 negres torre · c1 blanques torre | b8 blanques rei · d8 negres rei · b7 blanques peó · a2 negres torre · c1 blanques torre | b8 blanques rei · d8 negres rei · b7 blanques peó · a2 negres torre · c1 blanques torre | b8 blanques rei · d8 negres rei · b7 blanques peó · a2 negres torre · c1 blanques torre | b8 blanques rei · d8 negres rei · b7 blanques peó · a2 negres torre · c1 blanques torre | b8 blanques rei · d8 negres rei · b7 blanques peó · a2 negres torre · c1 blanques torre | b8 blanques rei · d8 negres rei · b7 blanques peó · a2 negres torre · c1 blanques torre | 4 |
| 3 | b8 blanques rei · d8 negres rei · b7 blanques peó · a2 negres torre · c1 blanques torre | b8 blanques rei · d8 negres rei · b7 blanques peó · a2 negres torre · c1 blanques torre | b8 blanques rei · d8 negres rei · b7 blanques peó · a2 negres torre · c1 blanques torre | b8 blanques rei · d8 negres rei · b7 blanques peó · a2 negres torre · c1 blanques torre | b8 blanques rei · d8 negres rei · b7 blanques peó · a2 negres torre · c1 blanques torre | b8 blanques rei · d8 negres rei · b7 blanques peó · a2 negres torre · c1 blanques torre | b8 blanques rei · d8 negres rei · b7 blanques peó · a2 negres torre · c1 blanques torre | b8 blanques rei · d8 negres rei · b7 blanques peó · a2 negres torre · c1 blanques torre | 3 |
| 2 | b8 blanques rei · d8 negres rei · b7 blanques peó · a2 negres torre · c1 blanques torre | b8 blanques rei · d8 negres rei · b7 blanques peó · a2 negres torre · c1 blanques torre | b8 blanques rei · d8 negres rei · b7 blanques peó · a2 negres torre · c1 blanques torre | b8 blanques rei · d8 negres rei · b7 blanques peó · a2 negres torre · c1 blanques torre | b8 blanques rei · d8 negres rei · b7 blanques peó · a2 negres torre · c1 blanques torre | b8 blanques rei · d8 negres rei · b7 blanques peó · a2 negres torre · c1 blanques torre | b8 blanques rei · d8 negres rei · b7 blanques peó · a2 negres torre · c1 blanques torre | b8 blanques rei · d8 negres rei · b7 blanques peó · a2 negres torre · c1 blanques torre | 2 |
| 1 | b8 blanques rei · d8 negres rei · b7 blanques peó · a2 negres torre · c1 blanques torre | b8 blanques rei · d8 negres rei · b7 blanques peó · a2 negres torre · c1 blanques torre | b8 blanques rei · d8 negres rei · b7 blanques peó · a2 negres torre · c1 blanques torre | b8 blanques rei · d8 negres rei · b7 blanques peó · a2 negres torre · c1 blanques torre | b8 blanques rei · d8 negres rei · b7 blanques peó · a2 negres torre · c1 blanques torre | b8 blanques rei · d8 negres rei · b7 blanques peó · a2 negres torre · c1 blanques torre | b8 blanques rei · d8 negres rei · b7 blanques peó · a2 negres torre · c1 blanques torre | b8 blanques rei · d8 negres rei · b7 blanques peó · a2 negres torre · c1 blanques torre | 1 |
|   | a                                                                                       | b                                                                                       | c                                                                                       | d                                                                                       | e                                                                                       | f                                                                                       | g                                                                                       | h                                                                                       |   |

La posició de Lucena és una de les més famoses i importants posicions a la teoria de finals d'escacs. És guanyada pel bàndol que té el peó. La característica essencial és que el rei de les blanques es troba a la casella de coronació davant del seu peó, el peó es troba entre les columnes b i g, i el rei de les negres està aïllat per una columna.
Les blanques guanyen a la posició del diagrama amb 1. Td1+, forçant el rei de les negres que s'aparti una columna més lluny, després portan la torre a la quarta fila per fer un "pont" per protegir el rei, per llavors posar-hi el rei, que estaria en esca per la torre de les negres. Les blanques maniobren per portar el seu rei fins a la cinquena fila (sense renunciar el peó) i llavors quan la torre de les negres fan escac, les blanques interposen la seva torre i tenen un posició guanyadora. Vegeu la posició de Lucena per a més detalls (Fine & Benko 2003:297–98).

#### Defending rook prevents the bridge
|   | a                                                                                       | b                                                                                       | c                                                                                       | d                                                                                       | e                                                                                       | f                                                                                       | g                                                                                       | h                                                                                       |   |
| 8 | c8 negres rei · e8 blanques rei · e7 blanques peó · f4 negres torre · d1 blanques torre | c8 negres rei · e8 blanques rei · e7 blanques peó · f4 negres torre · d1 blanques torre | c8 negres rei · e8 blanques rei · e7 blanques peó · f4 negres torre · d1 blanques torre | c8 negres rei · e8 blanques rei · e7 blanques peó · f4 negres torre · d1 blanques torre | c8 negres rei · e8 blanques rei · e7 blanques peó · f4 negres torre · d1 blanques torre | c8 negres rei · e8 blanques rei · e7 blanques peó · f4 negres torre · d1 blanques torre | c8 negres rei · e8 blanques rei · e7 blanques peó · f4 negres torre · d1 blanques torre | c8 negres rei · e8 blanques rei · e7 blanques peó · f4 negres torre · d1 blanques torre | 8 |
| 7 | c8 negres rei · e8 blanques rei · e7 blanques peó · f4 negres torre · d1 blanques torre | c8 negres rei · e8 blanques rei · e7 blanques peó · f4 negres torre · d1 blanques torre | c8 negres rei · e8 blanques rei · e7 blanques peó · f4 negres torre · d1 blanques torre | c8 negres rei · e8 blanques rei · e7 blanques peó · f4 negres torre · d1 blanques torre | c8 negres rei · e8 blanques rei · e7 blanques peó · f4 negres torre · d1 blanques torre | c8 negres rei · e8 blanques rei · e7 blanques peó · f4 negres torre · d1 blanques torre | c8 negres rei · e8 blanques rei · e7 blanques peó · f4 negres torre · d1 blanques torre | c8 negres rei · e8 blanques rei · e7 blanques peó · f4 negres torre · d1 blanques torre | 7 |
| 6 | c8 negres rei · e8 blanques rei · e7 blanques peó · f4 negres torre · d1 blanques torre | c8 negres rei · e8 blanques rei · e7 blanques peó · f4 negres torre · d1 blanques torre | c8 negres rei · e8 blanques rei · e7 blanques peó · f4 negres torre · d1 blanques torre | c8 negres rei · e8 blanques rei · e7 blanques peó · f4 negres torre · d1 blanques torre | c8 negres rei · e8 blanques rei · e7 blanques peó · f4 negres torre · d1 blanques torre | c8 negres rei · e8 blanques rei · e7 blanques peó · f4 negres torre · d1 blanques torre | c8 negres rei · e8 blanques rei · e7 blanques peó · f4 negres torre · d1 blanques torre | c8 negres rei · e8 blanques rei · e7 blanques peó · f4 negres torre · d1 blanques torre | 6 |
| 5 | c8 negres rei · e8 blanques rei · e7 blanques peó · f4 negres torre · d1 blanques torre | c8 negres rei · e8 blanques rei · e7 blanques peó · f4 negres torre · d1 blanques torre | c8 negres rei · e8 blanques rei · e7 blanques peó · f4 negres torre · d1 blanques torre | c8 negres rei · e8 blanques rei · e7 blanques peó · f4 negres torre · d1 blanques torre | c8 negres rei · e8 blanques rei · e7 blanques peó · f4 negres torre · d1 blanques torre | c8 negres rei · e8 blanques rei · e7 blanques peó · f4 negres torre · d1 blanques torre | c8 negres rei · e8 blanques rei · e7 blanques peó · f4 negres torre · d1 blanques torre | c8 negres rei · e8 blanques rei · e7 blanques peó · f4 negres torre · d1 blanques torre | 5 |
| 4 | c8 negres rei · e8 blanques rei · e7 blanques peó · f4 negres torre · d1 blanques torre | c8 negres rei · e8 blanques rei · e7 blanques peó · f4 negres torre · d1 blanques torre | c8 negres rei · e8 blanques rei · e7 blanques peó · f4 negres torre · d1 blanques torre | c8 negres rei · e8 blanques rei · e7 blanques peó · f4 negres torre · d1 blanques torre | c8 negres rei · e8 blanques rei · e7 blanques peó · f4 negres torre · d1 blanques torre | c8 negres rei · e8 blanques rei · e7 blanques peó · f4 negres torre · d1 blanques torre | c8 negres rei · e8 blanques rei · e7 blanques peó · f4 negres torre · d1 blanques torre | c8 negres rei · e8 blanques rei · e7 blanques peó · f4 negres torre · d1 blanques torre | 4 |
| 3 | c8 negres rei · e8 blanques rei · e7 blanques peó · f4 negres torre · d1 blanques torre | c8 negres rei · e8 blanques rei · e7 blanques peó · f4 negres torre · d1 blanques torre | c8 negres rei · e8 blanques rei · e7 blanques peó · f4 negres torre · d1 blanques torre | c8 negres rei · e8 blanques rei · e7 blanques peó · f4 negres torre · d1 blanques torre | c8 negres rei · e8 blanques rei · e7 blanques peó · f4 negres torre · d1 blanques torre | c8 negres rei · e8 blanques rei · e7 blanques peó · f4 negres torre · d1 blanques torre | c8 negres rei · e8 blanques rei · e7 blanques peó · f4 negres torre · d1 blanques torre | c8 negres rei · e8 blanques rei · e7 blanques peó · f4 negres torre · d1 blanques torre | 3 |
| 2 | c8 negres rei · e8 blanques rei · e7 blanques peó · f4 negres torre · d1 blanques torre | c8 negres rei · e8 blanques rei · e7 blanques peó · f4 negres torre · d1 blanques torre | c8 negres rei · e8 blanques rei · e7 blanques peó · f4 negres torre · d1 blanques torre | c8 negres rei · e8 blanques rei · e7 blanques peó · f4 negres torre · d1 blanques torre | c8 negres rei · e8 blanques rei · e7 blanques peó · f4 negres torre · d1 blanques torre | c8 negres rei · e8 blanques rei · e7 blanques peó · f4 negres torre · d1 blanques torre | c8 negres rei · e8 blanques rei · e7 blanques peó · f4 negres torre · d1 blanques torre | c8 negres rei · e8 blanques rei · e7 blanques peó · f4 negres torre · d1 blanques torre | 2 |
| 1 | c8 negres rei · e8 blanques rei · e7 blanques peó · f4 negres torre · d1 blanques torre | c8 negres rei · e8 blanques rei · e7 blanques peó · f4 negres torre · d1 blanques torre | c8 negres rei · e8 blanques rei · e7 blanques peó · f4 negres torre · d1 blanques torre | c8 negres rei · e8 blanques rei · e7 blanques peó · f4 negres torre · d1 blanques torre | c8 negres rei · e8 blanques rei · e7 blanques peó · f4 negres torre · d1 blanques torre | c8 negres rei · e8 blanques rei · e7 blanques peó · f4 negres torre · d1 blanques torre | c8 negres rei · e8 blanques rei · e7 blanques peó · f4 negres torre · d1 blanques torre | c8 negres rei · e8 blanques rei · e7 blanques peó · f4 negres torre · d1 blanques torre | 1 |
|   | a                                                                                       | b                                                                                       | c                                                                                       | d                                                                                       | e                                                                                       | f                                                                                       | g                                                                                       | h                                                                                       |   |

Si la torre defensora està a la part superior de la quarta fila, evita que la torre pugui fer el pont en aquesta fila. En aquest cas, la victòria és senzill.
1. Tc1+ Rb7
2. Rd7!
La torre de les negres no està prou lluny del rei de les blanques per mantenir de manera segura dels escacs.
2... Td4+
3. Re6 Te4+
4. Rd6 Rb6
Altres quarts moviments per a les negres no són millors. Si 4... Td4+ després 5. Re5 es guanya, ja que la torre no pot aturar el peó. Si les negres intenten un moviment diferent, diguem 4... Te2 llavors les blanques mouen 5. Tc5 i construeix un pont a la cinquena fila.
5. Td1 Rb5
6. Td5+ Rb6
7. Te5 i les negres no poden aturar el peó (Hawkins 2012:69–70).

#### Mètode alternatiu pel peó d'alfil i peons centrals
|   | a                                                                                       | b                                                                                       | c                                                                                       | d                                                                                       | e                                                                                       | f                                                                                       | g                                                                                       | h                                                                                       |   |
| 8 | e8 blanques rei · c7 negres rei · e7 blanques peó · d2 blanques torre · f1 negres torre | e8 blanques rei · c7 negres rei · e7 blanques peó · d2 blanques torre · f1 negres torre | e8 blanques rei · c7 negres rei · e7 blanques peó · d2 blanques torre · f1 negres torre | e8 blanques rei · c7 negres rei · e7 blanques peó · d2 blanques torre · f1 negres torre | e8 blanques rei · c7 negres rei · e7 blanques peó · d2 blanques torre · f1 negres torre | e8 blanques rei · c7 negres rei · e7 blanques peó · d2 blanques torre · f1 negres torre | e8 blanques rei · c7 negres rei · e7 blanques peó · d2 blanques torre · f1 negres torre | e8 blanques rei · c7 negres rei · e7 blanques peó · d2 blanques torre · f1 negres torre | 8 |
| 7 | e8 blanques rei · c7 negres rei · e7 blanques peó · d2 blanques torre · f1 negres torre | e8 blanques rei · c7 negres rei · e7 blanques peó · d2 blanques torre · f1 negres torre | e8 blanques rei · c7 negres rei · e7 blanques peó · d2 blanques torre · f1 negres torre | e8 blanques rei · c7 negres rei · e7 blanques peó · d2 blanques torre · f1 negres torre | e8 blanques rei · c7 negres rei · e7 blanques peó · d2 blanques torre · f1 negres torre | e8 blanques rei · c7 negres rei · e7 blanques peó · d2 blanques torre · f1 negres torre | e8 blanques rei · c7 negres rei · e7 blanques peó · d2 blanques torre · f1 negres torre | e8 blanques rei · c7 negres rei · e7 blanques peó · d2 blanques torre · f1 negres torre | 7 |
| 6 | e8 blanques rei · c7 negres rei · e7 blanques peó · d2 blanques torre · f1 negres torre | e8 blanques rei · c7 negres rei · e7 blanques peó · d2 blanques torre · f1 negres torre | e8 blanques rei · c7 negres rei · e7 blanques peó · d2 blanques torre · f1 negres torre | e8 blanques rei · c7 negres rei · e7 blanques peó · d2 blanques torre · f1 negres torre | e8 blanques rei · c7 negres rei · e7 blanques peó · d2 blanques torre · f1 negres torre | e8 blanques rei · c7 negres rei · e7 blanques peó · d2 blanques torre · f1 negres torre | e8 blanques rei · c7 negres rei · e7 blanques peó · d2 blanques torre · f1 negres torre | e8 blanques rei · c7 negres rei · e7 blanques peó · d2 blanques torre · f1 negres torre | 6 |
| 5 | e8 blanques rei · c7 negres rei · e7 blanques peó · d2 blanques torre · f1 negres torre | e8 blanques rei · c7 negres rei · e7 blanques peó · d2 blanques torre · f1 negres torre | e8 blanques rei · c7 negres rei · e7 blanques peó · d2 blanques torre · f1 negres torre | e8 blanques rei · c7 negres rei · e7 blanques peó · d2 blanques torre · f1 negres torre | e8 blanques rei · c7 negres rei · e7 blanques peó · d2 blanques torre · f1 negres torre | e8 blanques rei · c7 negres rei · e7 blanques peó · d2 blanques torre · f1 negres torre | e8 blanques rei · c7 negres rei · e7 blanques peó · d2 blanques torre · f1 negres torre | e8 blanques rei · c7 negres rei · e7 blanques peó · d2 blanques torre · f1 negres torre | 5 |
| 4 | e8 blanques rei · c7 negres rei · e7 blanques peó · d2 blanques torre · f1 negres torre | e8 blanques rei · c7 negres rei · e7 blanques peó · d2 blanques torre · f1 negres torre | e8 blanques rei · c7 negres rei · e7 blanques peó · d2 blanques torre · f1 negres torre | e8 blanques rei · c7 negres rei · e7 blanques peó · d2 blanques torre · f1 negres torre | e8 blanques rei · c7 negres rei · e7 blanques peó · d2 blanques torre · f1 negres torre | e8 blanques rei · c7 negres rei · e7 blanques peó · d2 blanques torre · f1 negres torre | e8 blanques rei · c7 negres rei · e7 blanques peó · d2 blanques torre · f1 negres torre | e8 blanques rei · c7 negres rei · e7 blanques peó · d2 blanques torre · f1 negres torre | 4 |
| 3 | e8 blanques rei · c7 negres rei · e7 blanques peó · d2 blanques torre · f1 negres torre | e8 blanques rei · c7 negres rei · e7 blanques peó · d2 blanques torre · f1 negres torre | e8 blanques rei · c7 negres rei · e7 blanques peó · d2 blanques torre · f1 negres torre | e8 blanques rei · c7 negres rei · e7 blanques peó · d2 blanques torre · f1 negres torre | e8 blanques rei · c7 negres rei · e7 blanques peó · d2 blanques torre · f1 negres torre | e8 blanques rei · c7 negres rei · e7 blanques peó · d2 blanques torre · f1 negres torre | e8 blanques rei · c7 negres rei · e7 blanques peó · d2 blanques torre · f1 negres torre | e8 blanques rei · c7 negres rei · e7 blanques peó · d2 blanques torre · f1 negres torre | 3 |
| 2 | e8 blanques rei · c7 negres rei · e7 blanques peó · d2 blanques torre · f1 negres torre | e8 blanques rei · c7 negres rei · e7 blanques peó · d2 blanques torre · f1 negres torre | e8 blanques rei · c7 negres rei · e7 blanques peó · d2 blanques torre · f1 negres torre | e8 blanques rei · c7 negres rei · e7 blanques peó · d2 blanques torre · f1 negres torre | e8 blanques rei · c7 negres rei · e7 blanques peó · d2 blanques torre · f1 negres torre | e8 blanques rei · c7 negres rei · e7 blanques peó · d2 blanques torre · f1 negres torre | e8 blanques rei · c7 negres rei · e7 blanques peó · d2 blanques torre · f1 negres torre | e8 blanques rei · c7 negres rei · e7 blanques peó · d2 blanques torre · f1 negres torre | 2 |
| 1 | e8 blanques rei · c7 negres rei · e7 blanques peó · d2 blanques torre · f1 negres torre | e8 blanques rei · c7 negres rei · e7 blanques peó · d2 blanques torre · f1 negres torre | e8 blanques rei · c7 negres rei · e7 blanques peó · d2 blanques torre · f1 negres torre | e8 blanques rei · c7 negres rei · e7 blanques peó · d2 blanques torre · f1 negres torre | e8 blanques rei · c7 negres rei · e7 blanques peó · d2 blanques torre · f1 negres torre | e8 blanques rei · c7 negres rei · e7 blanques peó · d2 blanques torre · f1 negres torre | e8 blanques rei · c7 negres rei · e7 blanques peó · d2 blanques torre · f1 negres torre | e8 blanques rei · c7 negres rei · e7 blanques peó · d2 blanques torre · f1 negres torre | 1 |
|   | a                                                                                       | b                                                                                       | c                                                                                       | d                                                                                       | e                                                                                       | f                                                                                       | g                                                                                       | h                                                                                       |   |

La posició de Lucena és guanyada per les blanques el peó no és un peó de torre. Hi ha un altre camí per guanyar si el peó és un peó d'alfil o un peó central.
En el diagrama, 1. Tc2+ començaria seria iniciar el procés de guanyar amb el procés anterior. De totes maneres, les blanques també guanyen amb
1. Th2 Tf3
2. Th8 Tf1
3. Tf8 Te1
4. Rf7
(Emms 2008:17–18). Ara tan si 
4. ... Rd7
5. e8=D+ guanyant, com el rei de les blanques poden acostar-se a la torre de les negres en dues columnes prop de la columna del peó fins que ja no pot fer més escac:
4. ... Tf1+
5. Rg6 Tg1+
6. Rf5 Tf1+
7. Rg4 Tg1+
8. Rf3 Tf1+
9. Re2
i la torre de les negres no poden atacar més i el peó promociona.

### Altres mètodes
|   | a                                                                                       | b                                                                                       | c                                                                                       | d                                                                                       | e                                                                                       | f                                                                                       | g                                                                                       | h                                                                                       |   |
| 8 | e8 blanques rei · c7 negres rei · e7 blanques peó · d2 blanques torre · e1 negres torre | e8 blanques rei · c7 negres rei · e7 blanques peó · d2 blanques torre · e1 negres torre | e8 blanques rei · c7 negres rei · e7 blanques peó · d2 blanques torre · e1 negres torre | e8 blanques rei · c7 negres rei · e7 blanques peó · d2 blanques torre · e1 negres torre | e8 blanques rei · c7 negres rei · e7 blanques peó · d2 blanques torre · e1 negres torre | e8 blanques rei · c7 negres rei · e7 blanques peó · d2 blanques torre · e1 negres torre | e8 blanques rei · c7 negres rei · e7 blanques peó · d2 blanques torre · e1 negres torre | e8 blanques rei · c7 negres rei · e7 blanques peó · d2 blanques torre · e1 negres torre | 8 |
| 7 | e8 blanques rei · c7 negres rei · e7 blanques peó · d2 blanques torre · e1 negres torre | e8 blanques rei · c7 negres rei · e7 blanques peó · d2 blanques torre · e1 negres torre | e8 blanques rei · c7 negres rei · e7 blanques peó · d2 blanques torre · e1 negres torre | e8 blanques rei · c7 negres rei · e7 blanques peó · d2 blanques torre · e1 negres torre | e8 blanques rei · c7 negres rei · e7 blanques peó · d2 blanques torre · e1 negres torre | e8 blanques rei · c7 negres rei · e7 blanques peó · d2 blanques torre · e1 negres torre | e8 blanques rei · c7 negres rei · e7 blanques peó · d2 blanques torre · e1 negres torre | e8 blanques rei · c7 negres rei · e7 blanques peó · d2 blanques torre · e1 negres torre | 7 |
| 6 | e8 blanques rei · c7 negres rei · e7 blanques peó · d2 blanques torre · e1 negres torre | e8 blanques rei · c7 negres rei · e7 blanques peó · d2 blanques torre · e1 negres torre | e8 blanques rei · c7 negres rei · e7 blanques peó · d2 blanques torre · e1 negres torre | e8 blanques rei · c7 negres rei · e7 blanques peó · d2 blanques torre · e1 negres torre | e8 blanques rei · c7 negres rei · e7 blanques peó · d2 blanques torre · e1 negres torre | e8 blanques rei · c7 negres rei · e7 blanques peó · d2 blanques torre · e1 negres torre | e8 blanques rei · c7 negres rei · e7 blanques peó · d2 blanques torre · e1 negres torre | e8 blanques rei · c7 negres rei · e7 blanques peó · d2 blanques torre · e1 negres torre | 6 |
| 5 | e8 blanques rei · c7 negres rei · e7 blanques peó · d2 blanques torre · e1 negres torre | e8 blanques rei · c7 negres rei · e7 blanques peó · d2 blanques torre · e1 negres torre | e8 blanques rei · c7 negres rei · e7 blanques peó · d2 blanques torre · e1 negres torre | e8 blanques rei · c7 negres rei · e7 blanques peó · d2 blanques torre · e1 negres torre | e8 blanques rei · c7 negres rei · e7 blanques peó · d2 blanques torre · e1 negres torre | e8 blanques rei · c7 negres rei · e7 blanques peó · d2 blanques torre · e1 negres torre | e8 blanques rei · c7 negres rei · e7 blanques peó · d2 blanques torre · e1 negres torre | e8 blanques rei · c7 negres rei · e7 blanques peó · d2 blanques torre · e1 negres torre | 5 |
| 4 | e8 blanques rei · c7 negres rei · e7 blanques peó · d2 blanques torre · e1 negres torre | e8 blanques rei · c7 negres rei · e7 blanques peó · d2 blanques torre · e1 negres torre | e8 blanques rei · c7 negres rei · e7 blanques peó · d2 blanques torre · e1 negres torre | e8 blanques rei · c7 negres rei · e7 blanques peó · d2 blanques torre · e1 negres torre | e8 blanques rei · c7 negres rei · e7 blanques peó · d2 blanques torre · e1 negres torre | e8 blanques rei · c7 negres rei · e7 blanques peó · d2 blanques torre · e1 negres torre | e8 blanques rei · c7 negres rei · e7 blanques peó · d2 blanques torre · e1 negres torre | e8 blanques rei · c7 negres rei · e7 blanques peó · d2 blanques torre · e1 negres torre | 4 |
| 3 | e8 blanques rei · c7 negres rei · e7 blanques peó · d2 blanques torre · e1 negres torre | e8 blanques rei · c7 negres rei · e7 blanques peó · d2 blanques torre · e1 negres torre | e8 blanques rei · c7 negres rei · e7 blanques peó · d2 blanques torre · e1 negres torre | e8 blanques rei · c7 negres rei · e7 blanques peó · d2 blanques torre · e1 negres torre | e8 blanques rei · c7 negres rei · e7 blanques peó · d2 blanques torre · e1 negres torre | e8 blanques rei · c7 negres rei · e7 blanques peó · d2 blanques torre · e1 negres torre | e8 blanques rei · c7 negres rei · e7 blanques peó · d2 blanques torre · e1 negres torre | e8 blanques rei · c7 negres rei · e7 blanques peó · d2 blanques torre · e1 negres torre | 3 |
| 2 | e8 blanques rei · c7 negres rei · e7 blanques peó · d2 blanques torre · e1 negres torre | e8 blanques rei · c7 negres rei · e7 blanques peó · d2 blanques torre · e1 negres torre | e8 blanques rei · c7 negres rei · e7 blanques peó · d2 blanques torre · e1 negres torre | e8 blanques rei · c7 negres rei · e7 blanques peó · d2 blanques torre · e1 negres torre | e8 blanques rei · c7 negres rei · e7 blanques peó · d2 blanques torre · e1 negres torre | e8 blanques rei · c7 negres rei · e7 blanques peó · d2 blanques torre · e1 negres torre | e8 blanques rei · c7 negres rei · e7 blanques peó · d2 blanques torre · e1 negres torre | e8 blanques rei · c7 negres rei · e7 blanques peó · d2 blanques torre · e1 negres torre | 2 |
| 1 | e8 blanques rei · c7 negres rei · e7 blanques peó · d2 blanques torre · e1 negres torre | e8 blanques rei · c7 negres rei · e7 blanques peó · d2 blanques torre · e1 negres torre | e8 blanques rei · c7 negres rei · e7 blanques peó · d2 blanques torre · e1 negres torre | e8 blanques rei · c7 negres rei · e7 blanques peó · d2 blanques torre · e1 negres torre | e8 blanques rei · c7 negres rei · e7 blanques peó · d2 blanques torre · e1 negres torre | e8 blanques rei · c7 negres rei · e7 blanques peó · d2 blanques torre · e1 negres torre | e8 blanques rei · c7 negres rei · e7 blanques peó · d2 blanques torre · e1 negres torre | e8 blanques rei · c7 negres rei · e7 blanques peó · d2 blanques torre · e1 negres torre | 1 |
|   | a                                                                                       | b                                                                                       | c                                                                                       | d                                                                                       | e                                                                                       | f                                                                                       | g                                                                                       | h                                                                                       |   |

Potser no és necessària la construcció d'un pont per guanyar, si el rei és a la casella de promoció del seu peó. Les blanques guanyen en aquesta posició:
1. Tc2+ Rb7
(o 1... Rd6 2. Rd8 Txe7 3. Td2+ Re6 4. Te2+ guanyant la torre)
2. Tf2 Rh1
3. Rf7 Rh7+
4. Re6 Rh8
5. Rd7 Rh7
6. Rd8 guanyen (Horwitz & Kling 1986:143).

## Mètodes defensius
Sovint les blanques no seràn capaces d'utilitzar un dels mètodes guanyadors. Les negres tenen diversos mètodes defensius disponibles, depenent principalment de la posició del peó i el seu rei.
Si el rei defensor es troba davant del peó i el rei i el peó atacant encara no han arribat a la sisena fila, la posició de Philidor (o defensa de Philidor) funciona per assegurar un empat. Si el rei defensor no pot posar-se al davant del peó, però no està aïllat, la defensa del flanc curt es pot utilitzar. Si el peó és un peó de torre o un peó de cavall, la defensa de la última fila es pot utilitzar. La defensa de la última fila també es pot utilitzar quan el peó està en altres columnes si el rei atacant no ha arribat a la sisena fila. Si el rei és aïllat al llarg d'una columna, la defensa frontal pot funcionar, depenen de la columna del peó i com d'avançat està.

### Posició de Philidor
|   | a                                                                                       | b                                                                                       | c                                                                                       | d                                                                                       | e                                                                                       | f                                                                                       | g                                                                                       | h                                                                                       |   |
| 8 | e8 negres rei · h7 blanques torre · b6 negres torre · f5 blanques rei · e4 blanques peó | e8 negres rei · h7 blanques torre · b6 negres torre · f5 blanques rei · e4 blanques peó | e8 negres rei · h7 blanques torre · b6 negres torre · f5 blanques rei · e4 blanques peó | e8 negres rei · h7 blanques torre · b6 negres torre · f5 blanques rei · e4 blanques peó | e8 negres rei · h7 blanques torre · b6 negres torre · f5 blanques rei · e4 blanques peó | e8 negres rei · h7 blanques torre · b6 negres torre · f5 blanques rei · e4 blanques peó | e8 negres rei · h7 blanques torre · b6 negres torre · f5 blanques rei · e4 blanques peó | e8 negres rei · h7 blanques torre · b6 negres torre · f5 blanques rei · e4 blanques peó | 8 |
| 7 | e8 negres rei · h7 blanques torre · b6 negres torre · f5 blanques rei · e4 blanques peó | e8 negres rei · h7 blanques torre · b6 negres torre · f5 blanques rei · e4 blanques peó | e8 negres rei · h7 blanques torre · b6 negres torre · f5 blanques rei · e4 blanques peó | e8 negres rei · h7 blanques torre · b6 negres torre · f5 blanques rei · e4 blanques peó | e8 negres rei · h7 blanques torre · b6 negres torre · f5 blanques rei · e4 blanques peó | e8 negres rei · h7 blanques torre · b6 negres torre · f5 blanques rei · e4 blanques peó | e8 negres rei · h7 blanques torre · b6 negres torre · f5 blanques rei · e4 blanques peó | e8 negres rei · h7 blanques torre · b6 negres torre · f5 blanques rei · e4 blanques peó | 7 |
| 6 | e8 negres rei · h7 blanques torre · b6 negres torre · f5 blanques rei · e4 blanques peó | e8 negres rei · h7 blanques torre · b6 negres torre · f5 blanques rei · e4 blanques peó | e8 negres rei · h7 blanques torre · b6 negres torre · f5 blanques rei · e4 blanques peó | e8 negres rei · h7 blanques torre · b6 negres torre · f5 blanques rei · e4 blanques peó | e8 negres rei · h7 blanques torre · b6 negres torre · f5 blanques rei · e4 blanques peó | e8 negres rei · h7 blanques torre · b6 negres torre · f5 blanques rei · e4 blanques peó | e8 negres rei · h7 blanques torre · b6 negres torre · f5 blanques rei · e4 blanques peó | e8 negres rei · h7 blanques torre · b6 negres torre · f5 blanques rei · e4 blanques peó | 6 |
| 5 | e8 negres rei · h7 blanques torre · b6 negres torre · f5 blanques rei · e4 blanques peó | e8 negres rei · h7 blanques torre · b6 negres torre · f5 blanques rei · e4 blanques peó | e8 negres rei · h7 blanques torre · b6 negres torre · f5 blanques rei · e4 blanques peó | e8 negres rei · h7 blanques torre · b6 negres torre · f5 blanques rei · e4 blanques peó | e8 negres rei · h7 blanques torre · b6 negres torre · f5 blanques rei · e4 blanques peó | e8 negres rei · h7 blanques torre · b6 negres torre · f5 blanques rei · e4 blanques peó | e8 negres rei · h7 blanques torre · b6 negres torre · f5 blanques rei · e4 blanques peó | e8 negres rei · h7 blanques torre · b6 negres torre · f5 blanques rei · e4 blanques peó | 5 |
| 4 | e8 negres rei · h7 blanques torre · b6 negres torre · f5 blanques rei · e4 blanques peó | e8 negres rei · h7 blanques torre · b6 negres torre · f5 blanques rei · e4 blanques peó | e8 negres rei · h7 blanques torre · b6 negres torre · f5 blanques rei · e4 blanques peó | e8 negres rei · h7 blanques torre · b6 negres torre · f5 blanques rei · e4 blanques peó | e8 negres rei · h7 blanques torre · b6 negres torre · f5 blanques rei · e4 blanques peó | e8 negres rei · h7 blanques torre · b6 negres torre · f5 blanques rei · e4 blanques peó | e8 negres rei · h7 blanques torre · b6 negres torre · f5 blanques rei · e4 blanques peó | e8 negres rei · h7 blanques torre · b6 negres torre · f5 blanques rei · e4 blanques peó | 4 |
| 3 | e8 negres rei · h7 blanques torre · b6 negres torre · f5 blanques rei · e4 blanques peó | e8 negres rei · h7 blanques torre · b6 negres torre · f5 blanques rei · e4 blanques peó | e8 negres rei · h7 blanques torre · b6 negres torre · f5 blanques rei · e4 blanques peó | e8 negres rei · h7 blanques torre · b6 negres torre · f5 blanques rei · e4 blanques peó | e8 negres rei · h7 blanques torre · b6 negres torre · f5 blanques rei · e4 blanques peó | e8 negres rei · h7 blanques torre · b6 negres torre · f5 blanques rei · e4 blanques peó | e8 negres rei · h7 blanques torre · b6 negres torre · f5 blanques rei · e4 blanques peó | e8 negres rei · h7 blanques torre · b6 negres torre · f5 blanques rei · e4 blanques peó | 3 |
| 2 | e8 negres rei · h7 blanques torre · b6 negres torre · f5 blanques rei · e4 blanques peó | e8 negres rei · h7 blanques torre · b6 negres torre · f5 blanques rei · e4 blanques peó | e8 negres rei · h7 blanques torre · b6 negres torre · f5 blanques rei · e4 blanques peó | e8 negres rei · h7 blanques torre · b6 negres torre · f5 blanques rei · e4 blanques peó | e8 negres rei · h7 blanques torre · b6 negres torre · f5 blanques rei · e4 blanques peó | e8 negres rei · h7 blanques torre · b6 negres torre · f5 blanques rei · e4 blanques peó | e8 negres rei · h7 blanques torre · b6 negres torre · f5 blanques rei · e4 blanques peó | e8 negres rei · h7 blanques torre · b6 negres torre · f5 blanques rei · e4 blanques peó | 2 |
| 1 | e8 negres rei · h7 blanques torre · b6 negres torre · f5 blanques rei · e4 blanques peó | e8 negres rei · h7 blanques torre · b6 negres torre · f5 blanques rei · e4 blanques peó | e8 negres rei · h7 blanques torre · b6 negres torre · f5 blanques rei · e4 blanques peó | e8 negres rei · h7 blanques torre · b6 negres torre · f5 blanques rei · e4 blanques peó | e8 negres rei · h7 blanques torre · b6 negres torre · f5 blanques rei · e4 blanques peó | e8 negres rei · h7 blanques torre · b6 negres torre · f5 blanques rei · e4 blanques peó | e8 negres rei · h7 blanques torre · b6 negres torre · f5 blanques rei · e4 blanques peó | e8 negres rei · h7 blanques torre · b6 negres torre · f5 blanques rei · e4 blanques peó | 1 |
|   | a                                                                                       | b                                                                                       | c                                                                                       | d                                                                                       | e                                                                                       | f                                                                                       | g                                                                                       | h                                                                                       |   |

La posició de Philidor (vegeu el diagrama) il·lustra una tècnica important per fer taules en aquest final. La tècnica també és coneguda com la defensa de la tercera fila i funciona quan el rei defensor es troba davant del peó i el rei atacant i el peó no han arribat a la sisena fila. Les negres mantenen la seva torre a la tercera fila perquè el rei de les blanques no aconsegueixi aquesta fila. Si les blanques avancen el peó a la sisena fila (La tercera fila per les negres), llavors el rei és privat de passar, per tant les negres mouen la seva torre a la vuitena (o setena) fila, i manté la possibilitat de fer escac des del darrere al rei de les blanques. És molt important que el defensor mantingui la torre a la tercera fila, i moure cap a la costat més lluny del tauler només després d'atacar el peó hagi estat mogut a la sisena fila. (Un exemple de torres amb posició de taules, vegeu final de rei i peó contra rei.) Vegeu posició de Philidor per a més detalls (Fine & Benko 2003:294).
Hi ha tres errors que les negres han d'evitar:
1. Immobilitzar la torre
2. Permetre que el rei sigui desplaçat fora de la casella de coronació
3. Moure el rei al flanc equivocat

LA defensa de Philidor es pot fer servir també amb la torre de les negres a la quarta fila, si el peó i el rei de les blanques no han arribat a aquesta fila. Si aquesta defensa és usada, el rei de les negres hauris d'estar a la segona fila. El principi és el mateix: les negres mantenen la seva torre a la quarta fila, mantenint el rei perquè no avanci fins a aquesta fila. Si el peó avança a aquesta fila, les negres mouren la torre a la vuitena fila i fa escac al rei des del darrere.

### Defensa de la fila del darrere
|   | a                                                                                       | b                                                                                       | c                                                                                       | d                                                                                       | e                                                                                       | f                                                                                       | g                                                                                       | h                                                                                       |   |
| 8 | b8 negres torre · g8 negres rei · a7 blanques torre · f6 blanques rei · g6 blanques peó | b8 negres torre · g8 negres rei · a7 blanques torre · f6 blanques rei · g6 blanques peó | b8 negres torre · g8 negres rei · a7 blanques torre · f6 blanques rei · g6 blanques peó | b8 negres torre · g8 negres rei · a7 blanques torre · f6 blanques rei · g6 blanques peó | b8 negres torre · g8 negres rei · a7 blanques torre · f6 blanques rei · g6 blanques peó | b8 negres torre · g8 negres rei · a7 blanques torre · f6 blanques rei · g6 blanques peó | b8 negres torre · g8 negres rei · a7 blanques torre · f6 blanques rei · g6 blanques peó | b8 negres torre · g8 negres rei · a7 blanques torre · f6 blanques rei · g6 blanques peó | 8 |
| 7 | b8 negres torre · g8 negres rei · a7 blanques torre · f6 blanques rei · g6 blanques peó | b8 negres torre · g8 negres rei · a7 blanques torre · f6 blanques rei · g6 blanques peó | b8 negres torre · g8 negres rei · a7 blanques torre · f6 blanques rei · g6 blanques peó | b8 negres torre · g8 negres rei · a7 blanques torre · f6 blanques rei · g6 blanques peó | b8 negres torre · g8 negres rei · a7 blanques torre · f6 blanques rei · g6 blanques peó | b8 negres torre · g8 negres rei · a7 blanques torre · f6 blanques rei · g6 blanques peó | b8 negres torre · g8 negres rei · a7 blanques torre · f6 blanques rei · g6 blanques peó | b8 negres torre · g8 negres rei · a7 blanques torre · f6 blanques rei · g6 blanques peó | 7 |
| 6 | b8 negres torre · g8 negres rei · a7 blanques torre · f6 blanques rei · g6 blanques peó | b8 negres torre · g8 negres rei · a7 blanques torre · f6 blanques rei · g6 blanques peó | b8 negres torre · g8 negres rei · a7 blanques torre · f6 blanques rei · g6 blanques peó | b8 negres torre · g8 negres rei · a7 blanques torre · f6 blanques rei · g6 blanques peó | b8 negres torre · g8 negres rei · a7 blanques torre · f6 blanques rei · g6 blanques peó | b8 negres torre · g8 negres rei · a7 blanques torre · f6 blanques rei · g6 blanques peó | b8 negres torre · g8 negres rei · a7 blanques torre · f6 blanques rei · g6 blanques peó | b8 negres torre · g8 negres rei · a7 blanques torre · f6 blanques rei · g6 blanques peó | 6 |
| 5 | b8 negres torre · g8 negres rei · a7 blanques torre · f6 blanques rei · g6 blanques peó | b8 negres torre · g8 negres rei · a7 blanques torre · f6 blanques rei · g6 blanques peó | b8 negres torre · g8 negres rei · a7 blanques torre · f6 blanques rei · g6 blanques peó | b8 negres torre · g8 negres rei · a7 blanques torre · f6 blanques rei · g6 blanques peó | b8 negres torre · g8 negres rei · a7 blanques torre · f6 blanques rei · g6 blanques peó | b8 negres torre · g8 negres rei · a7 blanques torre · f6 blanques rei · g6 blanques peó | b8 negres torre · g8 negres rei · a7 blanques torre · f6 blanques rei · g6 blanques peó | b8 negres torre · g8 negres rei · a7 blanques torre · f6 blanques rei · g6 blanques peó | 5 |
| 4 | b8 negres torre · g8 negres rei · a7 blanques torre · f6 blanques rei · g6 blanques peó | b8 negres torre · g8 negres rei · a7 blanques torre · f6 blanques rei · g6 blanques peó | b8 negres torre · g8 negres rei · a7 blanques torre · f6 blanques rei · g6 blanques peó | b8 negres torre · g8 negres rei · a7 blanques torre · f6 blanques rei · g6 blanques peó | b8 negres torre · g8 negres rei · a7 blanques torre · f6 blanques rei · g6 blanques peó | b8 negres torre · g8 negres rei · a7 blanques torre · f6 blanques rei · g6 blanques peó | b8 negres torre · g8 negres rei · a7 blanques torre · f6 blanques rei · g6 blanques peó | b8 negres torre · g8 negres rei · a7 blanques torre · f6 blanques rei · g6 blanques peó | 4 |
| 3 | b8 negres torre · g8 negres rei · a7 blanques torre · f6 blanques rei · g6 blanques peó | b8 negres torre · g8 negres rei · a7 blanques torre · f6 blanques rei · g6 blanques peó | b8 negres torre · g8 negres rei · a7 blanques torre · f6 blanques rei · g6 blanques peó | b8 negres torre · g8 negres rei · a7 blanques torre · f6 blanques rei · g6 blanques peó | b8 negres torre · g8 negres rei · a7 blanques torre · f6 blanques rei · g6 blanques peó | b8 negres torre · g8 negres rei · a7 blanques torre · f6 blanques rei · g6 blanques peó | b8 negres torre · g8 negres rei · a7 blanques torre · f6 blanques rei · g6 blanques peó | b8 negres torre · g8 negres rei · a7 blanques torre · f6 blanques rei · g6 blanques peó | 3 |
| 2 | b8 negres torre · g8 negres rei · a7 blanques torre · f6 blanques rei · g6 blanques peó | b8 negres torre · g8 negres rei · a7 blanques torre · f6 blanques rei · g6 blanques peó | b8 negres torre · g8 negres rei · a7 blanques torre · f6 blanques rei · g6 blanques peó | b8 negres torre · g8 negres rei · a7 blanques torre · f6 blanques rei · g6 blanques peó | b8 negres torre · g8 negres rei · a7 blanques torre · f6 blanques rei · g6 blanques peó | b8 negres torre · g8 negres rei · a7 blanques torre · f6 blanques rei · g6 blanques peó | b8 negres torre · g8 negres rei · a7 blanques torre · f6 blanques rei · g6 blanques peó | b8 negres torre · g8 negres rei · a7 blanques torre · f6 blanques rei · g6 blanques peó | 2 |
| 1 | b8 negres torre · g8 negres rei · a7 blanques torre · f6 blanques rei · g6 blanques peó | b8 negres torre · g8 negres rei · a7 blanques torre · f6 blanques rei · g6 blanques peó | b8 negres torre · g8 negres rei · a7 blanques torre · f6 blanques rei · g6 blanques peó | b8 negres torre · g8 negres rei · a7 blanques torre · f6 blanques rei · g6 blanques peó | b8 negres torre · g8 negres rei · a7 blanques torre · f6 blanques rei · g6 blanques peó | b8 negres torre · g8 negres rei · a7 blanques torre · f6 blanques rei · g6 blanques peó | b8 negres torre · g8 negres rei · a7 blanques torre · f6 blanques rei · g6 blanques peó | b8 negres torre · g8 negres rei · a7 blanques torre · f6 blanques rei · g6 blanques peó | 1 |
|   | a                                                                                       | b                                                                                       | c                                                                                       | d                                                                                       | e                                                                                       | f                                                                                       | g                                                                                       | h                                                                                       |   |

La defensa de la fila del darrere sempre funciona si el peó és un peó de torre o peó de cavall i el rei defensor és davant del peó. El rei defensor bloqueja el peó i la torre es troba a la primera fila prevenint els escacs de la torre. Al diagrama, les negres fan taules. Si 1. g7 llavors 1... Tb6+ taules i si 1. Tg7+ llavors 1... Rh8 taules. El millor intent de les blanques és:
1. Rg5 Tc8 (esperant passivament, també conegut com a la defensa passiva)
2. Rh6 Tb8
3. Tg7+ (l'únic truc de les blanques)
3. ... Rh8!
Si 3... Rf8? llavors 4. Rh7 Tb1 5. Tf7+ Re8 6. Tf4 i les blanques aconsegueixen la posició de Lucena.
4. Th7+ Rg8
5. Ta7 Tc8
i les blanques no progressen. La defensa falla per a altres peons (si el rei atacant aconsegueix la sisena fila) perquè les blanques tenen una altra fila disponible per a donar la volat al peó (Emms 2008:20).
|   | a                                                                                       | b                                                                                       | c                                                                                       | d                                                                                       | e                                                                                       | f                                                                                       | g                                                                                       | h                                                                                       |   |
| 8 | b8 negres torre · f8 negres rei · a7 blanques torre · f6 blanques peó · g5 blanques rei | b8 negres torre · f8 negres rei · a7 blanques torre · f6 blanques peó · g5 blanques rei | b8 negres torre · f8 negres rei · a7 blanques torre · f6 blanques peó · g5 blanques rei | b8 negres torre · f8 negres rei · a7 blanques torre · f6 blanques peó · g5 blanques rei | b8 negres torre · f8 negres rei · a7 blanques torre · f6 blanques peó · g5 blanques rei | b8 negres torre · f8 negres rei · a7 blanques torre · f6 blanques peó · g5 blanques rei | b8 negres torre · f8 negres rei · a7 blanques torre · f6 blanques peó · g5 blanques rei | b8 negres torre · f8 negres rei · a7 blanques torre · f6 blanques peó · g5 blanques rei | 8 |
| 7 | b8 negres torre · f8 negres rei · a7 blanques torre · f6 blanques peó · g5 blanques rei | b8 negres torre · f8 negres rei · a7 blanques torre · f6 blanques peó · g5 blanques rei | b8 negres torre · f8 negres rei · a7 blanques torre · f6 blanques peó · g5 blanques rei | b8 negres torre · f8 negres rei · a7 blanques torre · f6 blanques peó · g5 blanques rei | b8 negres torre · f8 negres rei · a7 blanques torre · f6 blanques peó · g5 blanques rei | b8 negres torre · f8 negres rei · a7 blanques torre · f6 blanques peó · g5 blanques rei | b8 negres torre · f8 negres rei · a7 blanques torre · f6 blanques peó · g5 blanques rei | b8 negres torre · f8 negres rei · a7 blanques torre · f6 blanques peó · g5 blanques rei | 7 |
| 6 | b8 negres torre · f8 negres rei · a7 blanques torre · f6 blanques peó · g5 blanques rei | b8 negres torre · f8 negres rei · a7 blanques torre · f6 blanques peó · g5 blanques rei | b8 negres torre · f8 negres rei · a7 blanques torre · f6 blanques peó · g5 blanques rei | b8 negres torre · f8 negres rei · a7 blanques torre · f6 blanques peó · g5 blanques rei | b8 negres torre · f8 negres rei · a7 blanques torre · f6 blanques peó · g5 blanques rei | b8 negres torre · f8 negres rei · a7 blanques torre · f6 blanques peó · g5 blanques rei | b8 negres torre · f8 negres rei · a7 blanques torre · f6 blanques peó · g5 blanques rei | b8 negres torre · f8 negres rei · a7 blanques torre · f6 blanques peó · g5 blanques rei | 6 |
| 5 | b8 negres torre · f8 negres rei · a7 blanques torre · f6 blanques peó · g5 blanques rei | b8 negres torre · f8 negres rei · a7 blanques torre · f6 blanques peó · g5 blanques rei | b8 negres torre · f8 negres rei · a7 blanques torre · f6 blanques peó · g5 blanques rei | b8 negres torre · f8 negres rei · a7 blanques torre · f6 blanques peó · g5 blanques rei | b8 negres torre · f8 negres rei · a7 blanques torre · f6 blanques peó · g5 blanques rei | b8 negres torre · f8 negres rei · a7 blanques torre · f6 blanques peó · g5 blanques rei | b8 negres torre · f8 negres rei · a7 blanques torre · f6 blanques peó · g5 blanques rei | b8 negres torre · f8 negres rei · a7 blanques torre · f6 blanques peó · g5 blanques rei | 5 |
| 4 | b8 negres torre · f8 negres rei · a7 blanques torre · f6 blanques peó · g5 blanques rei | b8 negres torre · f8 negres rei · a7 blanques torre · f6 blanques peó · g5 blanques rei | b8 negres torre · f8 negres rei · a7 blanques torre · f6 blanques peó · g5 blanques rei | b8 negres torre · f8 negres rei · a7 blanques torre · f6 blanques peó · g5 blanques rei | b8 negres torre · f8 negres rei · a7 blanques torre · f6 blanques peó · g5 blanques rei | b8 negres torre · f8 negres rei · a7 blanques torre · f6 blanques peó · g5 blanques rei | b8 negres torre · f8 negres rei · a7 blanques torre · f6 blanques peó · g5 blanques rei | b8 negres torre · f8 negres rei · a7 blanques torre · f6 blanques peó · g5 blanques rei | 4 |
| 3 | b8 negres torre · f8 negres rei · a7 blanques torre · f6 blanques peó · g5 blanques rei | b8 negres torre · f8 negres rei · a7 blanques torre · f6 blanques peó · g5 blanques rei | b8 negres torre · f8 negres rei · a7 blanques torre · f6 blanques peó · g5 blanques rei | b8 negres torre · f8 negres rei · a7 blanques torre · f6 blanques peó · g5 blanques rei | b8 negres torre · f8 negres rei · a7 blanques torre · f6 blanques peó · g5 blanques rei | b8 negres torre · f8 negres rei · a7 blanques torre · f6 blanques peó · g5 blanques rei | b8 negres torre · f8 negres rei · a7 blanques torre · f6 blanques peó · g5 blanques rei | b8 negres torre · f8 negres rei · a7 blanques torre · f6 blanques peó · g5 blanques rei | 3 |
| 2 | b8 negres torre · f8 negres rei · a7 blanques torre · f6 blanques peó · g5 blanques rei | b8 negres torre · f8 negres rei · a7 blanques torre · f6 blanques peó · g5 blanques rei | b8 negres torre · f8 negres rei · a7 blanques torre · f6 blanques peó · g5 blanques rei | b8 negres torre · f8 negres rei · a7 blanques torre · f6 blanques peó · g5 blanques rei | b8 negres torre · f8 negres rei · a7 blanques torre · f6 blanques peó · g5 blanques rei | b8 negres torre · f8 negres rei · a7 blanques torre · f6 blanques peó · g5 blanques rei | b8 negres torre · f8 negres rei · a7 blanques torre · f6 blanques peó · g5 blanques rei | b8 negres torre · f8 negres rei · a7 blanques torre · f6 blanques peó · g5 blanques rei | 2 |
| 1 | b8 negres torre · f8 negres rei · a7 blanques torre · f6 blanques peó · g5 blanques rei | b8 negres torre · f8 negres rei · a7 blanques torre · f6 blanques peó · g5 blanques rei | b8 negres torre · f8 negres rei · a7 blanques torre · f6 blanques peó · g5 blanques rei | b8 negres torre · f8 negres rei · a7 blanques torre · f6 blanques peó · g5 blanques rei | b8 negres torre · f8 negres rei · a7 blanques torre · f6 blanques peó · g5 blanques rei | b8 negres torre · f8 negres rei · a7 blanques torre · f6 blanques peó · g5 blanques rei | b8 negres torre · f8 negres rei · a7 blanques torre · f6 blanques peó · g5 blanques rei | b8 negres torre · f8 negres rei · a7 blanques torre · f6 blanques peó · g5 blanques rei | 1 |
|   | a                                                                                       | b                                                                                       | c                                                                                       | d                                                                                       | e                                                                                       | f                                                                                       | g                                                                                       | h                                                                                       |   |

Si el rei atacant no ha arribat a la sisena fila, la defensa funciona per a qualsevol peó. Al segon diagrama, les blanques mouen i guanyen portant al seu rei a la sisena fila i així la torre defensora no pot marxar de la darrera fila per l'amenaça d'escac i mat. Això il·lustra com la defensa falla per un peó d'alfil o peó central:
1. Rg6 Td8
2. Th7 Rg8
3. f7+ Rf8
4. Th8+ Re7
5. Txd8 i guanyen.
Si les negres els toca moure en la posició del diagrama, fan taules amb
1... Tb1!
que neutralitzen l'amenaça de Rg6, perquè les negres poden fer escac des del darrere i no hi ha amenaça immediata d'escac i mat per part de les blanques (Averbakh & Kopayev 1987:115). Les negres fan escac des del darrere, coma a la defensa de Philidor.
Si ni el peó ni el rei arriben a la sisena fila, les negres normalment fan taules aconseguint la posició de Philidor, explicat més amunt.

### El rei és davant del peó, però no es pot optar per la posició de Philidor
A vegades el rei defensor es troba davant del peó, però la torre no pot pendre la tercera fila per aconseguir la posició de Philidor. Amb tot hi ha dues opcions: intentar atacar des del darrere, o recular a la fila del darrere amb la torre per defensar-se de l'amenaça de l'escac i mat. Els diagrames mostren aquesta posició de la darrera fila. Pel peó d'alfil (vegeu el primer diagrama) o peó central, si la torre defensora es troba lligada a la darrera fila, es perd:
1 ...Tg2+
2 Rf1 (o Rh1) Th2!
3 Rg1 f2+
4 Rf1 Th1+ guanyant la torre
Però el defensor pot aconseguir les taules amb una precisa "defensa activa" des de darrere del peó, mentre que encara es troba en la cinquena fila, amb el rei en direcció al costat curt (vegeu apartat següent).
Però amb un peó de cavall (vegeu el diagrama de la dreta), l'atacant no té cap columna equivalent a 2... Th2, sper tant no pot fer cap mena de progrés. Aquí, el defensor ha d'evitar la defensa activa (atacar el peó des del darrere mentre es troba a la cinquena fila amb la torre). Falla perquè el seu rei estarà obligat anar al costat llarg (fent passes de l'altra manera perdria immediatament a causa de la cantonada, que donaria escac i mat immediat).
El defensor pot fer taules contra el peó de torre en qualsevol cas, perquè la majoria de les posicions de rei i peó contra rei són taules amb el peó de torre (vegeu final de rei i peó de torre contra rei), (Mednis 1982:15–19), (Dvoretsky 2006:144), (Ward 2004:37–42).

### Defensa "costat curt"
No totes les posicions semblants a la posició de Lucena és guanyada pel bàndol superior — tot depèn de la posició de ña torre de les negres i el rei (relatiu al peó de les blanques), i quin dels bàndols li toca moure. En posicions com la posició del diagrama, la torre defensora ha d'estar com a mínim quatre columnes lluny del peó al "costat llarg" perquè la defensa sigui efectiva (l'"escac a distància"); altrament el rei de les blanques poden defensar el peó i acostar-se a la torre negre per apartar-la. El rei de les negres ha d'estar en el "costat curt" per tal de no bloquejar els escacs que pugui fer la seva pròpia torre.
|   | a                                                                                       | b                                                                                       | c                                                                                       | d                                                                                       | e                                                                                       | f                                                                                       | g                                                                                       | h                                                                                       |   |
| 8 | e8 blanques rei · e7 blanques peó · g7 negres rei · a2 negres torre · f1 blanques torre | e8 blanques rei · e7 blanques peó · g7 negres rei · a2 negres torre · f1 blanques torre | e8 blanques rei · e7 blanques peó · g7 negres rei · a2 negres torre · f1 blanques torre | e8 blanques rei · e7 blanques peó · g7 negres rei · a2 negres torre · f1 blanques torre | e8 blanques rei · e7 blanques peó · g7 negres rei · a2 negres torre · f1 blanques torre | e8 blanques rei · e7 blanques peó · g7 negres rei · a2 negres torre · f1 blanques torre | e8 blanques rei · e7 blanques peó · g7 negres rei · a2 negres torre · f1 blanques torre | e8 blanques rei · e7 blanques peó · g7 negres rei · a2 negres torre · f1 blanques torre | 8 |
| 7 | e8 blanques rei · e7 blanques peó · g7 negres rei · a2 negres torre · f1 blanques torre | e8 blanques rei · e7 blanques peó · g7 negres rei · a2 negres torre · f1 blanques torre | e8 blanques rei · e7 blanques peó · g7 negres rei · a2 negres torre · f1 blanques torre | e8 blanques rei · e7 blanques peó · g7 negres rei · a2 negres torre · f1 blanques torre | e8 blanques rei · e7 blanques peó · g7 negres rei · a2 negres torre · f1 blanques torre | e8 blanques rei · e7 blanques peó · g7 negres rei · a2 negres torre · f1 blanques torre | e8 blanques rei · e7 blanques peó · g7 negres rei · a2 negres torre · f1 blanques torre | e8 blanques rei · e7 blanques peó · g7 negres rei · a2 negres torre · f1 blanques torre | 7 |
| 6 | e8 blanques rei · e7 blanques peó · g7 negres rei · a2 negres torre · f1 blanques torre | e8 blanques rei · e7 blanques peó · g7 negres rei · a2 negres torre · f1 blanques torre | e8 blanques rei · e7 blanques peó · g7 negres rei · a2 negres torre · f1 blanques torre | e8 blanques rei · e7 blanques peó · g7 negres rei · a2 negres torre · f1 blanques torre | e8 blanques rei · e7 blanques peó · g7 negres rei · a2 negres torre · f1 blanques torre | e8 blanques rei · e7 blanques peó · g7 negres rei · a2 negres torre · f1 blanques torre | e8 blanques rei · e7 blanques peó · g7 negres rei · a2 negres torre · f1 blanques torre | e8 blanques rei · e7 blanques peó · g7 negres rei · a2 negres torre · f1 blanques torre | 6 |
| 5 | e8 blanques rei · e7 blanques peó · g7 negres rei · a2 negres torre · f1 blanques torre | e8 blanques rei · e7 blanques peó · g7 negres rei · a2 negres torre · f1 blanques torre | e8 blanques rei · e7 blanques peó · g7 negres rei · a2 negres torre · f1 blanques torre | e8 blanques rei · e7 blanques peó · g7 negres rei · a2 negres torre · f1 blanques torre | e8 blanques rei · e7 blanques peó · g7 negres rei · a2 negres torre · f1 blanques torre | e8 blanques rei · e7 blanques peó · g7 negres rei · a2 negres torre · f1 blanques torre | e8 blanques rei · e7 blanques peó · g7 negres rei · a2 negres torre · f1 blanques torre | e8 blanques rei · e7 blanques peó · g7 negres rei · a2 negres torre · f1 blanques torre | 5 |
| 4 | e8 blanques rei · e7 blanques peó · g7 negres rei · a2 negres torre · f1 blanques torre | e8 blanques rei · e7 blanques peó · g7 negres rei · a2 negres torre · f1 blanques torre | e8 blanques rei · e7 blanques peó · g7 negres rei · a2 negres torre · f1 blanques torre | e8 blanques rei · e7 blanques peó · g7 negres rei · a2 negres torre · f1 blanques torre | e8 blanques rei · e7 blanques peó · g7 negres rei · a2 negres torre · f1 blanques torre | e8 blanques rei · e7 blanques peó · g7 negres rei · a2 negres torre · f1 blanques torre | e8 blanques rei · e7 blanques peó · g7 negres rei · a2 negres torre · f1 blanques torre | e8 blanques rei · e7 blanques peó · g7 negres rei · a2 negres torre · f1 blanques torre | 4 |
| 3 | e8 blanques rei · e7 blanques peó · g7 negres rei · a2 negres torre · f1 blanques torre | e8 blanques rei · e7 blanques peó · g7 negres rei · a2 negres torre · f1 blanques torre | e8 blanques rei · e7 blanques peó · g7 negres rei · a2 negres torre · f1 blanques torre | e8 blanques rei · e7 blanques peó · g7 negres rei · a2 negres torre · f1 blanques torre | e8 blanques rei · e7 blanques peó · g7 negres rei · a2 negres torre · f1 blanques torre | e8 blanques rei · e7 blanques peó · g7 negres rei · a2 negres torre · f1 blanques torre | e8 blanques rei · e7 blanques peó · g7 negres rei · a2 negres torre · f1 blanques torre | e8 blanques rei · e7 blanques peó · g7 negres rei · a2 negres torre · f1 blanques torre | 3 |
| 2 | e8 blanques rei · e7 blanques peó · g7 negres rei · a2 negres torre · f1 blanques torre | e8 blanques rei · e7 blanques peó · g7 negres rei · a2 negres torre · f1 blanques torre | e8 blanques rei · e7 blanques peó · g7 negres rei · a2 negres torre · f1 blanques torre | e8 blanques rei · e7 blanques peó · g7 negres rei · a2 negres torre · f1 blanques torre | e8 blanques rei · e7 blanques peó · g7 negres rei · a2 negres torre · f1 blanques torre | e8 blanques rei · e7 blanques peó · g7 negres rei · a2 negres torre · f1 blanques torre | e8 blanques rei · e7 blanques peó · g7 negres rei · a2 negres torre · f1 blanques torre | e8 blanques rei · e7 blanques peó · g7 negres rei · a2 negres torre · f1 blanques torre | 2 |
| 1 | e8 blanques rei · e7 blanques peó · g7 negres rei · a2 negres torre · f1 blanques torre | e8 blanques rei · e7 blanques peó · g7 negres rei · a2 negres torre · f1 blanques torre | e8 blanques rei · e7 blanques peó · g7 negres rei · a2 negres torre · f1 blanques torre | e8 blanques rei · e7 blanques peó · g7 negres rei · a2 negres torre · f1 blanques torre | e8 blanques rei · e7 blanques peó · g7 negres rei · a2 negres torre · f1 blanques torre | e8 blanques rei · e7 blanques peó · g7 negres rei · a2 negres torre · f1 blanques torre | e8 blanques rei · e7 blanques peó · g7 negres rei · a2 negres torre · f1 blanques torre | e8 blanques rei · e7 blanques peó · g7 negres rei · a2 negres torre · f1 blanques torre | 1 |
|   | a                                                                                       | b                                                                                       | c                                                                                       | d                                                                                       | e                                                                                       | f                                                                                       | g                                                                                       | h                                                                                       |   |

Per exemple, les negres juguen i fan taules en aquests diagrama. La raó és que les negres poden fer escac al rei de les blanques des del costat amb la seva torre, i la torre està prou lluny del rei de les blanques que si prova d'acostar-se a la torre per aturar els escacs, la torre pot posar-se al darrere del peó i capturar-lo, el que resultaria una posició de taules. Per exemple:
1. ... Ta8+
2. Rd7 Ta7+
3. Rd6 Ta6+
4. Rd5 Ta5+
5. Rc6 Ta6+ (si 5 ... Ta8 6. Ta1! (les negres poden prendre tant la torre com el peó de dama de les blanques, o forçar a la torre del contrincant apartar-se de la important columna a, la torre es mou al llarg de la darrera fila, seguit de 7. Rd7, i el peó promociona)
6. Rb7 Te6
amb taules després de capturar el peó, que no es pot defensar més pel seu rei (Emms 2008:21–23).
|   | a                                                                                       | b                                                                                       | c                                                                                       | d                                                                                       | e                                                                                       | f                                                                                       | g                                                                                       | h                                                                                       |   |
| 8 | d8 blanques rei · d7 blanques peó · f7 negres rei · a2 negres torre · e1 blanques torre | d8 blanques rei · d7 blanques peó · f7 negres rei · a2 negres torre · e1 blanques torre | d8 blanques rei · d7 blanques peó · f7 negres rei · a2 negres torre · e1 blanques torre | d8 blanques rei · d7 blanques peó · f7 negres rei · a2 negres torre · e1 blanques torre | d8 blanques rei · d7 blanques peó · f7 negres rei · a2 negres torre · e1 blanques torre | d8 blanques rei · d7 blanques peó · f7 negres rei · a2 negres torre · e1 blanques torre | d8 blanques rei · d7 blanques peó · f7 negres rei · a2 negres torre · e1 blanques torre | d8 blanques rei · d7 blanques peó · f7 negres rei · a2 negres torre · e1 blanques torre | 8 |
| 7 | d8 blanques rei · d7 blanques peó · f7 negres rei · a2 negres torre · e1 blanques torre | d8 blanques rei · d7 blanques peó · f7 negres rei · a2 negres torre · e1 blanques torre | d8 blanques rei · d7 blanques peó · f7 negres rei · a2 negres torre · e1 blanques torre | d8 blanques rei · d7 blanques peó · f7 negres rei · a2 negres torre · e1 blanques torre | d8 blanques rei · d7 blanques peó · f7 negres rei · a2 negres torre · e1 blanques torre | d8 blanques rei · d7 blanques peó · f7 negres rei · a2 negres torre · e1 blanques torre | d8 blanques rei · d7 blanques peó · f7 negres rei · a2 negres torre · e1 blanques torre | d8 blanques rei · d7 blanques peó · f7 negres rei · a2 negres torre · e1 blanques torre | 7 |
| 6 | d8 blanques rei · d7 blanques peó · f7 negres rei · a2 negres torre · e1 blanques torre | d8 blanques rei · d7 blanques peó · f7 negres rei · a2 negres torre · e1 blanques torre | d8 blanques rei · d7 blanques peó · f7 negres rei · a2 negres torre · e1 blanques torre | d8 blanques rei · d7 blanques peó · f7 negres rei · a2 negres torre · e1 blanques torre | d8 blanques rei · d7 blanques peó · f7 negres rei · a2 negres torre · e1 blanques torre | d8 blanques rei · d7 blanques peó · f7 negres rei · a2 negres torre · e1 blanques torre | d8 blanques rei · d7 blanques peó · f7 negres rei · a2 negres torre · e1 blanques torre | d8 blanques rei · d7 blanques peó · f7 negres rei · a2 negres torre · e1 blanques torre | 6 |
| 5 | d8 blanques rei · d7 blanques peó · f7 negres rei · a2 negres torre · e1 blanques torre | d8 blanques rei · d7 blanques peó · f7 negres rei · a2 negres torre · e1 blanques torre | d8 blanques rei · d7 blanques peó · f7 negres rei · a2 negres torre · e1 blanques torre | d8 blanques rei · d7 blanques peó · f7 negres rei · a2 negres torre · e1 blanques torre | d8 blanques rei · d7 blanques peó · f7 negres rei · a2 negres torre · e1 blanques torre | d8 blanques rei · d7 blanques peó · f7 negres rei · a2 negres torre · e1 blanques torre | d8 blanques rei · d7 blanques peó · f7 negres rei · a2 negres torre · e1 blanques torre | d8 blanques rei · d7 blanques peó · f7 negres rei · a2 negres torre · e1 blanques torre | 5 |
| 4 | d8 blanques rei · d7 blanques peó · f7 negres rei · a2 negres torre · e1 blanques torre | d8 blanques rei · d7 blanques peó · f7 negres rei · a2 negres torre · e1 blanques torre | d8 blanques rei · d7 blanques peó · f7 negres rei · a2 negres torre · e1 blanques torre | d8 blanques rei · d7 blanques peó · f7 negres rei · a2 negres torre · e1 blanques torre | d8 blanques rei · d7 blanques peó · f7 negres rei · a2 negres torre · e1 blanques torre | d8 blanques rei · d7 blanques peó · f7 negres rei · a2 negres torre · e1 blanques torre | d8 blanques rei · d7 blanques peó · f7 negres rei · a2 negres torre · e1 blanques torre | d8 blanques rei · d7 blanques peó · f7 negres rei · a2 negres torre · e1 blanques torre | 4 |
| 3 | d8 blanques rei · d7 blanques peó · f7 negres rei · a2 negres torre · e1 blanques torre | d8 blanques rei · d7 blanques peó · f7 negres rei · a2 negres torre · e1 blanques torre | d8 blanques rei · d7 blanques peó · f7 negres rei · a2 negres torre · e1 blanques torre | d8 blanques rei · d7 blanques peó · f7 negres rei · a2 negres torre · e1 blanques torre | d8 blanques rei · d7 blanques peó · f7 negres rei · a2 negres torre · e1 blanques torre | d8 blanques rei · d7 blanques peó · f7 negres rei · a2 negres torre · e1 blanques torre | d8 blanques rei · d7 blanques peó · f7 negres rei · a2 negres torre · e1 blanques torre | d8 blanques rei · d7 blanques peó · f7 negres rei · a2 negres torre · e1 blanques torre | 3 |
| 2 | d8 blanques rei · d7 blanques peó · f7 negres rei · a2 negres torre · e1 blanques torre | d8 blanques rei · d7 blanques peó · f7 negres rei · a2 negres torre · e1 blanques torre | d8 blanques rei · d7 blanques peó · f7 negres rei · a2 negres torre · e1 blanques torre | d8 blanques rei · d7 blanques peó · f7 negres rei · a2 negres torre · e1 blanques torre | d8 blanques rei · d7 blanques peó · f7 negres rei · a2 negres torre · e1 blanques torre | d8 blanques rei · d7 blanques peó · f7 negres rei · a2 negres torre · e1 blanques torre | d8 blanques rei · d7 blanques peó · f7 negres rei · a2 negres torre · e1 blanques torre | d8 blanques rei · d7 blanques peó · f7 negres rei · a2 negres torre · e1 blanques torre | 2 |
| 1 | d8 blanques rei · d7 blanques peó · f7 negres rei · a2 negres torre · e1 blanques torre | d8 blanques rei · d7 blanques peó · f7 negres rei · a2 negres torre · e1 blanques torre | d8 blanques rei · d7 blanques peó · f7 negres rei · a2 negres torre · e1 blanques torre | d8 blanques rei · d7 blanques peó · f7 negres rei · a2 negres torre · e1 blanques torre | d8 blanques rei · d7 blanques peó · f7 negres rei · a2 negres torre · e1 blanques torre | d8 blanques rei · d7 blanques peó · f7 negres rei · a2 negres torre · e1 blanques torre | d8 blanques rei · d7 blanques peó · f7 negres rei · a2 negres torre · e1 blanques torre | d8 blanques rei · d7 blanques peó · f7 negres rei · a2 negres torre · e1 blanques torre | 1 |
|   | a                                                                                       | b                                                                                       | c                                                                                       | d                                                                                       | e                                                                                       | f                                                                                       | g                                                                                       | h                                                                                       |   |

Si el rei de les blanques i el peó són moguts cap a l'esquerra, les blanques guanyen per la posició de Lucena. Amb poques excepcions, la torre defensora ha d'estar com a mínim quatre columnes del peó perquè la defensa funciona (això explica el perquè el rei defensor ha d'anar al costat curt, per no bloquejar els escacs de la torre).
1... Ta8+ (1... Tc2 condueix a la posició de Lucena)
2. Rc7 Ta7+
3. Rc8 Ta8+
4. Rb7 Td8
5. Rc7! i les blanques guanyen (Emms 2008:21–23). La torre estava massa a prop del peó, així el rei de les blanques s'ha d'aproximar a la torre per defensar-se dels escacs i protegir el peó.

#### Defensa del costat curt, peons menys avançats
1. Rg6 (amenaçant 2. Ta8+ Re7 3. f6+ allunyant el rei de les negres del peó. vegeu la posició de Lucena a la propera secció pels mètodes guanyadors de les blanques) 1... Tb6+ és massa tard perquè 2. f6, forçant a les negres recular a la darrera fila, la qual cosa perd tal com s'ha vist a la secció anterior. La clau de la defensa de la tercera fila de Philidor és prevenir que les blanques no col·loquin el seu rei a la sisena fila abans del peó.
La defensa de les negres és:
1... Tf1 (Regla de Tarrasch, la torre darrera del peó)
2. Rf6 (segon diagrama) (2. Ta8+ Re7 i ara la torre de les negres atura 3. f6+)
2...Rg8! (anant cap al costat curt és vital, com quedarà clar)
3. Ta8+ Rh7
4. Tf8
Altres moviments no són vàlids perquè les negres prendrien la regla de Tarrasch. Per exemple 4. Re6 Rg7 i 5. f6+ és impossible. El moviment principal protegeixen el peó i amenaça 5. Re7 seguit de f6) 
4...Ta1! Ara les negres amenacen fer escac des del costat per prohibir que les blanques facin cap progrés. Es necessita espai per fer això, pel que el rei s'ha de moure fora de la ruta del costat curt. Hi ha d'haver almenys tres columnes entre la torre de les negres i el peó, en cas contrari el rei de les blanques poden protegir el seu peó mentre ataca la torre de les negres i guanyen temps necessari per avançar el peó.
5. Te8 (un intent, per fer servir la torre per tapar els escacs des del costat)
5... Rf1!
Les negres es mouen darrere del peó altra vegada, per tant 6. Re6 és respost amb 6... Rg7, com a la nota del moviment 4 (Emms 2008:22).

#### Error del costat llarg
Si el rei de les negres se'n va cap al costat llarg, les negres no tenen el recurs de fer escac des del costat. Per exemple, del segon diagrama de dalt, on 2 ... Rg8! fan taules com es mostra a dalt:
2... Re8?
3. Ta8+ Rd7
4. Tf8! Th1
5. Rg7 Re7 (no hi ha lloc per fer escac al costat. Si 5...Tg1+ aleshores 6.Rf7 seguit de f6.
6. f6+ (la clau de 4. Tf8) Rd7 (6...Re6 7. Te8+ Rd7 8. Te2 i porta a la posició de Lucena)
7. Rf7 seguit de Ta8 aleshores Ta2-d2+ (o algun altre escac de la columna d).
Després d'això, i el mateix si les negres evita els escacs col·locant la seva torre a la columna d, les blanques jugarien Rg7 Tg(qualsevol)+; Rf8 llavors f7, aconseguint la posició de Lucena.
Si el peó és un peó central, portar el rei defensor al costat llarg de vegades dona a la torre la distància suficient per fer escac si es troba a la columna de la torre en el costat oposat del peó (Ward 2004:42). La defensa d'aquesta manera és una tasca molt més complicada, així es recomana sempre posar el rei defensor al costat curt (Emms 2008:2). Amb la torre defensora apartada tres columnes del peó, l'atacant sol guanyar, però hi ha excepcions, depenent de la ubicació de la torre d'atacant (Seirawan 2003:79).

### Defensa des de la darrera fila
|   | a                                                                                       | b                                                                                       | c                                                                                       | d                                                                                       | e                                                                                       | f                                                                                       | g                                                                                       | h                                                                                       |   |
| 8 | b8 negres torre · a7 blanques torre · d7 blanques rei · e7 blanques peó · f7 negres rei | b8 negres torre · a7 blanques torre · d7 blanques rei · e7 blanques peó · f7 negres rei | b8 negres torre · a7 blanques torre · d7 blanques rei · e7 blanques peó · f7 negres rei | b8 negres torre · a7 blanques torre · d7 blanques rei · e7 blanques peó · f7 negres rei | b8 negres torre · a7 blanques torre · d7 blanques rei · e7 blanques peó · f7 negres rei | b8 negres torre · a7 blanques torre · d7 blanques rei · e7 blanques peó · f7 negres rei | b8 negres torre · a7 blanques torre · d7 blanques rei · e7 blanques peó · f7 negres rei | b8 negres torre · a7 blanques torre · d7 blanques rei · e7 blanques peó · f7 negres rei | 8 |
| 7 | b8 negres torre · a7 blanques torre · d7 blanques rei · e7 blanques peó · f7 negres rei | b8 negres torre · a7 blanques torre · d7 blanques rei · e7 blanques peó · f7 negres rei | b8 negres torre · a7 blanques torre · d7 blanques rei · e7 blanques peó · f7 negres rei | b8 negres torre · a7 blanques torre · d7 blanques rei · e7 blanques peó · f7 negres rei | b8 negres torre · a7 blanques torre · d7 blanques rei · e7 blanques peó · f7 negres rei | b8 negres torre · a7 blanques torre · d7 blanques rei · e7 blanques peó · f7 negres rei | b8 negres torre · a7 blanques torre · d7 blanques rei · e7 blanques peó · f7 negres rei | b8 negres torre · a7 blanques torre · d7 blanques rei · e7 blanques peó · f7 negres rei | 7 |
| 6 | b8 negres torre · a7 blanques torre · d7 blanques rei · e7 blanques peó · f7 negres rei | b8 negres torre · a7 blanques torre · d7 blanques rei · e7 blanques peó · f7 negres rei | b8 negres torre · a7 blanques torre · d7 blanques rei · e7 blanques peó · f7 negres rei | b8 negres torre · a7 blanques torre · d7 blanques rei · e7 blanques peó · f7 negres rei | b8 negres torre · a7 blanques torre · d7 blanques rei · e7 blanques peó · f7 negres rei | b8 negres torre · a7 blanques torre · d7 blanques rei · e7 blanques peó · f7 negres rei | b8 negres torre · a7 blanques torre · d7 blanques rei · e7 blanques peó · f7 negres rei | b8 negres torre · a7 blanques torre · d7 blanques rei · e7 blanques peó · f7 negres rei | 6 |
| 5 | b8 negres torre · a7 blanques torre · d7 blanques rei · e7 blanques peó · f7 negres rei | b8 negres torre · a7 blanques torre · d7 blanques rei · e7 blanques peó · f7 negres rei | b8 negres torre · a7 blanques torre · d7 blanques rei · e7 blanques peó · f7 negres rei | b8 negres torre · a7 blanques torre · d7 blanques rei · e7 blanques peó · f7 negres rei | b8 negres torre · a7 blanques torre · d7 blanques rei · e7 blanques peó · f7 negres rei | b8 negres torre · a7 blanques torre · d7 blanques rei · e7 blanques peó · f7 negres rei | b8 negres torre · a7 blanques torre · d7 blanques rei · e7 blanques peó · f7 negres rei | b8 negres torre · a7 blanques torre · d7 blanques rei · e7 blanques peó · f7 negres rei | 5 |
| 4 | b8 negres torre · a7 blanques torre · d7 blanques rei · e7 blanques peó · f7 negres rei | b8 negres torre · a7 blanques torre · d7 blanques rei · e7 blanques peó · f7 negres rei | b8 negres torre · a7 blanques torre · d7 blanques rei · e7 blanques peó · f7 negres rei | b8 negres torre · a7 blanques torre · d7 blanques rei · e7 blanques peó · f7 negres rei | b8 negres torre · a7 blanques torre · d7 blanques rei · e7 blanques peó · f7 negres rei | b8 negres torre · a7 blanques torre · d7 blanques rei · e7 blanques peó · f7 negres rei | b8 negres torre · a7 blanques torre · d7 blanques rei · e7 blanques peó · f7 negres rei | b8 negres torre · a7 blanques torre · d7 blanques rei · e7 blanques peó · f7 negres rei | 4 |
| 3 | b8 negres torre · a7 blanques torre · d7 blanques rei · e7 blanques peó · f7 negres rei | b8 negres torre · a7 blanques torre · d7 blanques rei · e7 blanques peó · f7 negres rei | b8 negres torre · a7 blanques torre · d7 blanques rei · e7 blanques peó · f7 negres rei | b8 negres torre · a7 blanques torre · d7 blanques rei · e7 blanques peó · f7 negres rei | b8 negres torre · a7 blanques torre · d7 blanques rei · e7 blanques peó · f7 negres rei | b8 negres torre · a7 blanques torre · d7 blanques rei · e7 blanques peó · f7 negres rei | b8 negres torre · a7 blanques torre · d7 blanques rei · e7 blanques peó · f7 negres rei | b8 negres torre · a7 blanques torre · d7 blanques rei · e7 blanques peó · f7 negres rei | 3 |
| 2 | b8 negres torre · a7 blanques torre · d7 blanques rei · e7 blanques peó · f7 negres rei | b8 negres torre · a7 blanques torre · d7 blanques rei · e7 blanques peó · f7 negres rei | b8 negres torre · a7 blanques torre · d7 blanques rei · e7 blanques peó · f7 negres rei | b8 negres torre · a7 blanques torre · d7 blanques rei · e7 blanques peó · f7 negres rei | b8 negres torre · a7 blanques torre · d7 blanques rei · e7 blanques peó · f7 negres rei | b8 negres torre · a7 blanques torre · d7 blanques rei · e7 blanques peó · f7 negres rei | b8 negres torre · a7 blanques torre · d7 blanques rei · e7 blanques peó · f7 negres rei | b8 negres torre · a7 blanques torre · d7 blanques rei · e7 blanques peó · f7 negres rei | 2 |
| 1 | b8 negres torre · a7 blanques torre · d7 blanques rei · e7 blanques peó · f7 negres rei | b8 negres torre · a7 blanques torre · d7 blanques rei · e7 blanques peó · f7 negres rei | b8 negres torre · a7 blanques torre · d7 blanques rei · e7 blanques peó · f7 negres rei | b8 negres torre · a7 blanques torre · d7 blanques rei · e7 blanques peó · f7 negres rei | b8 negres torre · a7 blanques torre · d7 blanques rei · e7 blanques peó · f7 negres rei | b8 negres torre · a7 blanques torre · d7 blanques rei · e7 blanques peó · f7 negres rei | b8 negres torre · a7 blanques torre · d7 blanques rei · e7 blanques peó · f7 negres rei | b8 negres torre · a7 blanques torre · d7 blanques rei · e7 blanques peó · f7 negres rei | 1 |
|   | a                                                                                       | b                                                                                       | c                                                                                       | d                                                                                       | e                                                                                       | f                                                                                       | g                                                                                       | h                                                                                       |   |

En el diagrama, les negres fan taules:
1... Te8!
2. Rd6 Tb8!
if 2... Tg8 llavors 3. Ta1!. Si 2... Rf6 llavors 3. Ta1! Tb8 4. Tf1+ Rg7 5. Rc6 Ta8 6. Ta1, una posició guanyadora
3. Rd7 Te8
i les blanques no poden avançar (Emms 2008:24–25).

### Defensa frontal
|   | a                                                                                       | b                                                                                       | c                                                                                       | d                                                                                       | e                                                                                       | f                                                                                       | g                                                                                       | h                                                                                       |   |
| 8 | b8 negres torre · e7 negres rei · g4 blanques peó · g3 blanques rei · f2 blanques torre | b8 negres torre · e7 negres rei · g4 blanques peó · g3 blanques rei · f2 blanques torre | b8 negres torre · e7 negres rei · g4 blanques peó · g3 blanques rei · f2 blanques torre | b8 negres torre · e7 negres rei · g4 blanques peó · g3 blanques rei · f2 blanques torre | b8 negres torre · e7 negres rei · g4 blanques peó · g3 blanques rei · f2 blanques torre | b8 negres torre · e7 negres rei · g4 blanques peó · g3 blanques rei · f2 blanques torre | b8 negres torre · e7 negres rei · g4 blanques peó · g3 blanques rei · f2 blanques torre | b8 negres torre · e7 negres rei · g4 blanques peó · g3 blanques rei · f2 blanques torre | 8 |
| 7 | b8 negres torre · e7 negres rei · g4 blanques peó · g3 blanques rei · f2 blanques torre | b8 negres torre · e7 negres rei · g4 blanques peó · g3 blanques rei · f2 blanques torre | b8 negres torre · e7 negres rei · g4 blanques peó · g3 blanques rei · f2 blanques torre | b8 negres torre · e7 negres rei · g4 blanques peó · g3 blanques rei · f2 blanques torre | b8 negres torre · e7 negres rei · g4 blanques peó · g3 blanques rei · f2 blanques torre | b8 negres torre · e7 negres rei · g4 blanques peó · g3 blanques rei · f2 blanques torre | b8 negres torre · e7 negres rei · g4 blanques peó · g3 blanques rei · f2 blanques torre | b8 negres torre · e7 negres rei · g4 blanques peó · g3 blanques rei · f2 blanques torre | 7 |
| 6 | b8 negres torre · e7 negres rei · g4 blanques peó · g3 blanques rei · f2 blanques torre | b8 negres torre · e7 negres rei · g4 blanques peó · g3 blanques rei · f2 blanques torre | b8 negres torre · e7 negres rei · g4 blanques peó · g3 blanques rei · f2 blanques torre | b8 negres torre · e7 negres rei · g4 blanques peó · g3 blanques rei · f2 blanques torre | b8 negres torre · e7 negres rei · g4 blanques peó · g3 blanques rei · f2 blanques torre | b8 negres torre · e7 negres rei · g4 blanques peó · g3 blanques rei · f2 blanques torre | b8 negres torre · e7 negres rei · g4 blanques peó · g3 blanques rei · f2 blanques torre | b8 negres torre · e7 negres rei · g4 blanques peó · g3 blanques rei · f2 blanques torre | 6 |
| 5 | b8 negres torre · e7 negres rei · g4 blanques peó · g3 blanques rei · f2 blanques torre | b8 negres torre · e7 negres rei · g4 blanques peó · g3 blanques rei · f2 blanques torre | b8 negres torre · e7 negres rei · g4 blanques peó · g3 blanques rei · f2 blanques torre | b8 negres torre · e7 negres rei · g4 blanques peó · g3 blanques rei · f2 blanques torre | b8 negres torre · e7 negres rei · g4 blanques peó · g3 blanques rei · f2 blanques torre | b8 negres torre · e7 negres rei · g4 blanques peó · g3 blanques rei · f2 blanques torre | b8 negres torre · e7 negres rei · g4 blanques peó · g3 blanques rei · f2 blanques torre | b8 negres torre · e7 negres rei · g4 blanques peó · g3 blanques rei · f2 blanques torre | 5 |
| 4 | b8 negres torre · e7 negres rei · g4 blanques peó · g3 blanques rei · f2 blanques torre | b8 negres torre · e7 negres rei · g4 blanques peó · g3 blanques rei · f2 blanques torre | b8 negres torre · e7 negres rei · g4 blanques peó · g3 blanques rei · f2 blanques torre | b8 negres torre · e7 negres rei · g4 blanques peó · g3 blanques rei · f2 blanques torre | b8 negres torre · e7 negres rei · g4 blanques peó · g3 blanques rei · f2 blanques torre | b8 negres torre · e7 negres rei · g4 blanques peó · g3 blanques rei · f2 blanques torre | b8 negres torre · e7 negres rei · g4 blanques peó · g3 blanques rei · f2 blanques torre | b8 negres torre · e7 negres rei · g4 blanques peó · g3 blanques rei · f2 blanques torre | 4 |
| 3 | b8 negres torre · e7 negres rei · g4 blanques peó · g3 blanques rei · f2 blanques torre | b8 negres torre · e7 negres rei · g4 blanques peó · g3 blanques rei · f2 blanques torre | b8 negres torre · e7 negres rei · g4 blanques peó · g3 blanques rei · f2 blanques torre | b8 negres torre · e7 negres rei · g4 blanques peó · g3 blanques rei · f2 blanques torre | b8 negres torre · e7 negres rei · g4 blanques peó · g3 blanques rei · f2 blanques torre | b8 negres torre · e7 negres rei · g4 blanques peó · g3 blanques rei · f2 blanques torre | b8 negres torre · e7 negres rei · g4 blanques peó · g3 blanques rei · f2 blanques torre | b8 negres torre · e7 negres rei · g4 blanques peó · g3 blanques rei · f2 blanques torre | 3 |
| 2 | b8 negres torre · e7 negres rei · g4 blanques peó · g3 blanques rei · f2 blanques torre | b8 negres torre · e7 negres rei · g4 blanques peó · g3 blanques rei · f2 blanques torre | b8 negres torre · e7 negres rei · g4 blanques peó · g3 blanques rei · f2 blanques torre | b8 negres torre · e7 negres rei · g4 blanques peó · g3 blanques rei · f2 blanques torre | b8 negres torre · e7 negres rei · g4 blanques peó · g3 blanques rei · f2 blanques torre | b8 negres torre · e7 negres rei · g4 blanques peó · g3 blanques rei · f2 blanques torre | b8 negres torre · e7 negres rei · g4 blanques peó · g3 blanques rei · f2 blanques torre | b8 negres torre · e7 negres rei · g4 blanques peó · g3 blanques rei · f2 blanques torre | 2 |
| 1 | b8 negres torre · e7 negres rei · g4 blanques peó · g3 blanques rei · f2 blanques torre | b8 negres torre · e7 negres rei · g4 blanques peó · g3 blanques rei · f2 blanques torre | b8 negres torre · e7 negres rei · g4 blanques peó · g3 blanques rei · f2 blanques torre | b8 negres torre · e7 negres rei · g4 blanques peó · g3 blanques rei · f2 blanques torre | b8 negres torre · e7 negres rei · g4 blanques peó · g3 blanques rei · f2 blanques torre | b8 negres torre · e7 negres rei · g4 blanques peó · g3 blanques rei · f2 blanques torre | b8 negres torre · e7 negres rei · g4 blanques peó · g3 blanques rei · f2 blanques torre | b8 negres torre · e7 negres rei · g4 blanques peó · g3 blanques rei · f2 blanques torre | 1 |
|   | a                                                                                       | b                                                                                       | c                                                                                       | d                                                                                       | e                                                                                       | f                                                                                       | g                                                                                       | h                                                                                       |   |

La Defensa Frontal és una forma que tenen les negres per prendre a les blanques la posició de Lucena, fins i tot si el rei defensor està obstaculitzat per arribar a la columna del peó. La torre de les negres es troba ben situat en la primera fila i pot fer escac al rei de les blanques o oferir l'intercanvi quan el final de rei i peó contra rei siguin taules. Com més enrere sigui el peó, més probable serà que la defensa tingui èxit. Per tenir bones possibilitats de taules, hi ha d'haver almenys tres files entre el peó i la torre defensora (anomenada la regla de tres). La columna del peó també importa: un peó d'alfil té les millors possibilitats de guanyar, seguit del peó central i el peó de cavall, amb el peó de torre es té poques possibilitats de guanyar (Mednis 1998:40).
Si les blanques mouen en el diagrama, les negres fan taules utilitzant la defensa frontal:
1. Rh4 Th8+!
2. Rg5 Tg8+
3. Rh5 Th8+
4. Rg6 Tg8+
5. Rh5 Th8+
i les blanques no poden fer res més (Emms 2008:18–20).
Si les negres mouen en aquesta posició, tenen un mètode alternatiu per fer taules que requereix coneixements del final de rei i peó contra rei: 
1...Tf8 per portar el rei cap al peó. Si
2. Txf8 Rxf8
3. Rf4 Rg8! (evita perdre l'oposició. 3. Rh4 es compleix de la mateixa manera)
4. Rf5 Rf7 o 4. Rg5 Rg7, i la posició és taules.
|   | a                                                                                       | b                                                                                       | c                                                                                       | d                                                                                       | e                                                                                       | f                                                                                       | g                                                                                       | h                                                                                       |   |
| 8 | b8 negres torre · d7 negres rei · f4 blanques peó · f3 blanques rei · e2 blanques torre | b8 negres torre · d7 negres rei · f4 blanques peó · f3 blanques rei · e2 blanques torre | b8 negres torre · d7 negres rei · f4 blanques peó · f3 blanques rei · e2 blanques torre | b8 negres torre · d7 negres rei · f4 blanques peó · f3 blanques rei · e2 blanques torre | b8 negres torre · d7 negres rei · f4 blanques peó · f3 blanques rei · e2 blanques torre | b8 negres torre · d7 negres rei · f4 blanques peó · f3 blanques rei · e2 blanques torre | b8 negres torre · d7 negres rei · f4 blanques peó · f3 blanques rei · e2 blanques torre | b8 negres torre · d7 negres rei · f4 blanques peó · f3 blanques rei · e2 blanques torre | 8 |
| 7 | b8 negres torre · d7 negres rei · f4 blanques peó · f3 blanques rei · e2 blanques torre | b8 negres torre · d7 negres rei · f4 blanques peó · f3 blanques rei · e2 blanques torre | b8 negres torre · d7 negres rei · f4 blanques peó · f3 blanques rei · e2 blanques torre | b8 negres torre · d7 negres rei · f4 blanques peó · f3 blanques rei · e2 blanques torre | b8 negres torre · d7 negres rei · f4 blanques peó · f3 blanques rei · e2 blanques torre | b8 negres torre · d7 negres rei · f4 blanques peó · f3 blanques rei · e2 blanques torre | b8 negres torre · d7 negres rei · f4 blanques peó · f3 blanques rei · e2 blanques torre | b8 negres torre · d7 negres rei · f4 blanques peó · f3 blanques rei · e2 blanques torre | 7 |
| 6 | b8 negres torre · d7 negres rei · f4 blanques peó · f3 blanques rei · e2 blanques torre | b8 negres torre · d7 negres rei · f4 blanques peó · f3 blanques rei · e2 blanques torre | b8 negres torre · d7 negres rei · f4 blanques peó · f3 blanques rei · e2 blanques torre | b8 negres torre · d7 negres rei · f4 blanques peó · f3 blanques rei · e2 blanques torre | b8 negres torre · d7 negres rei · f4 blanques peó · f3 blanques rei · e2 blanques torre | b8 negres torre · d7 negres rei · f4 blanques peó · f3 blanques rei · e2 blanques torre | b8 negres torre · d7 negres rei · f4 blanques peó · f3 blanques rei · e2 blanques torre | b8 negres torre · d7 negres rei · f4 blanques peó · f3 blanques rei · e2 blanques torre | 6 |
| 5 | b8 negres torre · d7 negres rei · f4 blanques peó · f3 blanques rei · e2 blanques torre | b8 negres torre · d7 negres rei · f4 blanques peó · f3 blanques rei · e2 blanques torre | b8 negres torre · d7 negres rei · f4 blanques peó · f3 blanques rei · e2 blanques torre | b8 negres torre · d7 negres rei · f4 blanques peó · f3 blanques rei · e2 blanques torre | b8 negres torre · d7 negres rei · f4 blanques peó · f3 blanques rei · e2 blanques torre | b8 negres torre · d7 negres rei · f4 blanques peó · f3 blanques rei · e2 blanques torre | b8 negres torre · d7 negres rei · f4 blanques peó · f3 blanques rei · e2 blanques torre | b8 negres torre · d7 negres rei · f4 blanques peó · f3 blanques rei · e2 blanques torre | 5 |
| 4 | b8 negres torre · d7 negres rei · f4 blanques peó · f3 blanques rei · e2 blanques torre | b8 negres torre · d7 negres rei · f4 blanques peó · f3 blanques rei · e2 blanques torre | b8 negres torre · d7 negres rei · f4 blanques peó · f3 blanques rei · e2 blanques torre | b8 negres torre · d7 negres rei · f4 blanques peó · f3 blanques rei · e2 blanques torre | b8 negres torre · d7 negres rei · f4 blanques peó · f3 blanques rei · e2 blanques torre | b8 negres torre · d7 negres rei · f4 blanques peó · f3 blanques rei · e2 blanques torre | b8 negres torre · d7 negres rei · f4 blanques peó · f3 blanques rei · e2 blanques torre | b8 negres torre · d7 negres rei · f4 blanques peó · f3 blanques rei · e2 blanques torre | 4 |
| 3 | b8 negres torre · d7 negres rei · f4 blanques peó · f3 blanques rei · e2 blanques torre | b8 negres torre · d7 negres rei · f4 blanques peó · f3 blanques rei · e2 blanques torre | b8 negres torre · d7 negres rei · f4 blanques peó · f3 blanques rei · e2 blanques torre | b8 negres torre · d7 negres rei · f4 blanques peó · f3 blanques rei · e2 blanques torre | b8 negres torre · d7 negres rei · f4 blanques peó · f3 blanques rei · e2 blanques torre | b8 negres torre · d7 negres rei · f4 blanques peó · f3 blanques rei · e2 blanques torre | b8 negres torre · d7 negres rei · f4 blanques peó · f3 blanques rei · e2 blanques torre | b8 negres torre · d7 negres rei · f4 blanques peó · f3 blanques rei · e2 blanques torre | 3 |
| 2 | b8 negres torre · d7 negres rei · f4 blanques peó · f3 blanques rei · e2 blanques torre | b8 negres torre · d7 negres rei · f4 blanques peó · f3 blanques rei · e2 blanques torre | b8 negres torre · d7 negres rei · f4 blanques peó · f3 blanques rei · e2 blanques torre | b8 negres torre · d7 negres rei · f4 blanques peó · f3 blanques rei · e2 blanques torre | b8 negres torre · d7 negres rei · f4 blanques peó · f3 blanques rei · e2 blanques torre | b8 negres torre · d7 negres rei · f4 blanques peó · f3 blanques rei · e2 blanques torre | b8 negres torre · d7 negres rei · f4 blanques peó · f3 blanques rei · e2 blanques torre | b8 negres torre · d7 negres rei · f4 blanques peó · f3 blanques rei · e2 blanques torre | 2 |
| 1 | b8 negres torre · d7 negres rei · f4 blanques peó · f3 blanques rei · e2 blanques torre | b8 negres torre · d7 negres rei · f4 blanques peó · f3 blanques rei · e2 blanques torre | b8 negres torre · d7 negres rei · f4 blanques peó · f3 blanques rei · e2 blanques torre | b8 negres torre · d7 negres rei · f4 blanques peó · f3 blanques rei · e2 blanques torre | b8 negres torre · d7 negres rei · f4 blanques peó · f3 blanques rei · e2 blanques torre | b8 negres torre · d7 negres rei · f4 blanques peó · f3 blanques rei · e2 blanques torre | b8 negres torre · d7 negres rei · f4 blanques peó · f3 blanques rei · e2 blanques torre | b8 negres torre · d7 negres rei · f4 blanques peó · f3 blanques rei · e2 blanques torre | 1 |
|   | a                                                                                       | b                                                                                       | c                                                                                       | d                                                                                       | e                                                                                       | f                                                                                       | g                                                                                       | h                                                                                       |   |

La defensa frontal pot o no funcionar amb el peó d'alfil i el peó central, fins i tot si hi ha tres files entre el peó i la torre defensora. En el diagrama d'Emms, les blanques mouen i guanyen:
1. Rg4! Tg8+
2. Rh5 Tf8
3. Rg5 Tg8+
4. Rh6 Tf8
5. Te4! Rd6
6. Rg7 Tf5
7. Rg6 Tf8
8. f5
i les blanques aconsegueixen la posició de Lucena.
Les negres mouen en aquesta posició i fan taules, aconseguint la posició de taules del final de rei i peó contra rei:
1... Te8
2. Txe8 Rxe8
3. Re4 Rf8
4. Re5 Re7
Les negres mouen en aquesta posició també fan taules amb 1... Rd6, aconseguint un posició favorable del rei (Emms 2008:18–20).

## Peó de torre
Els finals amb un peó de torre sorgeixen amb freqüència a causa que són més propensos a ser l'últim peó que resta (de la Vila   2008:145). Si el peó és un peó de torre, les possibilitats d'unes taules són molt més grans. Fins i tot l'equivalent a la posició de Lucena no és garantia d'èxit (depèn de la ubicació de la torre de les blanques i que s'ha de moure) (Emms   2008:25). Aquests finals són més propensos a ser taules, perquè (1) el peó pot protegir el rei dels escacs de la part posterior, i no des del costat, i (2) la vora del tauler redueix la mobilitat del rei per intentar donar suport al seu peó (Averbakh  &  Kopayev   1987:150).
Amb un peó de torre, generalment a les partides actuals, la torre o el rei defensor és capaç de posar-se davant del peó. Si el rei defensor es posa davant del peó, la partida són taules. Si la torre defensora es posa al davant del peó, el resultat depèn que el rei arribi a lloc primer (de la Villa 2008:145).
El rei o la torre atacant han d'estar davant del peó.

### Rei davant del peó
|   | a                                                                                       | b                                                                                       | c                                                                                       | d                                                                                       | e                                                                                       | f                                                                                       | g                                                                                       | h                                                                                       |   |
| 8 | a8 blanques rei · a7 blanques peó · e7 negres rei · d2 blanques torre · b1 negres torre | a8 blanques rei · a7 blanques peó · e7 negres rei · d2 blanques torre · b1 negres torre | a8 blanques rei · a7 blanques peó · e7 negres rei · d2 blanques torre · b1 negres torre | a8 blanques rei · a7 blanques peó · e7 negres rei · d2 blanques torre · b1 negres torre | a8 blanques rei · a7 blanques peó · e7 negres rei · d2 blanques torre · b1 negres torre | a8 blanques rei · a7 blanques peó · e7 negres rei · d2 blanques torre · b1 negres torre | a8 blanques rei · a7 blanques peó · e7 negres rei · d2 blanques torre · b1 negres torre | a8 blanques rei · a7 blanques peó · e7 negres rei · d2 blanques torre · b1 negres torre | 8 |
| 7 | a8 blanques rei · a7 blanques peó · e7 negres rei · d2 blanques torre · b1 negres torre | a8 blanques rei · a7 blanques peó · e7 negres rei · d2 blanques torre · b1 negres torre | a8 blanques rei · a7 blanques peó · e7 negres rei · d2 blanques torre · b1 negres torre | a8 blanques rei · a7 blanques peó · e7 negres rei · d2 blanques torre · b1 negres torre | a8 blanques rei · a7 blanques peó · e7 negres rei · d2 blanques torre · b1 negres torre | a8 blanques rei · a7 blanques peó · e7 negres rei · d2 blanques torre · b1 negres torre | a8 blanques rei · a7 blanques peó · e7 negres rei · d2 blanques torre · b1 negres torre | a8 blanques rei · a7 blanques peó · e7 negres rei · d2 blanques torre · b1 negres torre | 7 |
| 6 | a8 blanques rei · a7 blanques peó · e7 negres rei · d2 blanques torre · b1 negres torre | a8 blanques rei · a7 blanques peó · e7 negres rei · d2 blanques torre · b1 negres torre | a8 blanques rei · a7 blanques peó · e7 negres rei · d2 blanques torre · b1 negres torre | a8 blanques rei · a7 blanques peó · e7 negres rei · d2 blanques torre · b1 negres torre | a8 blanques rei · a7 blanques peó · e7 negres rei · d2 blanques torre · b1 negres torre | a8 blanques rei · a7 blanques peó · e7 negres rei · d2 blanques torre · b1 negres torre | a8 blanques rei · a7 blanques peó · e7 negres rei · d2 blanques torre · b1 negres torre | a8 blanques rei · a7 blanques peó · e7 negres rei · d2 blanques torre · b1 negres torre | 6 |
| 5 | a8 blanques rei · a7 blanques peó · e7 negres rei · d2 blanques torre · b1 negres torre | a8 blanques rei · a7 blanques peó · e7 negres rei · d2 blanques torre · b1 negres torre | a8 blanques rei · a7 blanques peó · e7 negres rei · d2 blanques torre · b1 negres torre | a8 blanques rei · a7 blanques peó · e7 negres rei · d2 blanques torre · b1 negres torre | a8 blanques rei · a7 blanques peó · e7 negres rei · d2 blanques torre · b1 negres torre | a8 blanques rei · a7 blanques peó · e7 negres rei · d2 blanques torre · b1 negres torre | a8 blanques rei · a7 blanques peó · e7 negres rei · d2 blanques torre · b1 negres torre | a8 blanques rei · a7 blanques peó · e7 negres rei · d2 blanques torre · b1 negres torre | 5 |
| 4 | a8 blanques rei · a7 blanques peó · e7 negres rei · d2 blanques torre · b1 negres torre | a8 blanques rei · a7 blanques peó · e7 negres rei · d2 blanques torre · b1 negres torre | a8 blanques rei · a7 blanques peó · e7 negres rei · d2 blanques torre · b1 negres torre | a8 blanques rei · a7 blanques peó · e7 negres rei · d2 blanques torre · b1 negres torre | a8 blanques rei · a7 blanques peó · e7 negres rei · d2 blanques torre · b1 negres torre | a8 blanques rei · a7 blanques peó · e7 negres rei · d2 blanques torre · b1 negres torre | a8 blanques rei · a7 blanques peó · e7 negres rei · d2 blanques torre · b1 negres torre | a8 blanques rei · a7 blanques peó · e7 negres rei · d2 blanques torre · b1 negres torre | 4 |
| 3 | a8 blanques rei · a7 blanques peó · e7 negres rei · d2 blanques torre · b1 negres torre | a8 blanques rei · a7 blanques peó · e7 negres rei · d2 blanques torre · b1 negres torre | a8 blanques rei · a7 blanques peó · e7 negres rei · d2 blanques torre · b1 negres torre | a8 blanques rei · a7 blanques peó · e7 negres rei · d2 blanques torre · b1 negres torre | a8 blanques rei · a7 blanques peó · e7 negres rei · d2 blanques torre · b1 negres torre | a8 blanques rei · a7 blanques peó · e7 negres rei · d2 blanques torre · b1 negres torre | a8 blanques rei · a7 blanques peó · e7 negres rei · d2 blanques torre · b1 negres torre | a8 blanques rei · a7 blanques peó · e7 negres rei · d2 blanques torre · b1 negres torre | 3 |
| 2 | a8 blanques rei · a7 blanques peó · e7 negres rei · d2 blanques torre · b1 negres torre | a8 blanques rei · a7 blanques peó · e7 negres rei · d2 blanques torre · b1 negres torre | a8 blanques rei · a7 blanques peó · e7 negres rei · d2 blanques torre · b1 negres torre | a8 blanques rei · a7 blanques peó · e7 negres rei · d2 blanques torre · b1 negres torre | a8 blanques rei · a7 blanques peó · e7 negres rei · d2 blanques torre · b1 negres torre | a8 blanques rei · a7 blanques peó · e7 negres rei · d2 blanques torre · b1 negres torre | a8 blanques rei · a7 blanques peó · e7 negres rei · d2 blanques torre · b1 negres torre | a8 blanques rei · a7 blanques peó · e7 negres rei · d2 blanques torre · b1 negres torre | 2 |
| 1 | a8 blanques rei · a7 blanques peó · e7 negres rei · d2 blanques torre · b1 negres torre | a8 blanques rei · a7 blanques peó · e7 negres rei · d2 blanques torre · b1 negres torre | a8 blanques rei · a7 blanques peó · e7 negres rei · d2 blanques torre · b1 negres torre | a8 blanques rei · a7 blanques peó · e7 negres rei · d2 blanques torre · b1 negres torre | a8 blanques rei · a7 blanques peó · e7 negres rei · d2 blanques torre · b1 negres torre | a8 blanques rei · a7 blanques peó · e7 negres rei · d2 blanques torre · b1 negres torre | a8 blanques rei · a7 blanques peó · e7 negres rei · d2 blanques torre · b1 negres torre | a8 blanques rei · a7 blanques peó · e7 negres rei · d2 blanques torre · b1 negres torre | 1 |
|   | a                                                                                       | b                                                                                       | c                                                                                       | d                                                                                       | e                                                                                       | f                                                                                       | g                                                                                       | h                                                                                       |   |

En el diagrama, l'única forma que tenen les blanques per fer alguna cosa és portar la seva torre a b8, però això permet al rei de les negres pendre la columna c i fer taules.
1. Th2 Rd7
2. Th8 Rc7!
3. Tb8 Tc1
4. Tb2 Tc3!
Aquest és el camí més simple per a les negres. Ara no hi ha forma per a forçar al rei de les negres que s'aparti de la columna c.
5. Tb7+ Rc8
6. Tg7 Tc1
i les negres fan taules.
|   | a                                                                                       | b                                                                                       | c                                                                                       | d                                                                                       | e                                                                                       | f                                                                                       | g                                                                                       | h                                                                                       |   |
| 8 | a8 blanques rei · a7 blanques peó · f7 negres rei · e3 blanques torre · b1 negres torre | a8 blanques rei · a7 blanques peó · f7 negres rei · e3 blanques torre · b1 negres torre | a8 blanques rei · a7 blanques peó · f7 negres rei · e3 blanques torre · b1 negres torre | a8 blanques rei · a7 blanques peó · f7 negres rei · e3 blanques torre · b1 negres torre | a8 blanques rei · a7 blanques peó · f7 negres rei · e3 blanques torre · b1 negres torre | a8 blanques rei · a7 blanques peó · f7 negres rei · e3 blanques torre · b1 negres torre | a8 blanques rei · a7 blanques peó · f7 negres rei · e3 blanques torre · b1 negres torre | a8 blanques rei · a7 blanques peó · f7 negres rei · e3 blanques torre · b1 negres torre | 8 |
| 7 | a8 blanques rei · a7 blanques peó · f7 negres rei · e3 blanques torre · b1 negres torre | a8 blanques rei · a7 blanques peó · f7 negres rei · e3 blanques torre · b1 negres torre | a8 blanques rei · a7 blanques peó · f7 negres rei · e3 blanques torre · b1 negres torre | a8 blanques rei · a7 blanques peó · f7 negres rei · e3 blanques torre · b1 negres torre | a8 blanques rei · a7 blanques peó · f7 negres rei · e3 blanques torre · b1 negres torre | a8 blanques rei · a7 blanques peó · f7 negres rei · e3 blanques torre · b1 negres torre | a8 blanques rei · a7 blanques peó · f7 negres rei · e3 blanques torre · b1 negres torre | a8 blanques rei · a7 blanques peó · f7 negres rei · e3 blanques torre · b1 negres torre | 7 |
| 6 | a8 blanques rei · a7 blanques peó · f7 negres rei · e3 blanques torre · b1 negres torre | a8 blanques rei · a7 blanques peó · f7 negres rei · e3 blanques torre · b1 negres torre | a8 blanques rei · a7 blanques peó · f7 negres rei · e3 blanques torre · b1 negres torre | a8 blanques rei · a7 blanques peó · f7 negres rei · e3 blanques torre · b1 negres torre | a8 blanques rei · a7 blanques peó · f7 negres rei · e3 blanques torre · b1 negres torre | a8 blanques rei · a7 blanques peó · f7 negres rei · e3 blanques torre · b1 negres torre | a8 blanques rei · a7 blanques peó · f7 negres rei · e3 blanques torre · b1 negres torre | a8 blanques rei · a7 blanques peó · f7 negres rei · e3 blanques torre · b1 negres torre | 6 |
| 5 | a8 blanques rei · a7 blanques peó · f7 negres rei · e3 blanques torre · b1 negres torre | a8 blanques rei · a7 blanques peó · f7 negres rei · e3 blanques torre · b1 negres torre | a8 blanques rei · a7 blanques peó · f7 negres rei · e3 blanques torre · b1 negres torre | a8 blanques rei · a7 blanques peó · f7 negres rei · e3 blanques torre · b1 negres torre | a8 blanques rei · a7 blanques peó · f7 negres rei · e3 blanques torre · b1 negres torre | a8 blanques rei · a7 blanques peó · f7 negres rei · e3 blanques torre · b1 negres torre | a8 blanques rei · a7 blanques peó · f7 negres rei · e3 blanques torre · b1 negres torre | a8 blanques rei · a7 blanques peó · f7 negres rei · e3 blanques torre · b1 negres torre | 5 |
| 4 | a8 blanques rei · a7 blanques peó · f7 negres rei · e3 blanques torre · b1 negres torre | a8 blanques rei · a7 blanques peó · f7 negres rei · e3 blanques torre · b1 negres torre | a8 blanques rei · a7 blanques peó · f7 negres rei · e3 blanques torre · b1 negres torre | a8 blanques rei · a7 blanques peó · f7 negres rei · e3 blanques torre · b1 negres torre | a8 blanques rei · a7 blanques peó · f7 negres rei · e3 blanques torre · b1 negres torre | a8 blanques rei · a7 blanques peó · f7 negres rei · e3 blanques torre · b1 negres torre | a8 blanques rei · a7 blanques peó · f7 negres rei · e3 blanques torre · b1 negres torre | a8 blanques rei · a7 blanques peó · f7 negres rei · e3 blanques torre · b1 negres torre | 4 |
| 3 | a8 blanques rei · a7 blanques peó · f7 negres rei · e3 blanques torre · b1 negres torre | a8 blanques rei · a7 blanques peó · f7 negres rei · e3 blanques torre · b1 negres torre | a8 blanques rei · a7 blanques peó · f7 negres rei · e3 blanques torre · b1 negres torre | a8 blanques rei · a7 blanques peó · f7 negres rei · e3 blanques torre · b1 negres torre | a8 blanques rei · a7 blanques peó · f7 negres rei · e3 blanques torre · b1 negres torre | a8 blanques rei · a7 blanques peó · f7 negres rei · e3 blanques torre · b1 negres torre | a8 blanques rei · a7 blanques peó · f7 negres rei · e3 blanques torre · b1 negres torre | a8 blanques rei · a7 blanques peó · f7 negres rei · e3 blanques torre · b1 negres torre | 3 |
| 2 | a8 blanques rei · a7 blanques peó · f7 negres rei · e3 blanques torre · b1 negres torre | a8 blanques rei · a7 blanques peó · f7 negres rei · e3 blanques torre · b1 negres torre | a8 blanques rei · a7 blanques peó · f7 negres rei · e3 blanques torre · b1 negres torre | a8 blanques rei · a7 blanques peó · f7 negres rei · e3 blanques torre · b1 negres torre | a8 blanques rei · a7 blanques peó · f7 negres rei · e3 blanques torre · b1 negres torre | a8 blanques rei · a7 blanques peó · f7 negres rei · e3 blanques torre · b1 negres torre | a8 blanques rei · a7 blanques peó · f7 negres rei · e3 blanques torre · b1 negres torre | a8 blanques rei · a7 blanques peó · f7 negres rei · e3 blanques torre · b1 negres torre | 2 |
| 1 | a8 blanques rei · a7 blanques peó · f7 negres rei · e3 blanques torre · b1 negres torre | a8 blanques rei · a7 blanques peó · f7 negres rei · e3 blanques torre · b1 negres torre | a8 blanques rei · a7 blanques peó · f7 negres rei · e3 blanques torre · b1 negres torre | a8 blanques rei · a7 blanques peó · f7 negres rei · e3 blanques torre · b1 negres torre | a8 blanques rei · a7 blanques peó · f7 negres rei · e3 blanques torre · b1 negres torre | a8 blanques rei · a7 blanques peó · f7 negres rei · e3 blanques torre · b1 negres torre | a8 blanques rei · a7 blanques peó · f7 negres rei · e3 blanques torre · b1 negres torre | a8 blanques rei · a7 blanques peó · f7 negres rei · e3 blanques torre · b1 negres torre | 1 |
|   | a                                                                                       | b                                                                                       | c                                                                                       | d                                                                                       | e                                                                                       | f                                                                                       | g                                                                                       | h                                                                                       |   |

Si el rei de les negres és obstaculitzat per quatre o més columnes, les blanques guanyen, com es mostra al diagrama:
1. Tc3! Re7
2. Tc8 Rd6
3. Tb8 Ta1
4. Rb7 Tb1+
5. Rc8 Tc1+
6. Rd8 Th1
7. Tb6+ Rc5
8. Tc6+! Rd5
9. Ta6
i les blanques guanyen (Emms 2008:25–27).

### Torre davant del peó
|   | a | b | c | d | e | f | g | h |   |
| 8 | a8 blanques torre · a7 blanques peó · b7 black cross · c7 black cross · f7 negres rei · g7 black circle · h7 black circle · b6 black cross · c6 black cross · g2 blanques rei · a1 negres torre | a8 blanques torre · a7 blanques peó · b7 black cross · c7 black cross · f7 negres rei · g7 black circle · h7 black circle · b6 black cross · c6 black cross · g2 blanques rei · a1 negres torre | a8 blanques torre · a7 blanques peó · b7 black cross · c7 black cross · f7 negres rei · g7 black circle · h7 black circle · b6 black cross · c6 black cross · g2 blanques rei · a1 negres torre | a8 blanques torre · a7 blanques peó · b7 black cross · c7 black cross · f7 negres rei · g7 black circle · h7 black circle · b6 black cross · c6 black cross · g2 blanques rei · a1 negres torre | a8 blanques torre · a7 blanques peó · b7 black cross · c7 black cross · f7 negres rei · g7 black circle · h7 black circle · b6 black cross · c6 black cross · g2 blanques rei · a1 negres torre | a8 blanques torre · a7 blanques peó · b7 black cross · c7 black cross · f7 negres rei · g7 black circle · h7 black circle · b6 black cross · c6 black cross · g2 blanques rei · a1 negres torre | a8 blanques torre · a7 blanques peó · b7 black cross · c7 black cross · f7 negres rei · g7 black circle · h7 black circle · b6 black cross · c6 black cross · g2 blanques rei · a1 negres torre | a8 blanques torre · a7 blanques peó · b7 black cross · c7 black cross · f7 negres rei · g7 black circle · h7 black circle · b6 black cross · c6 black cross · g2 blanques rei · a1 negres torre | 8 |
| 7 | a8 blanques torre · a7 blanques peó · b7 black cross · c7 black cross · f7 negres rei · g7 black circle · h7 black circle · b6 black cross · c6 black cross · g2 blanques rei · a1 negres torre | a8 blanques torre · a7 blanques peó · b7 black cross · c7 black cross · f7 negres rei · g7 black circle · h7 black circle · b6 black cross · c6 black cross · g2 blanques rei · a1 negres torre | a8 blanques torre · a7 blanques peó · b7 black cross · c7 black cross · f7 negres rei · g7 black circle · h7 black circle · b6 black cross · c6 black cross · g2 blanques rei · a1 negres torre | a8 blanques torre · a7 blanques peó · b7 black cross · c7 black cross · f7 negres rei · g7 black circle · h7 black circle · b6 black cross · c6 black cross · g2 blanques rei · a1 negres torre | a8 blanques torre · a7 blanques peó · b7 black cross · c7 black cross · f7 negres rei · g7 black circle · h7 black circle · b6 black cross · c6 black cross · g2 blanques rei · a1 negres torre | a8 blanques torre · a7 blanques peó · b7 black cross · c7 black cross · f7 negres rei · g7 black circle · h7 black circle · b6 black cross · c6 black cross · g2 blanques rei · a1 negres torre | a8 blanques torre · a7 blanques peó · b7 black cross · c7 black cross · f7 negres rei · g7 black circle · h7 black circle · b6 black cross · c6 black cross · g2 blanques rei · a1 negres torre | a8 blanques torre · a7 blanques peó · b7 black cross · c7 black cross · f7 negres rei · g7 black circle · h7 black circle · b6 black cross · c6 black cross · g2 blanques rei · a1 negres torre | 7 |
| 6 | a8 blanques torre · a7 blanques peó · b7 black cross · c7 black cross · f7 negres rei · g7 black circle · h7 black circle · b6 black cross · c6 black cross · g2 blanques rei · a1 negres torre | a8 blanques torre · a7 blanques peó · b7 black cross · c7 black cross · f7 negres rei · g7 black circle · h7 black circle · b6 black cross · c6 black cross · g2 blanques rei · a1 negres torre | a8 blanques torre · a7 blanques peó · b7 black cross · c7 black cross · f7 negres rei · g7 black circle · h7 black circle · b6 black cross · c6 black cross · g2 blanques rei · a1 negres torre | a8 blanques torre · a7 blanques peó · b7 black cross · c7 black cross · f7 negres rei · g7 black circle · h7 black circle · b6 black cross · c6 black cross · g2 blanques rei · a1 negres torre | a8 blanques torre · a7 blanques peó · b7 black cross · c7 black cross · f7 negres rei · g7 black circle · h7 black circle · b6 black cross · c6 black cross · g2 blanques rei · a1 negres torre | a8 blanques torre · a7 blanques peó · b7 black cross · c7 black cross · f7 negres rei · g7 black circle · h7 black circle · b6 black cross · c6 black cross · g2 blanques rei · a1 negres torre | a8 blanques torre · a7 blanques peó · b7 black cross · c7 black cross · f7 negres rei · g7 black circle · h7 black circle · b6 black cross · c6 black cross · g2 blanques rei · a1 negres torre | a8 blanques torre · a7 blanques peó · b7 black cross · c7 black cross · f7 negres rei · g7 black circle · h7 black circle · b6 black cross · c6 black cross · g2 blanques rei · a1 negres torre | 6 |
| 5 | a8 blanques torre · a7 blanques peó · b7 black cross · c7 black cross · f7 negres rei · g7 black circle · h7 black circle · b6 black cross · c6 black cross · g2 blanques rei · a1 negres torre | a8 blanques torre · a7 blanques peó · b7 black cross · c7 black cross · f7 negres rei · g7 black circle · h7 black circle · b6 black cross · c6 black cross · g2 blanques rei · a1 negres torre | a8 blanques torre · a7 blanques peó · b7 black cross · c7 black cross · f7 negres rei · g7 black circle · h7 black circle · b6 black cross · c6 black cross · g2 blanques rei · a1 negres torre | a8 blanques torre · a7 blanques peó · b7 black cross · c7 black cross · f7 negres rei · g7 black circle · h7 black circle · b6 black cross · c6 black cross · g2 blanques rei · a1 negres torre | a8 blanques torre · a7 blanques peó · b7 black cross · c7 black cross · f7 negres rei · g7 black circle · h7 black circle · b6 black cross · c6 black cross · g2 blanques rei · a1 negres torre | a8 blanques torre · a7 blanques peó · b7 black cross · c7 black cross · f7 negres rei · g7 black circle · h7 black circle · b6 black cross · c6 black cross · g2 blanques rei · a1 negres torre | a8 blanques torre · a7 blanques peó · b7 black cross · c7 black cross · f7 negres rei · g7 black circle · h7 black circle · b6 black cross · c6 black cross · g2 blanques rei · a1 negres torre | a8 blanques torre · a7 blanques peó · b7 black cross · c7 black cross · f7 negres rei · g7 black circle · h7 black circle · b6 black cross · c6 black cross · g2 blanques rei · a1 negres torre | 5 |
| 4 | a8 blanques torre · a7 blanques peó · b7 black cross · c7 black cross · f7 negres rei · g7 black circle · h7 black circle · b6 black cross · c6 black cross · g2 blanques rei · a1 negres torre | a8 blanques torre · a7 blanques peó · b7 black cross · c7 black cross · f7 negres rei · g7 black circle · h7 black circle · b6 black cross · c6 black cross · g2 blanques rei · a1 negres torre | a8 blanques torre · a7 blanques peó · b7 black cross · c7 black cross · f7 negres rei · g7 black circle · h7 black circle · b6 black cross · c6 black cross · g2 blanques rei · a1 negres torre | a8 blanques torre · a7 blanques peó · b7 black cross · c7 black cross · f7 negres rei · g7 black circle · h7 black circle · b6 black cross · c6 black cross · g2 blanques rei · a1 negres torre | a8 blanques torre · a7 blanques peó · b7 black cross · c7 black cross · f7 negres rei · g7 black circle · h7 black circle · b6 black cross · c6 black cross · g2 blanques rei · a1 negres torre | a8 blanques torre · a7 blanques peó · b7 black cross · c7 black cross · f7 negres rei · g7 black circle · h7 black circle · b6 black cross · c6 black cross · g2 blanques rei · a1 negres torre | a8 blanques torre · a7 blanques peó · b7 black cross · c7 black cross · f7 negres rei · g7 black circle · h7 black circle · b6 black cross · c6 black cross · g2 blanques rei · a1 negres torre | a8 blanques torre · a7 blanques peó · b7 black cross · c7 black cross · f7 negres rei · g7 black circle · h7 black circle · b6 black cross · c6 black cross · g2 blanques rei · a1 negres torre | 4 |
| 3 | a8 blanques torre · a7 blanques peó · b7 black cross · c7 black cross · f7 negres rei · g7 black circle · h7 black circle · b6 black cross · c6 black cross · g2 blanques rei · a1 negres torre | a8 blanques torre · a7 blanques peó · b7 black cross · c7 black cross · f7 negres rei · g7 black circle · h7 black circle · b6 black cross · c6 black cross · g2 blanques rei · a1 negres torre | a8 blanques torre · a7 blanques peó · b7 black cross · c7 black cross · f7 negres rei · g7 black circle · h7 black circle · b6 black cross · c6 black cross · g2 blanques rei · a1 negres torre | a8 blanques torre · a7 blanques peó · b7 black cross · c7 black cross · f7 negres rei · g7 black circle · h7 black circle · b6 black cross · c6 black cross · g2 blanques rei · a1 negres torre | a8 blanques torre · a7 blanques peó · b7 black cross · c7 black cross · f7 negres rei · g7 black circle · h7 black circle · b6 black cross · c6 black cross · g2 blanques rei · a1 negres torre | a8 blanques torre · a7 blanques peó · b7 black cross · c7 black cross · f7 negres rei · g7 black circle · h7 black circle · b6 black cross · c6 black cross · g2 blanques rei · a1 negres torre | a8 blanques torre · a7 blanques peó · b7 black cross · c7 black cross · f7 negres rei · g7 black circle · h7 black circle · b6 black cross · c6 black cross · g2 blanques rei · a1 negres torre | a8 blanques torre · a7 blanques peó · b7 black cross · c7 black cross · f7 negres rei · g7 black circle · h7 black circle · b6 black cross · c6 black cross · g2 blanques rei · a1 negres torre | 3 |
| 2 | a8 blanques torre · a7 blanques peó · b7 black cross · c7 black cross · f7 negres rei · g7 black circle · h7 black circle · b6 black cross · c6 black cross · g2 blanques rei · a1 negres torre | a8 blanques torre · a7 blanques peó · b7 black cross · c7 black cross · f7 negres rei · g7 black circle · h7 black circle · b6 black cross · c6 black cross · g2 blanques rei · a1 negres torre | a8 blanques torre · a7 blanques peó · b7 black cross · c7 black cross · f7 negres rei · g7 black circle · h7 black circle · b6 black cross · c6 black cross · g2 blanques rei · a1 negres torre | a8 blanques torre · a7 blanques peó · b7 black cross · c7 black cross · f7 negres rei · g7 black circle · h7 black circle · b6 black cross · c6 black cross · g2 blanques rei · a1 negres torre | a8 blanques torre · a7 blanques peó · b7 black cross · c7 black cross · f7 negres rei · g7 black circle · h7 black circle · b6 black cross · c6 black cross · g2 blanques rei · a1 negres torre | a8 blanques torre · a7 blanques peó · b7 black cross · c7 black cross · f7 negres rei · g7 black circle · h7 black circle · b6 black cross · c6 black cross · g2 blanques rei · a1 negres torre | a8 blanques torre · a7 blanques peó · b7 black cross · c7 black cross · f7 negres rei · g7 black circle · h7 black circle · b6 black cross · c6 black cross · g2 blanques rei · a1 negres torre | a8 blanques torre · a7 blanques peó · b7 black cross · c7 black cross · f7 negres rei · g7 black circle · h7 black circle · b6 black cross · c6 black cross · g2 blanques rei · a1 negres torre | 2 |
| 1 | a8 blanques torre · a7 blanques peó · b7 black cross · c7 black cross · f7 negres rei · g7 black circle · h7 black circle · b6 black cross · c6 black cross · g2 blanques rei · a1 negres torre | a8 blanques torre · a7 blanques peó · b7 black cross · c7 black cross · f7 negres rei · g7 black circle · h7 black circle · b6 black cross · c6 black cross · g2 blanques rei · a1 negres torre | a8 blanques torre · a7 blanques peó · b7 black cross · c7 black cross · f7 negres rei · g7 black circle · h7 black circle · b6 black cross · c6 black cross · g2 blanques rei · a1 negres torre | a8 blanques torre · a7 blanques peó · b7 black cross · c7 black cross · f7 negres rei · g7 black circle · h7 black circle · b6 black cross · c6 black cross · g2 blanques rei · a1 negres torre | a8 blanques torre · a7 blanques peó · b7 black cross · c7 black cross · f7 negres rei · g7 black circle · h7 black circle · b6 black cross · c6 black cross · g2 blanques rei · a1 negres torre | a8 blanques torre · a7 blanques peó · b7 black cross · c7 black cross · f7 negres rei · g7 black circle · h7 black circle · b6 black cross · c6 black cross · g2 blanques rei · a1 negres torre | a8 blanques torre · a7 blanques peó · b7 black cross · c7 black cross · f7 negres rei · g7 black circle · h7 black circle · b6 black cross · c6 black cross · g2 blanques rei · a1 negres torre | a8 blanques torre · a7 blanques peó · b7 black cross · c7 black cross · f7 negres rei · g7 black circle · h7 black circle · b6 black cross · c6 black cross · g2 blanques rei · a1 negres torre | 1 |
|   | a | b | c | d | e | f | g | h |   |

En aquesta posició, el rei de les negres ha d'arribar a una de les caselles marcades amb la finalitat de fer taules. Si s'arriba a una de les caselles marcades amb "x", el rei es pot moure al costat del peó i la torre pot capturar el peó per fer taules. Altrament, el rei ha de romandre en les caselles marcades amb punts: g7 i h7. La raó és que si el rei de les negres es troba en una altra fila, la torre de les blanques pot fer escac i després el peó corona i guanya. Per exemple, si el rei de les negres es troba a f6, amb el torn de les blanques, 1.Tf8+ seguit de 2.a8=Q i guanyant. També, el rei de les negres ha d'estar a g7 o h7 en lloc de d7, e7 o f7. Si en aquesta posició juguessin les blanques, es guanya amb 1.Th8 Txa7 (en cas contrari el peó corona i guanya) 2.Th7+, enfilant la torre (de la Vila   2008:145-46). Si el rei de les negres es trobés a g7 o h7 i el rei de les blanques s'acosta al peó (per protegir mentre que la torre es mou fora de la zona), la torre de les negres farà escac per darrere i el rei no té cobertura dels escacs continus.

#### Posició Vančura
|   | a                                                                                       | b                                                                                       | c                                                                                       | d                                                                                       | e                                                                                       | f                                                                                       | g                                                                                       | h                                                                                       |   |
| 8 | a8 blanques torre · g7 negres rei · a6 blanques peó · f6 negres torre · c4 blanques rei | a8 blanques torre · g7 negres rei · a6 blanques peó · f6 negres torre · c4 blanques rei | a8 blanques torre · g7 negres rei · a6 blanques peó · f6 negres torre · c4 blanques rei | a8 blanques torre · g7 negres rei · a6 blanques peó · f6 negres torre · c4 blanques rei | a8 blanques torre · g7 negres rei · a6 blanques peó · f6 negres torre · c4 blanques rei | a8 blanques torre · g7 negres rei · a6 blanques peó · f6 negres torre · c4 blanques rei | a8 blanques torre · g7 negres rei · a6 blanques peó · f6 negres torre · c4 blanques rei | a8 blanques torre · g7 negres rei · a6 blanques peó · f6 negres torre · c4 blanques rei | 8 |
| 7 | a8 blanques torre · g7 negres rei · a6 blanques peó · f6 negres torre · c4 blanques rei | a8 blanques torre · g7 negres rei · a6 blanques peó · f6 negres torre · c4 blanques rei | a8 blanques torre · g7 negres rei · a6 blanques peó · f6 negres torre · c4 blanques rei | a8 blanques torre · g7 negres rei · a6 blanques peó · f6 negres torre · c4 blanques rei | a8 blanques torre · g7 negres rei · a6 blanques peó · f6 negres torre · c4 blanques rei | a8 blanques torre · g7 negres rei · a6 blanques peó · f6 negres torre · c4 blanques rei | a8 blanques torre · g7 negres rei · a6 blanques peó · f6 negres torre · c4 blanques rei | a8 blanques torre · g7 negres rei · a6 blanques peó · f6 negres torre · c4 blanques rei | 7 |
| 6 | a8 blanques torre · g7 negres rei · a6 blanques peó · f6 negres torre · c4 blanques rei | a8 blanques torre · g7 negres rei · a6 blanques peó · f6 negres torre · c4 blanques rei | a8 blanques torre · g7 negres rei · a6 blanques peó · f6 negres torre · c4 blanques rei | a8 blanques torre · g7 negres rei · a6 blanques peó · f6 negres torre · c4 blanques rei | a8 blanques torre · g7 negres rei · a6 blanques peó · f6 negres torre · c4 blanques rei | a8 blanques torre · g7 negres rei · a6 blanques peó · f6 negres torre · c4 blanques rei | a8 blanques torre · g7 negres rei · a6 blanques peó · f6 negres torre · c4 blanques rei | a8 blanques torre · g7 negres rei · a6 blanques peó · f6 negres torre · c4 blanques rei | 6 |
| 5 | a8 blanques torre · g7 negres rei · a6 blanques peó · f6 negres torre · c4 blanques rei | a8 blanques torre · g7 negres rei · a6 blanques peó · f6 negres torre · c4 blanques rei | a8 blanques torre · g7 negres rei · a6 blanques peó · f6 negres torre · c4 blanques rei | a8 blanques torre · g7 negres rei · a6 blanques peó · f6 negres torre · c4 blanques rei | a8 blanques torre · g7 negres rei · a6 blanques peó · f6 negres torre · c4 blanques rei | a8 blanques torre · g7 negres rei · a6 blanques peó · f6 negres torre · c4 blanques rei | a8 blanques torre · g7 negres rei · a6 blanques peó · f6 negres torre · c4 blanques rei | a8 blanques torre · g7 negres rei · a6 blanques peó · f6 negres torre · c4 blanques rei | 5 |
| 4 | a8 blanques torre · g7 negres rei · a6 blanques peó · f6 negres torre · c4 blanques rei | a8 blanques torre · g7 negres rei · a6 blanques peó · f6 negres torre · c4 blanques rei | a8 blanques torre · g7 negres rei · a6 blanques peó · f6 negres torre · c4 blanques rei | a8 blanques torre · g7 negres rei · a6 blanques peó · f6 negres torre · c4 blanques rei | a8 blanques torre · g7 negres rei · a6 blanques peó · f6 negres torre · c4 blanques rei | a8 blanques torre · g7 negres rei · a6 blanques peó · f6 negres torre · c4 blanques rei | a8 blanques torre · g7 negres rei · a6 blanques peó · f6 negres torre · c4 blanques rei | a8 blanques torre · g7 negres rei · a6 blanques peó · f6 negres torre · c4 blanques rei | 4 |
| 3 | a8 blanques torre · g7 negres rei · a6 blanques peó · f6 negres torre · c4 blanques rei | a8 blanques torre · g7 negres rei · a6 blanques peó · f6 negres torre · c4 blanques rei | a8 blanques torre · g7 negres rei · a6 blanques peó · f6 negres torre · c4 blanques rei | a8 blanques torre · g7 negres rei · a6 blanques peó · f6 negres torre · c4 blanques rei | a8 blanques torre · g7 negres rei · a6 blanques peó · f6 negres torre · c4 blanques rei | a8 blanques torre · g7 negres rei · a6 blanques peó · f6 negres torre · c4 blanques rei | a8 blanques torre · g7 negres rei · a6 blanques peó · f6 negres torre · c4 blanques rei | a8 blanques torre · g7 negres rei · a6 blanques peó · f6 negres torre · c4 blanques rei | 3 |
| 2 | a8 blanques torre · g7 negres rei · a6 blanques peó · f6 negres torre · c4 blanques rei | a8 blanques torre · g7 negres rei · a6 blanques peó · f6 negres torre · c4 blanques rei | a8 blanques torre · g7 negres rei · a6 blanques peó · f6 negres torre · c4 blanques rei | a8 blanques torre · g7 negres rei · a6 blanques peó · f6 negres torre · c4 blanques rei | a8 blanques torre · g7 negres rei · a6 blanques peó · f6 negres torre · c4 blanques rei | a8 blanques torre · g7 negres rei · a6 blanques peó · f6 negres torre · c4 blanques rei | a8 blanques torre · g7 negres rei · a6 blanques peó · f6 negres torre · c4 blanques rei | a8 blanques torre · g7 negres rei · a6 blanques peó · f6 negres torre · c4 blanques rei | 2 |
| 1 | a8 blanques torre · g7 negres rei · a6 blanques peó · f6 negres torre · c4 blanques rei | a8 blanques torre · g7 negres rei · a6 blanques peó · f6 negres torre · c4 blanques rei | a8 blanques torre · g7 negres rei · a6 blanques peó · f6 negres torre · c4 blanques rei | a8 blanques torre · g7 negres rei · a6 blanques peó · f6 negres torre · c4 blanques rei | a8 blanques torre · g7 negres rei · a6 blanques peó · f6 negres torre · c4 blanques rei | a8 blanques torre · g7 negres rei · a6 blanques peó · f6 negres torre · c4 blanques rei | a8 blanques torre · g7 negres rei · a6 blanques peó · f6 negres torre · c4 blanques rei | a8 blanques torre · g7 negres rei · a6 blanques peó · f6 negres torre · c4 blanques rei | 1 |
|   | a                                                                                       | b                                                                                       | c                                                                                       | d                                                                                       | e                                                                                       | f                                                                                       | g                                                                                       | h                                                                                       |   |

La posició Vančura (vegeu el diagrama) és una posició de taules amb una torre i un peó de torre contra una torre, on el peó no es troba més enllà de la sisena fila, i la torre que disposa del peó de més està davant del peó (Dvoretsky 2006:155). Va ser estudiat per Josef Vančura (1898–1921), publicat el 1924. La torre de les negres segueix atacant el peó des del costat a una certa distància, alhora que evita el rei de les blanques d'amagar-se dels escacs (Emms 2008:28). El rei de les negres ha d'estar al costat oposat de la seva torre com el peó per tal de no bloquejar els atacs. La torre de les negres es mou darrere del peó tan ràpid com sigui possible quan el peó avança a la setena fila. També, el rei de les negres ha d'estar a prop de la cantonada del costat opsat del tauler si el peó avança a la setena fila atès que així la torre de les blanques no podrà fer escac al rei de les negres i posteriorment poder avançar el peó, o sacrificar el seu peó per enfilar el rei de les negres i la torre a la setena fila, tal com a l'apartat anterior.
1. Rb5 (Protegint el peó per tal d'alliberar la torre. Si 1. a7 Ta6! 2. Rb5 Ta1 3. Rb6 Tb1+ 4. Rc7 Tc1+ 5. Rd7 Ta1, i les blanques no poden guanyar. Notar que si el rei de les negres es posa a g6 es seguiria amb 2. Tg8+ amb 3. a8=D, i si se'n va a f7 les blanques guanyarien amb 2. Th8! Txa7 3. Th7+)
1... Tf5+!
2. Rc6 Tf6+! (una casella important per a la torre. Les negres pot fer ara escac des de la columna f i té com a objectiu mantenir un atac de costat sobre el peó)
3. Rd5 Tf5+
4. Re6 Tf6+
5. Re5 Tb6 (mantenint el contacte de costat amb el peó)
6. Rd5 Tf6
7. Rd4 Tb6 (però no 7... Tf4+? 8. Re5! i les blanques guanyen)
8. Rc5 Tf6 
9. Ta7+ (o 9. a7 Ta6! i taules)
9... Rg6
10. Ta8 Rg7 i les blanques no poden guanyar. El rei de les blanques no pot avançar pels escacs i el peó no pot avançar perquè la torre de les negres pren el peó des del darrere (Seirawan 2003:88–89).
|   | a | b | c | d | e | f | g | h |   |
| 8 | a8 blanques torre · g7 negres rei · a6 blanques peó · e6 white circle · f5 white circle · g5 white circle · h5 white circle · f4 white circle · g4 white circle · h4 white circle · e3 white circle · f3 white circle · g3 white circle · h3 white circle · d2 white circle · e2 white circle · f2 white circle · g2 white circle · h2 white circle · a1 negres torre | a8 blanques torre · g7 negres rei · a6 blanques peó · e6 white circle · f5 white circle · g5 white circle · h5 white circle · f4 white circle · g4 white circle · h4 white circle · e3 white circle · f3 white circle · g3 white circle · h3 white circle · d2 white circle · e2 white circle · f2 white circle · g2 white circle · h2 white circle · a1 negres torre | a8 blanques torre · g7 negres rei · a6 blanques peó · e6 white circle · f5 white circle · g5 white circle · h5 white circle · f4 white circle · g4 white circle · h4 white circle · e3 white circle · f3 white circle · g3 white circle · h3 white circle · d2 white circle · e2 white circle · f2 white circle · g2 white circle · h2 white circle · a1 negres torre | a8 blanques torre · g7 negres rei · a6 blanques peó · e6 white circle · f5 white circle · g5 white circle · h5 white circle · f4 white circle · g4 white circle · h4 white circle · e3 white circle · f3 white circle · g3 white circle · h3 white circle · d2 white circle · e2 white circle · f2 white circle · g2 white circle · h2 white circle · a1 negres torre | a8 blanques torre · g7 negres rei · a6 blanques peó · e6 white circle · f5 white circle · g5 white circle · h5 white circle · f4 white circle · g4 white circle · h4 white circle · e3 white circle · f3 white circle · g3 white circle · h3 white circle · d2 white circle · e2 white circle · f2 white circle · g2 white circle · h2 white circle · a1 negres torre | a8 blanques torre · g7 negres rei · a6 blanques peó · e6 white circle · f5 white circle · g5 white circle · h5 white circle · f4 white circle · g4 white circle · h4 white circle · e3 white circle · f3 white circle · g3 white circle · h3 white circle · d2 white circle · e2 white circle · f2 white circle · g2 white circle · h2 white circle · a1 negres torre | a8 blanques torre · g7 negres rei · a6 blanques peó · e6 white circle · f5 white circle · g5 white circle · h5 white circle · f4 white circle · g4 white circle · h4 white circle · e3 white circle · f3 white circle · g3 white circle · h3 white circle · d2 white circle · e2 white circle · f2 white circle · g2 white circle · h2 white circle · a1 negres torre | a8 blanques torre · g7 negres rei · a6 blanques peó · e6 white circle · f5 white circle · g5 white circle · h5 white circle · f4 white circle · g4 white circle · h4 white circle · e3 white circle · f3 white circle · g3 white circle · h3 white circle · d2 white circle · e2 white circle · f2 white circle · g2 white circle · h2 white circle · a1 negres torre | 8 |
| 7 | a8 blanques torre · g7 negres rei · a6 blanques peó · e6 white circle · f5 white circle · g5 white circle · h5 white circle · f4 white circle · g4 white circle · h4 white circle · e3 white circle · f3 white circle · g3 white circle · h3 white circle · d2 white circle · e2 white circle · f2 white circle · g2 white circle · h2 white circle · a1 negres torre | a8 blanques torre · g7 negres rei · a6 blanques peó · e6 white circle · f5 white circle · g5 white circle · h5 white circle · f4 white circle · g4 white circle · h4 white circle · e3 white circle · f3 white circle · g3 white circle · h3 white circle · d2 white circle · e2 white circle · f2 white circle · g2 white circle · h2 white circle · a1 negres torre | a8 blanques torre · g7 negres rei · a6 blanques peó · e6 white circle · f5 white circle · g5 white circle · h5 white circle · f4 white circle · g4 white circle · h4 white circle · e3 white circle · f3 white circle · g3 white circle · h3 white circle · d2 white circle · e2 white circle · f2 white circle · g2 white circle · h2 white circle · a1 negres torre | a8 blanques torre · g7 negres rei · a6 blanques peó · e6 white circle · f5 white circle · g5 white circle · h5 white circle · f4 white circle · g4 white circle · h4 white circle · e3 white circle · f3 white circle · g3 white circle · h3 white circle · d2 white circle · e2 white circle · f2 white circle · g2 white circle · h2 white circle · a1 negres torre | a8 blanques torre · g7 negres rei · a6 blanques peó · e6 white circle · f5 white circle · g5 white circle · h5 white circle · f4 white circle · g4 white circle · h4 white circle · e3 white circle · f3 white circle · g3 white circle · h3 white circle · d2 white circle · e2 white circle · f2 white circle · g2 white circle · h2 white circle · a1 negres torre | a8 blanques torre · g7 negres rei · a6 blanques peó · e6 white circle · f5 white circle · g5 white circle · h5 white circle · f4 white circle · g4 white circle · h4 white circle · e3 white circle · f3 white circle · g3 white circle · h3 white circle · d2 white circle · e2 white circle · f2 white circle · g2 white circle · h2 white circle · a1 negres torre | a8 blanques torre · g7 negres rei · a6 blanques peó · e6 white circle · f5 white circle · g5 white circle · h5 white circle · f4 white circle · g4 white circle · h4 white circle · e3 white circle · f3 white circle · g3 white circle · h3 white circle · d2 white circle · e2 white circle · f2 white circle · g2 white circle · h2 white circle · a1 negres torre | a8 blanques torre · g7 negres rei · a6 blanques peó · e6 white circle · f5 white circle · g5 white circle · h5 white circle · f4 white circle · g4 white circle · h4 white circle · e3 white circle · f3 white circle · g3 white circle · h3 white circle · d2 white circle · e2 white circle · f2 white circle · g2 white circle · h2 white circle · a1 negres torre | 7 |
| 6 | a8 blanques torre · g7 negres rei · a6 blanques peó · e6 white circle · f5 white circle · g5 white circle · h5 white circle · f4 white circle · g4 white circle · h4 white circle · e3 white circle · f3 white circle · g3 white circle · h3 white circle · d2 white circle · e2 white circle · f2 white circle · g2 white circle · h2 white circle · a1 negres torre | a8 blanques torre · g7 negres rei · a6 blanques peó · e6 white circle · f5 white circle · g5 white circle · h5 white circle · f4 white circle · g4 white circle · h4 white circle · e3 white circle · f3 white circle · g3 white circle · h3 white circle · d2 white circle · e2 white circle · f2 white circle · g2 white circle · h2 white circle · a1 negres torre | a8 blanques torre · g7 negres rei · a6 blanques peó · e6 white circle · f5 white circle · g5 white circle · h5 white circle · f4 white circle · g4 white circle · h4 white circle · e3 white circle · f3 white circle · g3 white circle · h3 white circle · d2 white circle · e2 white circle · f2 white circle · g2 white circle · h2 white circle · a1 negres torre | a8 blanques torre · g7 negres rei · a6 blanques peó · e6 white circle · f5 white circle · g5 white circle · h5 white circle · f4 white circle · g4 white circle · h4 white circle · e3 white circle · f3 white circle · g3 white circle · h3 white circle · d2 white circle · e2 white circle · f2 white circle · g2 white circle · h2 white circle · a1 negres torre | a8 blanques torre · g7 negres rei · a6 blanques peó · e6 white circle · f5 white circle · g5 white circle · h5 white circle · f4 white circle · g4 white circle · h4 white circle · e3 white circle · f3 white circle · g3 white circle · h3 white circle · d2 white circle · e2 white circle · f2 white circle · g2 white circle · h2 white circle · a1 negres torre | a8 blanques torre · g7 negres rei · a6 blanques peó · e6 white circle · f5 white circle · g5 white circle · h5 white circle · f4 white circle · g4 white circle · h4 white circle · e3 white circle · f3 white circle · g3 white circle · h3 white circle · d2 white circle · e2 white circle · f2 white circle · g2 white circle · h2 white circle · a1 negres torre | a8 blanques torre · g7 negres rei · a6 blanques peó · e6 white circle · f5 white circle · g5 white circle · h5 white circle · f4 white circle · g4 white circle · h4 white circle · e3 white circle · f3 white circle · g3 white circle · h3 white circle · d2 white circle · e2 white circle · f2 white circle · g2 white circle · h2 white circle · a1 negres torre | a8 blanques torre · g7 negres rei · a6 blanques peó · e6 white circle · f5 white circle · g5 white circle · h5 white circle · f4 white circle · g4 white circle · h4 white circle · e3 white circle · f3 white circle · g3 white circle · h3 white circle · d2 white circle · e2 white circle · f2 white circle · g2 white circle · h2 white circle · a1 negres torre | 6 |
| 5 | a8 blanques torre · g7 negres rei · a6 blanques peó · e6 white circle · f5 white circle · g5 white circle · h5 white circle · f4 white circle · g4 white circle · h4 white circle · e3 white circle · f3 white circle · g3 white circle · h3 white circle · d2 white circle · e2 white circle · f2 white circle · g2 white circle · h2 white circle · a1 negres torre | a8 blanques torre · g7 negres rei · a6 blanques peó · e6 white circle · f5 white circle · g5 white circle · h5 white circle · f4 white circle · g4 white circle · h4 white circle · e3 white circle · f3 white circle · g3 white circle · h3 white circle · d2 white circle · e2 white circle · f2 white circle · g2 white circle · h2 white circle · a1 negres torre | a8 blanques torre · g7 negres rei · a6 blanques peó · e6 white circle · f5 white circle · g5 white circle · h5 white circle · f4 white circle · g4 white circle · h4 white circle · e3 white circle · f3 white circle · g3 white circle · h3 white circle · d2 white circle · e2 white circle · f2 white circle · g2 white circle · h2 white circle · a1 negres torre | a8 blanques torre · g7 negres rei · a6 blanques peó · e6 white circle · f5 white circle · g5 white circle · h5 white circle · f4 white circle · g4 white circle · h4 white circle · e3 white circle · f3 white circle · g3 white circle · h3 white circle · d2 white circle · e2 white circle · f2 white circle · g2 white circle · h2 white circle · a1 negres torre | a8 blanques torre · g7 negres rei · a6 blanques peó · e6 white circle · f5 white circle · g5 white circle · h5 white circle · f4 white circle · g4 white circle · h4 white circle · e3 white circle · f3 white circle · g3 white circle · h3 white circle · d2 white circle · e2 white circle · f2 white circle · g2 white circle · h2 white circle · a1 negres torre | a8 blanques torre · g7 negres rei · a6 blanques peó · e6 white circle · f5 white circle · g5 white circle · h5 white circle · f4 white circle · g4 white circle · h4 white circle · e3 white circle · f3 white circle · g3 white circle · h3 white circle · d2 white circle · e2 white circle · f2 white circle · g2 white circle · h2 white circle · a1 negres torre | a8 blanques torre · g7 negres rei · a6 blanques peó · e6 white circle · f5 white circle · g5 white circle · h5 white circle · f4 white circle · g4 white circle · h4 white circle · e3 white circle · f3 white circle · g3 white circle · h3 white circle · d2 white circle · e2 white circle · f2 white circle · g2 white circle · h2 white circle · a1 negres torre | a8 blanques torre · g7 negres rei · a6 blanques peó · e6 white circle · f5 white circle · g5 white circle · h5 white circle · f4 white circle · g4 white circle · h4 white circle · e3 white circle · f3 white circle · g3 white circle · h3 white circle · d2 white circle · e2 white circle · f2 white circle · g2 white circle · h2 white circle · a1 negres torre | 5 |
| 4 | a8 blanques torre · g7 negres rei · a6 blanques peó · e6 white circle · f5 white circle · g5 white circle · h5 white circle · f4 white circle · g4 white circle · h4 white circle · e3 white circle · f3 white circle · g3 white circle · h3 white circle · d2 white circle · e2 white circle · f2 white circle · g2 white circle · h2 white circle · a1 negres torre | a8 blanques torre · g7 negres rei · a6 blanques peó · e6 white circle · f5 white circle · g5 white circle · h5 white circle · f4 white circle · g4 white circle · h4 white circle · e3 white circle · f3 white circle · g3 white circle · h3 white circle · d2 white circle · e2 white circle · f2 white circle · g2 white circle · h2 white circle · a1 negres torre | a8 blanques torre · g7 negres rei · a6 blanques peó · e6 white circle · f5 white circle · g5 white circle · h5 white circle · f4 white circle · g4 white circle · h4 white circle · e3 white circle · f3 white circle · g3 white circle · h3 white circle · d2 white circle · e2 white circle · f2 white circle · g2 white circle · h2 white circle · a1 negres torre | a8 blanques torre · g7 negres rei · a6 blanques peó · e6 white circle · f5 white circle · g5 white circle · h5 white circle · f4 white circle · g4 white circle · h4 white circle · e3 white circle · f3 white circle · g3 white circle · h3 white circle · d2 white circle · e2 white circle · f2 white circle · g2 white circle · h2 white circle · a1 negres torre | a8 blanques torre · g7 negres rei · a6 blanques peó · e6 white circle · f5 white circle · g5 white circle · h5 white circle · f4 white circle · g4 white circle · h4 white circle · e3 white circle · f3 white circle · g3 white circle · h3 white circle · d2 white circle · e2 white circle · f2 white circle · g2 white circle · h2 white circle · a1 negres torre | a8 blanques torre · g7 negres rei · a6 blanques peó · e6 white circle · f5 white circle · g5 white circle · h5 white circle · f4 white circle · g4 white circle · h4 white circle · e3 white circle · f3 white circle · g3 white circle · h3 white circle · d2 white circle · e2 white circle · f2 white circle · g2 white circle · h2 white circle · a1 negres torre | a8 blanques torre · g7 negres rei · a6 blanques peó · e6 white circle · f5 white circle · g5 white circle · h5 white circle · f4 white circle · g4 white circle · h4 white circle · e3 white circle · f3 white circle · g3 white circle · h3 white circle · d2 white circle · e2 white circle · f2 white circle · g2 white circle · h2 white circle · a1 negres torre | a8 blanques torre · g7 negres rei · a6 blanques peó · e6 white circle · f5 white circle · g5 white circle · h5 white circle · f4 white circle · g4 white circle · h4 white circle · e3 white circle · f3 white circle · g3 white circle · h3 white circle · d2 white circle · e2 white circle · f2 white circle · g2 white circle · h2 white circle · a1 negres torre | 4 |
| 3 | a8 blanques torre · g7 negres rei · a6 blanques peó · e6 white circle · f5 white circle · g5 white circle · h5 white circle · f4 white circle · g4 white circle · h4 white circle · e3 white circle · f3 white circle · g3 white circle · h3 white circle · d2 white circle · e2 white circle · f2 white circle · g2 white circle · h2 white circle · a1 negres torre | a8 blanques torre · g7 negres rei · a6 blanques peó · e6 white circle · f5 white circle · g5 white circle · h5 white circle · f4 white circle · g4 white circle · h4 white circle · e3 white circle · f3 white circle · g3 white circle · h3 white circle · d2 white circle · e2 white circle · f2 white circle · g2 white circle · h2 white circle · a1 negres torre | a8 blanques torre · g7 negres rei · a6 blanques peó · e6 white circle · f5 white circle · g5 white circle · h5 white circle · f4 white circle · g4 white circle · h4 white circle · e3 white circle · f3 white circle · g3 white circle · h3 white circle · d2 white circle · e2 white circle · f2 white circle · g2 white circle · h2 white circle · a1 negres torre | a8 blanques torre · g7 negres rei · a6 blanques peó · e6 white circle · f5 white circle · g5 white circle · h5 white circle · f4 white circle · g4 white circle · h4 white circle · e3 white circle · f3 white circle · g3 white circle · h3 white circle · d2 white circle · e2 white circle · f2 white circle · g2 white circle · h2 white circle · a1 negres torre | a8 blanques torre · g7 negres rei · a6 blanques peó · e6 white circle · f5 white circle · g5 white circle · h5 white circle · f4 white circle · g4 white circle · h4 white circle · e3 white circle · f3 white circle · g3 white circle · h3 white circle · d2 white circle · e2 white circle · f2 white circle · g2 white circle · h2 white circle · a1 negres torre | a8 blanques torre · g7 negres rei · a6 blanques peó · e6 white circle · f5 white circle · g5 white circle · h5 white circle · f4 white circle · g4 white circle · h4 white circle · e3 white circle · f3 white circle · g3 white circle · h3 white circle · d2 white circle · e2 white circle · f2 white circle · g2 white circle · h2 white circle · a1 negres torre | a8 blanques torre · g7 negres rei · a6 blanques peó · e6 white circle · f5 white circle · g5 white circle · h5 white circle · f4 white circle · g4 white circle · h4 white circle · e3 white circle · f3 white circle · g3 white circle · h3 white circle · d2 white circle · e2 white circle · f2 white circle · g2 white circle · h2 white circle · a1 negres torre | a8 blanques torre · g7 negres rei · a6 blanques peó · e6 white circle · f5 white circle · g5 white circle · h5 white circle · f4 white circle · g4 white circle · h4 white circle · e3 white circle · f3 white circle · g3 white circle · h3 white circle · d2 white circle · e2 white circle · f2 white circle · g2 white circle · h2 white circle · a1 negres torre | 3 |
| 2 | a8 blanques torre · g7 negres rei · a6 blanques peó · e6 white circle · f5 white circle · g5 white circle · h5 white circle · f4 white circle · g4 white circle · h4 white circle · e3 white circle · f3 white circle · g3 white circle · h3 white circle · d2 white circle · e2 white circle · f2 white circle · g2 white circle · h2 white circle · a1 negres torre | a8 blanques torre · g7 negres rei · a6 blanques peó · e6 white circle · f5 white circle · g5 white circle · h5 white circle · f4 white circle · g4 white circle · h4 white circle · e3 white circle · f3 white circle · g3 white circle · h3 white circle · d2 white circle · e2 white circle · f2 white circle · g2 white circle · h2 white circle · a1 negres torre | a8 blanques torre · g7 negres rei · a6 blanques peó · e6 white circle · f5 white circle · g5 white circle · h5 white circle · f4 white circle · g4 white circle · h4 white circle · e3 white circle · f3 white circle · g3 white circle · h3 white circle · d2 white circle · e2 white circle · f2 white circle · g2 white circle · h2 white circle · a1 negres torre | a8 blanques torre · g7 negres rei · a6 blanques peó · e6 white circle · f5 white circle · g5 white circle · h5 white circle · f4 white circle · g4 white circle · h4 white circle · e3 white circle · f3 white circle · g3 white circle · h3 white circle · d2 white circle · e2 white circle · f2 white circle · g2 white circle · h2 white circle · a1 negres torre | a8 blanques torre · g7 negres rei · a6 blanques peó · e6 white circle · f5 white circle · g5 white circle · h5 white circle · f4 white circle · g4 white circle · h4 white circle · e3 white circle · f3 white circle · g3 white circle · h3 white circle · d2 white circle · e2 white circle · f2 white circle · g2 white circle · h2 white circle · a1 negres torre | a8 blanques torre · g7 negres rei · a6 blanques peó · e6 white circle · f5 white circle · g5 white circle · h5 white circle · f4 white circle · g4 white circle · h4 white circle · e3 white circle · f3 white circle · g3 white circle · h3 white circle · d2 white circle · e2 white circle · f2 white circle · g2 white circle · h2 white circle · a1 negres torre | a8 blanques torre · g7 negres rei · a6 blanques peó · e6 white circle · f5 white circle · g5 white circle · h5 white circle · f4 white circle · g4 white circle · h4 white circle · e3 white circle · f3 white circle · g3 white circle · h3 white circle · d2 white circle · e2 white circle · f2 white circle · g2 white circle · h2 white circle · a1 negres torre | a8 blanques torre · g7 negres rei · a6 blanques peó · e6 white circle · f5 white circle · g5 white circle · h5 white circle · f4 white circle · g4 white circle · h4 white circle · e3 white circle · f3 white circle · g3 white circle · h3 white circle · d2 white circle · e2 white circle · f2 white circle · g2 white circle · h2 white circle · a1 negres torre | 2 |
| 1 | a8 blanques torre · g7 negres rei · a6 blanques peó · e6 white circle · f5 white circle · g5 white circle · h5 white circle · f4 white circle · g4 white circle · h4 white circle · e3 white circle · f3 white circle · g3 white circle · h3 white circle · d2 white circle · e2 white circle · f2 white circle · g2 white circle · h2 white circle · a1 negres torre | a8 blanques torre · g7 negres rei · a6 blanques peó · e6 white circle · f5 white circle · g5 white circle · h5 white circle · f4 white circle · g4 white circle · h4 white circle · e3 white circle · f3 white circle · g3 white circle · h3 white circle · d2 white circle · e2 white circle · f2 white circle · g2 white circle · h2 white circle · a1 negres torre | a8 blanques torre · g7 negres rei · a6 blanques peó · e6 white circle · f5 white circle · g5 white circle · h5 white circle · f4 white circle · g4 white circle · h4 white circle · e3 white circle · f3 white circle · g3 white circle · h3 white circle · d2 white circle · e2 white circle · f2 white circle · g2 white circle · h2 white circle · a1 negres torre | a8 blanques torre · g7 negres rei · a6 blanques peó · e6 white circle · f5 white circle · g5 white circle · h5 white circle · f4 white circle · g4 white circle · h4 white circle · e3 white circle · f3 white circle · g3 white circle · h3 white circle · d2 white circle · e2 white circle · f2 white circle · g2 white circle · h2 white circle · a1 negres torre | a8 blanques torre · g7 negres rei · a6 blanques peó · e6 white circle · f5 white circle · g5 white circle · h5 white circle · f4 white circle · g4 white circle · h4 white circle · e3 white circle · f3 white circle · g3 white circle · h3 white circle · d2 white circle · e2 white circle · f2 white circle · g2 white circle · h2 white circle · a1 negres torre | a8 blanques torre · g7 negres rei · a6 blanques peó · e6 white circle · f5 white circle · g5 white circle · h5 white circle · f4 white circle · g4 white circle · h4 white circle · e3 white circle · f3 white circle · g3 white circle · h3 white circle · d2 white circle · e2 white circle · f2 white circle · g2 white circle · h2 white circle · a1 negres torre | a8 blanques torre · g7 negres rei · a6 blanques peó · e6 white circle · f5 white circle · g5 white circle · h5 white circle · f4 white circle · g4 white circle · h4 white circle · e3 white circle · f3 white circle · g3 white circle · h3 white circle · d2 white circle · e2 white circle · f2 white circle · g2 white circle · h2 white circle · a1 negres torre | a8 blanques torre · g7 negres rei · a6 blanques peó · e6 white circle · f5 white circle · g5 white circle · h5 white circle · f4 white circle · g4 white circle · h4 white circle · e3 white circle · f3 white circle · g3 white circle · h3 white circle · d2 white circle · e2 white circle · f2 white circle · g2 white circle · h2 white circle · a1 negres torre | 1 |
|   | a | b | c | d | e | f | g | h |   |

A la revista Xakmati v SSSR el 1950, Piotr Romanovski va publicar una zona de taules, com es veu en el diagrama. Si les negres mouen i el rei de les blanques està en una de les caselles marcades, fan taules quan aconsegueixen la posició Vancura. En cas contrari les blanques guanyen (Müller & Lamprecht 2001:189), (Nunn 1999:28ff).

## Finals de torre més comuns
|   | a                                                                     | b                                                                     | c                                                                     | d                                                                     | e                                                                     | f                                                                     | g                                                                     | h                                                                     |   |
| 8 | a8 blanques torre · a7 blanques peó · g7 negres rei · a1 negres torre | a8 blanques torre · a7 blanques peó · g7 negres rei · a1 negres torre | a8 blanques torre · a7 blanques peó · g7 negres rei · a1 negres torre | a8 blanques torre · a7 blanques peó · g7 negres rei · a1 negres torre | a8 blanques torre · a7 blanques peó · g7 negres rei · a1 negres torre | a8 blanques torre · a7 blanques peó · g7 negres rei · a1 negres torre | a8 blanques torre · a7 blanques peó · g7 negres rei · a1 negres torre | a8 blanques torre · a7 blanques peó · g7 negres rei · a1 negres torre | 8 |
| 7 | a8 blanques torre · a7 blanques peó · g7 negres rei · a1 negres torre | a8 blanques torre · a7 blanques peó · g7 negres rei · a1 negres torre | a8 blanques torre · a7 blanques peó · g7 negres rei · a1 negres torre | a8 blanques torre · a7 blanques peó · g7 negres rei · a1 negres torre | a8 blanques torre · a7 blanques peó · g7 negres rei · a1 negres torre | a8 blanques torre · a7 blanques peó · g7 negres rei · a1 negres torre | a8 blanques torre · a7 blanques peó · g7 negres rei · a1 negres torre | a8 blanques torre · a7 blanques peó · g7 negres rei · a1 negres torre | 7 |
| 6 | a8 blanques torre · a7 blanques peó · g7 negres rei · a1 negres torre | a8 blanques torre · a7 blanques peó · g7 negres rei · a1 negres torre | a8 blanques torre · a7 blanques peó · g7 negres rei · a1 negres torre | a8 blanques torre · a7 blanques peó · g7 negres rei · a1 negres torre | a8 blanques torre · a7 blanques peó · g7 negres rei · a1 negres torre | a8 blanques torre · a7 blanques peó · g7 negres rei · a1 negres torre | a8 blanques torre · a7 blanques peó · g7 negres rei · a1 negres torre | a8 blanques torre · a7 blanques peó · g7 negres rei · a1 negres torre | 6 |
| 5 | a8 blanques torre · a7 blanques peó · g7 negres rei · a1 negres torre | a8 blanques torre · a7 blanques peó · g7 negres rei · a1 negres torre | a8 blanques torre · a7 blanques peó · g7 negres rei · a1 negres torre | a8 blanques torre · a7 blanques peó · g7 negres rei · a1 negres torre | a8 blanques torre · a7 blanques peó · g7 negres rei · a1 negres torre | a8 blanques torre · a7 blanques peó · g7 negres rei · a1 negres torre | a8 blanques torre · a7 blanques peó · g7 negres rei · a1 negres torre | a8 blanques torre · a7 blanques peó · g7 negres rei · a1 negres torre | 5 |
| 4 | a8 blanques torre · a7 blanques peó · g7 negres rei · a1 negres torre | a8 blanques torre · a7 blanques peó · g7 negres rei · a1 negres torre | a8 blanques torre · a7 blanques peó · g7 negres rei · a1 negres torre | a8 blanques torre · a7 blanques peó · g7 negres rei · a1 negres torre | a8 blanques torre · a7 blanques peó · g7 negres rei · a1 negres torre | a8 blanques torre · a7 blanques peó · g7 negres rei · a1 negres torre | a8 blanques torre · a7 blanques peó · g7 negres rei · a1 negres torre | a8 blanques torre · a7 blanques peó · g7 negres rei · a1 negres torre | 4 |
| 3 | a8 blanques torre · a7 blanques peó · g7 negres rei · a1 negres torre | a8 blanques torre · a7 blanques peó · g7 negres rei · a1 negres torre | a8 blanques torre · a7 blanques peó · g7 negres rei · a1 negres torre | a8 blanques torre · a7 blanques peó · g7 negres rei · a1 negres torre | a8 blanques torre · a7 blanques peó · g7 negres rei · a1 negres torre | a8 blanques torre · a7 blanques peó · g7 negres rei · a1 negres torre | a8 blanques torre · a7 blanques peó · g7 negres rei · a1 negres torre | a8 blanques torre · a7 blanques peó · g7 negres rei · a1 negres torre | 3 |
| 2 | a8 blanques torre · a7 blanques peó · g7 negres rei · a1 negres torre | a8 blanques torre · a7 blanques peó · g7 negres rei · a1 negres torre | a8 blanques torre · a7 blanques peó · g7 negres rei · a1 negres torre | a8 blanques torre · a7 blanques peó · g7 negres rei · a1 negres torre | a8 blanques torre · a7 blanques peó · g7 negres rei · a1 negres torre | a8 blanques torre · a7 blanques peó · g7 negres rei · a1 negres torre | a8 blanques torre · a7 blanques peó · g7 negres rei · a1 negres torre | a8 blanques torre · a7 blanques peó · g7 negres rei · a1 negres torre | 2 |
| 1 | a8 blanques torre · a7 blanques peó · g7 negres rei · a1 negres torre | a8 blanques torre · a7 blanques peó · g7 negres rei · a1 negres torre | a8 blanques torre · a7 blanques peó · g7 negres rei · a1 negres torre | a8 blanques torre · a7 blanques peó · g7 negres rei · a1 negres torre | a8 blanques torre · a7 blanques peó · g7 negres rei · a1 negres torre | a8 blanques torre · a7 blanques peó · g7 negres rei · a1 negres torre | a8 blanques torre · a7 blanques peó · g7 negres rei · a1 negres torre | a8 blanques torre · a7 blanques peó · g7 negres rei · a1 negres torre | 1 |
|   | a                                                                     | b                                                                     | c                                                                     | d                                                                     | e                                                                     | f                                                                     | g                                                                     | h                                                                     |   |

|   | a                                                                     | b                                                                     | c                                                                     | d                                                                     | e                                                                     | f                                                                     | g                                                                     | h                                                                     |   |
| 8 | g8 negres rei · a7 blanques torre · a6 blanques peó · f6 negres torre | g8 negres rei · a7 blanques torre · a6 blanques peó · f6 negres torre | g8 negres rei · a7 blanques torre · a6 blanques peó · f6 negres torre | g8 negres rei · a7 blanques torre · a6 blanques peó · f6 negres torre | g8 negres rei · a7 blanques torre · a6 blanques peó · f6 negres torre | g8 negres rei · a7 blanques torre · a6 blanques peó · f6 negres torre | g8 negres rei · a7 blanques torre · a6 blanques peó · f6 negres torre | g8 negres rei · a7 blanques torre · a6 blanques peó · f6 negres torre | 8 |
| 7 | g8 negres rei · a7 blanques torre · a6 blanques peó · f6 negres torre | g8 negres rei · a7 blanques torre · a6 blanques peó · f6 negres torre | g8 negres rei · a7 blanques torre · a6 blanques peó · f6 negres torre | g8 negres rei · a7 blanques torre · a6 blanques peó · f6 negres torre | g8 negres rei · a7 blanques torre · a6 blanques peó · f6 negres torre | g8 negres rei · a7 blanques torre · a6 blanques peó · f6 negres torre | g8 negres rei · a7 blanques torre · a6 blanques peó · f6 negres torre | g8 negres rei · a7 blanques torre · a6 blanques peó · f6 negres torre | 7 |
| 6 | g8 negres rei · a7 blanques torre · a6 blanques peó · f6 negres torre | g8 negres rei · a7 blanques torre · a6 blanques peó · f6 negres torre | g8 negres rei · a7 blanques torre · a6 blanques peó · f6 negres torre | g8 negres rei · a7 blanques torre · a6 blanques peó · f6 negres torre | g8 negres rei · a7 blanques torre · a6 blanques peó · f6 negres torre | g8 negres rei · a7 blanques torre · a6 blanques peó · f6 negres torre | g8 negres rei · a7 blanques torre · a6 blanques peó · f6 negres torre | g8 negres rei · a7 blanques torre · a6 blanques peó · f6 negres torre | 6 |
| 5 | g8 negres rei · a7 blanques torre · a6 blanques peó · f6 negres torre | g8 negres rei · a7 blanques torre · a6 blanques peó · f6 negres torre | g8 negres rei · a7 blanques torre · a6 blanques peó · f6 negres torre | g8 negres rei · a7 blanques torre · a6 blanques peó · f6 negres torre | g8 negres rei · a7 blanques torre · a6 blanques peó · f6 negres torre | g8 negres rei · a7 blanques torre · a6 blanques peó · f6 negres torre | g8 negres rei · a7 blanques torre · a6 blanques peó · f6 negres torre | g8 negres rei · a7 blanques torre · a6 blanques peó · f6 negres torre | 5 |
| 4 | g8 negres rei · a7 blanques torre · a6 blanques peó · f6 negres torre | g8 negres rei · a7 blanques torre · a6 blanques peó · f6 negres torre | g8 negres rei · a7 blanques torre · a6 blanques peó · f6 negres torre | g8 negres rei · a7 blanques torre · a6 blanques peó · f6 negres torre | g8 negres rei · a7 blanques torre · a6 blanques peó · f6 negres torre | g8 negres rei · a7 blanques torre · a6 blanques peó · f6 negres torre | g8 negres rei · a7 blanques torre · a6 blanques peó · f6 negres torre | g8 negres rei · a7 blanques torre · a6 blanques peó · f6 negres torre | 4 |
| 3 | g8 negres rei · a7 blanques torre · a6 blanques peó · f6 negres torre | g8 negres rei · a7 blanques torre · a6 blanques peó · f6 negres torre | g8 negres rei · a7 blanques torre · a6 blanques peó · f6 negres torre | g8 negres rei · a7 blanques torre · a6 blanques peó · f6 negres torre | g8 negres rei · a7 blanques torre · a6 blanques peó · f6 negres torre | g8 negres rei · a7 blanques torre · a6 blanques peó · f6 negres torre | g8 negres rei · a7 blanques torre · a6 blanques peó · f6 negres torre | g8 negres rei · a7 blanques torre · a6 blanques peó · f6 negres torre | 3 |
| 2 | g8 negres rei · a7 blanques torre · a6 blanques peó · f6 negres torre | g8 negres rei · a7 blanques torre · a6 blanques peó · f6 negres torre | g8 negres rei · a7 blanques torre · a6 blanques peó · f6 negres torre | g8 negres rei · a7 blanques torre · a6 blanques peó · f6 negres torre | g8 negres rei · a7 blanques torre · a6 blanques peó · f6 negres torre | g8 negres rei · a7 blanques torre · a6 blanques peó · f6 negres torre | g8 negres rei · a7 blanques torre · a6 blanques peó · f6 negres torre | g8 negres rei · a7 blanques torre · a6 blanques peó · f6 negres torre | 2 |
| 1 | g8 negres rei · a7 blanques torre · a6 blanques peó · f6 negres torre | g8 negres rei · a7 blanques torre · a6 blanques peó · f6 negres torre | g8 negres rei · a7 blanques torre · a6 blanques peó · f6 negres torre | g8 negres rei · a7 blanques torre · a6 blanques peó · f6 negres torre | g8 negres rei · a7 blanques torre · a6 blanques peó · f6 negres torre | g8 negres rei · a7 blanques torre · a6 blanques peó · f6 negres torre | g8 negres rei · a7 blanques torre · a6 blanques peó · f6 negres torre | g8 negres rei · a7 blanques torre · a6 blanques peó · f6 negres torre | 1 |
|   | a                                                                     | b                                                                     | c                                                                     | d                                                                     | e                                                                     | f                                                                     | g                                                                     | h                                                                     |   |

|   | a                                                                                       | b                                                                                       | c                                                                                       | d                                                                                       | e                                                                                       | f                                                                                       | g                                                                                       | h                                                                                       |   |
| 8 | a8 blanques torre · a7 blanques rei · f7 negres rei · a6 blanques peó · b1 negres torre | a8 blanques torre · a7 blanques rei · f7 negres rei · a6 blanques peó · b1 negres torre | a8 blanques torre · a7 blanques rei · f7 negres rei · a6 blanques peó · b1 negres torre | a8 blanques torre · a7 blanques rei · f7 negres rei · a6 blanques peó · b1 negres torre | a8 blanques torre · a7 blanques rei · f7 negres rei · a6 blanques peó · b1 negres torre | a8 blanques torre · a7 blanques rei · f7 negres rei · a6 blanques peó · b1 negres torre | a8 blanques torre · a7 blanques rei · f7 negres rei · a6 blanques peó · b1 negres torre | a8 blanques torre · a7 blanques rei · f7 negres rei · a6 blanques peó · b1 negres torre | 8 |
| 7 | a8 blanques torre · a7 blanques rei · f7 negres rei · a6 blanques peó · b1 negres torre | a8 blanques torre · a7 blanques rei · f7 negres rei · a6 blanques peó · b1 negres torre | a8 blanques torre · a7 blanques rei · f7 negres rei · a6 blanques peó · b1 negres torre | a8 blanques torre · a7 blanques rei · f7 negres rei · a6 blanques peó · b1 negres torre | a8 blanques torre · a7 blanques rei · f7 negres rei · a6 blanques peó · b1 negres torre | a8 blanques torre · a7 blanques rei · f7 negres rei · a6 blanques peó · b1 negres torre | a8 blanques torre · a7 blanques rei · f7 negres rei · a6 blanques peó · b1 negres torre | a8 blanques torre · a7 blanques rei · f7 negres rei · a6 blanques peó · b1 negres torre | 7 |
| 6 | a8 blanques torre · a7 blanques rei · f7 negres rei · a6 blanques peó · b1 negres torre | a8 blanques torre · a7 blanques rei · f7 negres rei · a6 blanques peó · b1 negres torre | a8 blanques torre · a7 blanques rei · f7 negres rei · a6 blanques peó · b1 negres torre | a8 blanques torre · a7 blanques rei · f7 negres rei · a6 blanques peó · b1 negres torre | a8 blanques torre · a7 blanques rei · f7 negres rei · a6 blanques peó · b1 negres torre | a8 blanques torre · a7 blanques rei · f7 negres rei · a6 blanques peó · b1 negres torre | a8 blanques torre · a7 blanques rei · f7 negres rei · a6 blanques peó · b1 negres torre | a8 blanques torre · a7 blanques rei · f7 negres rei · a6 blanques peó · b1 negres torre | 6 |
| 5 | a8 blanques torre · a7 blanques rei · f7 negres rei · a6 blanques peó · b1 negres torre | a8 blanques torre · a7 blanques rei · f7 negres rei · a6 blanques peó · b1 negres torre | a8 blanques torre · a7 blanques rei · f7 negres rei · a6 blanques peó · b1 negres torre | a8 blanques torre · a7 blanques rei · f7 negres rei · a6 blanques peó · b1 negres torre | a8 blanques torre · a7 blanques rei · f7 negres rei · a6 blanques peó · b1 negres torre | a8 blanques torre · a7 blanques rei · f7 negres rei · a6 blanques peó · b1 negres torre | a8 blanques torre · a7 blanques rei · f7 negres rei · a6 blanques peó · b1 negres torre | a8 blanques torre · a7 blanques rei · f7 negres rei · a6 blanques peó · b1 negres torre | 5 |
| 4 | a8 blanques torre · a7 blanques rei · f7 negres rei · a6 blanques peó · b1 negres torre | a8 blanques torre · a7 blanques rei · f7 negres rei · a6 blanques peó · b1 negres torre | a8 blanques torre · a7 blanques rei · f7 negres rei · a6 blanques peó · b1 negres torre | a8 blanques torre · a7 blanques rei · f7 negres rei · a6 blanques peó · b1 negres torre | a8 blanques torre · a7 blanques rei · f7 negres rei · a6 blanques peó · b1 negres torre | a8 blanques torre · a7 blanques rei · f7 negres rei · a6 blanques peó · b1 negres torre | a8 blanques torre · a7 blanques rei · f7 negres rei · a6 blanques peó · b1 negres torre | a8 blanques torre · a7 blanques rei · f7 negres rei · a6 blanques peó · b1 negres torre | 4 |
| 3 | a8 blanques torre · a7 blanques rei · f7 negres rei · a6 blanques peó · b1 negres torre | a8 blanques torre · a7 blanques rei · f7 negres rei · a6 blanques peó · b1 negres torre | a8 blanques torre · a7 blanques rei · f7 negres rei · a6 blanques peó · b1 negres torre | a8 blanques torre · a7 blanques rei · f7 negres rei · a6 blanques peó · b1 negres torre | a8 blanques torre · a7 blanques rei · f7 negres rei · a6 blanques peó · b1 negres torre | a8 blanques torre · a7 blanques rei · f7 negres rei · a6 blanques peó · b1 negres torre | a8 blanques torre · a7 blanques rei · f7 negres rei · a6 blanques peó · b1 negres torre | a8 blanques torre · a7 blanques rei · f7 negres rei · a6 blanques peó · b1 negres torre | 3 |
| 2 | a8 blanques torre · a7 blanques rei · f7 negres rei · a6 blanques peó · b1 negres torre | a8 blanques torre · a7 blanques rei · f7 negres rei · a6 blanques peó · b1 negres torre | a8 blanques torre · a7 blanques rei · f7 negres rei · a6 blanques peó · b1 negres torre | a8 blanques torre · a7 blanques rei · f7 negres rei · a6 blanques peó · b1 negres torre | a8 blanques torre · a7 blanques rei · f7 negres rei · a6 blanques peó · b1 negres torre | a8 blanques torre · a7 blanques rei · f7 negres rei · a6 blanques peó · b1 negres torre | a8 blanques torre · a7 blanques rei · f7 negres rei · a6 blanques peó · b1 negres torre | a8 blanques torre · a7 blanques rei · f7 negres rei · a6 blanques peó · b1 negres torre | 2 |
| 1 | a8 blanques torre · a7 blanques rei · f7 negres rei · a6 blanques peó · b1 negres torre | a8 blanques torre · a7 blanques rei · f7 negres rei · a6 blanques peó · b1 negres torre | a8 blanques torre · a7 blanques rei · f7 negres rei · a6 blanques peó · b1 negres torre | a8 blanques torre · a7 blanques rei · f7 negres rei · a6 blanques peó · b1 negres torre | a8 blanques torre · a7 blanques rei · f7 negres rei · a6 blanques peó · b1 negres torre | a8 blanques torre · a7 blanques rei · f7 negres rei · a6 blanques peó · b1 negres torre | a8 blanques torre · a7 blanques rei · f7 negres rei · a6 blanques peó · b1 negres torre | a8 blanques torre · a7 blanques rei · f7 negres rei · a6 blanques peó · b1 negres torre | 1 |
|   | a                                                                                       | b                                                                                       | c                                                                                       | d                                                                                       | e                                                                                       | f                                                                                       | g                                                                                       | h                                                                                       |   |

Cecil Purdy dona el tipus més comú dels finals de torre com una torre i peó de torre contra torre, amb la torre davant del seu peó. En el tercer diagrama, les blanques guanyen fàcilment. Si és el torne de les negres:
1... Re7
2. Tb8 T-onsevulla
3. Rb7 Tb1+
4. Ra8! T-onsevulla
5. a7
i les blanques guanyen. Es pot obligar el seu rei apartar-lo amb Rb7 o si la torre de les negres impedeixen en anar a la setena fila, després Th8 i Rb8 (Purdy 2003:116–17).

## Exemples de partides entre Grans Mestres
Les posicions comentades són més aviat patrons, però són fonamentals a la pràctica. A continuació tenim uns exemples d'aquests tipus de finals jugades per mestres.

### Larsen vs. Browne, 1982
Aquesta partida entre Bent Larsen i Walter Browne il·lustra un mètode de victòria alternatiu amb un peó de cavall. Una variant hauria resultat al mètode de "construir un pont".
65... Tg7+ 66. Rf4 Tf7+ 67. Rg5 Re5 68. g4 Tf8 69. Rh5 Tf7 70. g5 Rf5 71. Th8 Re6 72. Te8+ Rf5 73. g6 Ta7 74. Tf8+ Re6 75. Tf1 Ta2 76. Rh6 Re7 77. g7 Th2+ 78. Rg6 Tg2+ 79. Rh7 Th2+ 80. Rg8 Ta2 81. Th1, 1–0.
O si 80... Th3, aleshores 81. Te1+ Rd7 82. Te4 Th2 83. Rf7 Tf2+ 84. Rg6 Tg2+ 85. Rf6 Tf2+ 86. Rg5 Tg2+ 87. Tg4 i les blanques guanyaran pel mètode de la construcció del pont (Benko 2007:91–92).

### Pein vs. Ward, 1997
|   | a                                                                                     | b                                                                                     | c                                                                                     | d                                                                                     | e                                                                                     | f                                                                                     | g                                                                                     | h                                                                                     |   |
| 8 | d6 negres rei · a5 blanques torre · c4 negres peó · f4 blanques rei · c2 negres torre | d6 negres rei · a5 blanques torre · c4 negres peó · f4 blanques rei · c2 negres torre | d6 negres rei · a5 blanques torre · c4 negres peó · f4 blanques rei · c2 negres torre | d6 negres rei · a5 blanques torre · c4 negres peó · f4 blanques rei · c2 negres torre | d6 negres rei · a5 blanques torre · c4 negres peó · f4 blanques rei · c2 negres torre | d6 negres rei · a5 blanques torre · c4 negres peó · f4 blanques rei · c2 negres torre | d6 negres rei · a5 blanques torre · c4 negres peó · f4 blanques rei · c2 negres torre | d6 negres rei · a5 blanques torre · c4 negres peó · f4 blanques rei · c2 negres torre | 8 |
| 7 | d6 negres rei · a5 blanques torre · c4 negres peó · f4 blanques rei · c2 negres torre | d6 negres rei · a5 blanques torre · c4 negres peó · f4 blanques rei · c2 negres torre | d6 negres rei · a5 blanques torre · c4 negres peó · f4 blanques rei · c2 negres torre | d6 negres rei · a5 blanques torre · c4 negres peó · f4 blanques rei · c2 negres torre | d6 negres rei · a5 blanques torre · c4 negres peó · f4 blanques rei · c2 negres torre | d6 negres rei · a5 blanques torre · c4 negres peó · f4 blanques rei · c2 negres torre | d6 negres rei · a5 blanques torre · c4 negres peó · f4 blanques rei · c2 negres torre | d6 negres rei · a5 blanques torre · c4 negres peó · f4 blanques rei · c2 negres torre | 7 |
| 6 | d6 negres rei · a5 blanques torre · c4 negres peó · f4 blanques rei · c2 negres torre | d6 negres rei · a5 blanques torre · c4 negres peó · f4 blanques rei · c2 negres torre | d6 negres rei · a5 blanques torre · c4 negres peó · f4 blanques rei · c2 negres torre | d6 negres rei · a5 blanques torre · c4 negres peó · f4 blanques rei · c2 negres torre | d6 negres rei · a5 blanques torre · c4 negres peó · f4 blanques rei · c2 negres torre | d6 negres rei · a5 blanques torre · c4 negres peó · f4 blanques rei · c2 negres torre | d6 negres rei · a5 blanques torre · c4 negres peó · f4 blanques rei · c2 negres torre | d6 negres rei · a5 blanques torre · c4 negres peó · f4 blanques rei · c2 negres torre | 6 |
| 5 | d6 negres rei · a5 blanques torre · c4 negres peó · f4 blanques rei · c2 negres torre | d6 negres rei · a5 blanques torre · c4 negres peó · f4 blanques rei · c2 negres torre | d6 negres rei · a5 blanques torre · c4 negres peó · f4 blanques rei · c2 negres torre | d6 negres rei · a5 blanques torre · c4 negres peó · f4 blanques rei · c2 negres torre | d6 negres rei · a5 blanques torre · c4 negres peó · f4 blanques rei · c2 negres torre | d6 negres rei · a5 blanques torre · c4 negres peó · f4 blanques rei · c2 negres torre | d6 negres rei · a5 blanques torre · c4 negres peó · f4 blanques rei · c2 negres torre | d6 negres rei · a5 blanques torre · c4 negres peó · f4 blanques rei · c2 negres torre | 5 |
| 4 | d6 negres rei · a5 blanques torre · c4 negres peó · f4 blanques rei · c2 negres torre | d6 negres rei · a5 blanques torre · c4 negres peó · f4 blanques rei · c2 negres torre | d6 negres rei · a5 blanques torre · c4 negres peó · f4 blanques rei · c2 negres torre | d6 negres rei · a5 blanques torre · c4 negres peó · f4 blanques rei · c2 negres torre | d6 negres rei · a5 blanques torre · c4 negres peó · f4 blanques rei · c2 negres torre | d6 negres rei · a5 blanques torre · c4 negres peó · f4 blanques rei · c2 negres torre | d6 negres rei · a5 blanques torre · c4 negres peó · f4 blanques rei · c2 negres torre | d6 negres rei · a5 blanques torre · c4 negres peó · f4 blanques rei · c2 negres torre | 4 |
| 3 | d6 negres rei · a5 blanques torre · c4 negres peó · f4 blanques rei · c2 negres torre | d6 negres rei · a5 blanques torre · c4 negres peó · f4 blanques rei · c2 negres torre | d6 negres rei · a5 blanques torre · c4 negres peó · f4 blanques rei · c2 negres torre | d6 negres rei · a5 blanques torre · c4 negres peó · f4 blanques rei · c2 negres torre | d6 negres rei · a5 blanques torre · c4 negres peó · f4 blanques rei · c2 negres torre | d6 negres rei · a5 blanques torre · c4 negres peó · f4 blanques rei · c2 negres torre | d6 negres rei · a5 blanques torre · c4 negres peó · f4 blanques rei · c2 negres torre | d6 negres rei · a5 blanques torre · c4 negres peó · f4 blanques rei · c2 negres torre | 3 |
| 2 | d6 negres rei · a5 blanques torre · c4 negres peó · f4 blanques rei · c2 negres torre | d6 negres rei · a5 blanques torre · c4 negres peó · f4 blanques rei · c2 negres torre | d6 negres rei · a5 blanques torre · c4 negres peó · f4 blanques rei · c2 negres torre | d6 negres rei · a5 blanques torre · c4 negres peó · f4 blanques rei · c2 negres torre | d6 negres rei · a5 blanques torre · c4 negres peó · f4 blanques rei · c2 negres torre | d6 negres rei · a5 blanques torre · c4 negres peó · f4 blanques rei · c2 negres torre | d6 negres rei · a5 blanques torre · c4 negres peó · f4 blanques rei · c2 negres torre | d6 negres rei · a5 blanques torre · c4 negres peó · f4 blanques rei · c2 negres torre | 2 |
| 1 | d6 negres rei · a5 blanques torre · c4 negres peó · f4 blanques rei · c2 negres torre | d6 negres rei · a5 blanques torre · c4 negres peó · f4 blanques rei · c2 negres torre | d6 negres rei · a5 blanques torre · c4 negres peó · f4 blanques rei · c2 negres torre | d6 negres rei · a5 blanques torre · c4 negres peó · f4 blanques rei · c2 negres torre | d6 negres rei · a5 blanques torre · c4 negres peó · f4 blanques rei · c2 negres torre | d6 negres rei · a5 blanques torre · c4 negres peó · f4 blanques rei · c2 negres torre | d6 negres rei · a5 blanques torre · c4 negres peó · f4 blanques rei · c2 negres torre | d6 negres rei · a5 blanques torre · c4 negres peó · f4 blanques rei · c2 negres torre | 1 |
|   | a                                                                                     | b                                                                                     | c                                                                                     | d                                                                                     | e                                                                                     | f                                                                                     | g                                                                                     | h                                                                                     |   |

60... Te2! (bloquejant el rei de les blanques) 61. Rf3 Te7 62. Rf2 Rc6 63. Rf3 Rb6 64. Td5 c3 65. Th5 c2 66. Th1 Tc7 67. Tc1 Rb5 68. Re2 Rb4 69. Rd2 Rb3 70. Th1 Rb2! 0–1 (Ward 2004:87–88).

### Ward vs. Arkell, 1994
|   | a                                                                                       | b                                                                                       | c                                                                                       | d                                                                                       | e                                                                                       | f                                                                                       | g                                                                                       | h                                                                                       |   |
| 8 | g8 negres rei · a7 blanques torre · f6 blanques rei · f5 blanques peó · g4 negres torre | g8 negres rei · a7 blanques torre · f6 blanques rei · f5 blanques peó · g4 negres torre | g8 negres rei · a7 blanques torre · f6 blanques rei · f5 blanques peó · g4 negres torre | g8 negres rei · a7 blanques torre · f6 blanques rei · f5 blanques peó · g4 negres torre | g8 negres rei · a7 blanques torre · f6 blanques rei · f5 blanques peó · g4 negres torre | g8 negres rei · a7 blanques torre · f6 blanques rei · f5 blanques peó · g4 negres torre | g8 negres rei · a7 blanques torre · f6 blanques rei · f5 blanques peó · g4 negres torre | g8 negres rei · a7 blanques torre · f6 blanques rei · f5 blanques peó · g4 negres torre | 8 |
| 7 | g8 negres rei · a7 blanques torre · f6 blanques rei · f5 blanques peó · g4 negres torre | g8 negres rei · a7 blanques torre · f6 blanques rei · f5 blanques peó · g4 negres torre | g8 negres rei · a7 blanques torre · f6 blanques rei · f5 blanques peó · g4 negres torre | g8 negres rei · a7 blanques torre · f6 blanques rei · f5 blanques peó · g4 negres torre | g8 negres rei · a7 blanques torre · f6 blanques rei · f5 blanques peó · g4 negres torre | g8 negres rei · a7 blanques torre · f6 blanques rei · f5 blanques peó · g4 negres torre | g8 negres rei · a7 blanques torre · f6 blanques rei · f5 blanques peó · g4 negres torre | g8 negres rei · a7 blanques torre · f6 blanques rei · f5 blanques peó · g4 negres torre | 7 |
| 6 | g8 negres rei · a7 blanques torre · f6 blanques rei · f5 blanques peó · g4 negres torre | g8 negres rei · a7 blanques torre · f6 blanques rei · f5 blanques peó · g4 negres torre | g8 negres rei · a7 blanques torre · f6 blanques rei · f5 blanques peó · g4 negres torre | g8 negres rei · a7 blanques torre · f6 blanques rei · f5 blanques peó · g4 negres torre | g8 negres rei · a7 blanques torre · f6 blanques rei · f5 blanques peó · g4 negres torre | g8 negres rei · a7 blanques torre · f6 blanques rei · f5 blanques peó · g4 negres torre | g8 negres rei · a7 blanques torre · f6 blanques rei · f5 blanques peó · g4 negres torre | g8 negres rei · a7 blanques torre · f6 blanques rei · f5 blanques peó · g4 negres torre | 6 |
| 5 | g8 negres rei · a7 blanques torre · f6 blanques rei · f5 blanques peó · g4 negres torre | g8 negres rei · a7 blanques torre · f6 blanques rei · f5 blanques peó · g4 negres torre | g8 negres rei · a7 blanques torre · f6 blanques rei · f5 blanques peó · g4 negres torre | g8 negres rei · a7 blanques torre · f6 blanques rei · f5 blanques peó · g4 negres torre | g8 negres rei · a7 blanques torre · f6 blanques rei · f5 blanques peó · g4 negres torre | g8 negres rei · a7 blanques torre · f6 blanques rei · f5 blanques peó · g4 negres torre | g8 negres rei · a7 blanques torre · f6 blanques rei · f5 blanques peó · g4 negres torre | g8 negres rei · a7 blanques torre · f6 blanques rei · f5 blanques peó · g4 negres torre | 5 |
| 4 | g8 negres rei · a7 blanques torre · f6 blanques rei · f5 blanques peó · g4 negres torre | g8 negres rei · a7 blanques torre · f6 blanques rei · f5 blanques peó · g4 negres torre | g8 negres rei · a7 blanques torre · f6 blanques rei · f5 blanques peó · g4 negres torre | g8 negres rei · a7 blanques torre · f6 blanques rei · f5 blanques peó · g4 negres torre | g8 negres rei · a7 blanques torre · f6 blanques rei · f5 blanques peó · g4 negres torre | g8 negres rei · a7 blanques torre · f6 blanques rei · f5 blanques peó · g4 negres torre | g8 negres rei · a7 blanques torre · f6 blanques rei · f5 blanques peó · g4 negres torre | g8 negres rei · a7 blanques torre · f6 blanques rei · f5 blanques peó · g4 negres torre | 4 |
| 3 | g8 negres rei · a7 blanques torre · f6 blanques rei · f5 blanques peó · g4 negres torre | g8 negres rei · a7 blanques torre · f6 blanques rei · f5 blanques peó · g4 negres torre | g8 negres rei · a7 blanques torre · f6 blanques rei · f5 blanques peó · g4 negres torre | g8 negres rei · a7 blanques torre · f6 blanques rei · f5 blanques peó · g4 negres torre | g8 negres rei · a7 blanques torre · f6 blanques rei · f5 blanques peó · g4 negres torre | g8 negres rei · a7 blanques torre · f6 blanques rei · f5 blanques peó · g4 negres torre | g8 negres rei · a7 blanques torre · f6 blanques rei · f5 blanques peó · g4 negres torre | g8 negres rei · a7 blanques torre · f6 blanques rei · f5 blanques peó · g4 negres torre | 3 |
| 2 | g8 negres rei · a7 blanques torre · f6 blanques rei · f5 blanques peó · g4 negres torre | g8 negres rei · a7 blanques torre · f6 blanques rei · f5 blanques peó · g4 negres torre | g8 negres rei · a7 blanques torre · f6 blanques rei · f5 blanques peó · g4 negres torre | g8 negres rei · a7 blanques torre · f6 blanques rei · f5 blanques peó · g4 negres torre | g8 negres rei · a7 blanques torre · f6 blanques rei · f5 blanques peó · g4 negres torre | g8 negres rei · a7 blanques torre · f6 blanques rei · f5 blanques peó · g4 negres torre | g8 negres rei · a7 blanques torre · f6 blanques rei · f5 blanques peó · g4 negres torre | g8 negres rei · a7 blanques torre · f6 blanques rei · f5 blanques peó · g4 negres torre | 2 |
| 1 | g8 negres rei · a7 blanques torre · f6 blanques rei · f5 blanques peó · g4 negres torre | g8 negres rei · a7 blanques torre · f6 blanques rei · f5 blanques peó · g4 negres torre | g8 negres rei · a7 blanques torre · f6 blanques rei · f5 blanques peó · g4 negres torre | g8 negres rei · a7 blanques torre · f6 blanques rei · f5 blanques peó · g4 negres torre | g8 negres rei · a7 blanques torre · f6 blanques rei · f5 blanques peó · g4 negres torre | g8 negres rei · a7 blanques torre · f6 blanques rei · f5 blanques peó · g4 negres torre | g8 negres rei · a7 blanques torre · f6 blanques rei · f5 blanques peó · g4 negres torre | g8 negres rei · a7 blanques torre · f6 blanques rei · f5 blanques peó · g4 negres torre | 1 |
|   | a                                                                                       | b                                                                                       | c                                                                                       | d                                                                                       | e                                                                                       | f                                                                                       | g                                                                                       | h                                                                                       |   |

Les negres no poden aconseguir la posició de Philidor, així i tot fan taules.
45... Tf4!! 46. Ta8+ Rh7 47. Re6 Rg7 48. Ta7+ Rf8 49. Rf6 Rg8 50. Ta8+ Rh7 51. Tf8 Ta4! 52. Tf7+ Rg8 53. Te7 Rf8 54. Te6 Ta7 55. Tb6 Tf7+ 56. Rg5 Ta7 57. f6 Rf7 ½–½ (Ward 2004:88–90).

### Kaspàrov vs. Kràmnik, 2000
|   | a                                                                                       | b                                                                                       | c                                                                                       | d                                                                                       | e                                                                                       | f                                                                                       | g                                                                                       | h                                                                                       |   |
| 8 | e6 negres rei · h4 negres torre · c3 blanques torre · g2 blanques peó · g1 blanques rei | e6 negres rei · h4 negres torre · c3 blanques torre · g2 blanques peó · g1 blanques rei | e6 negres rei · h4 negres torre · c3 blanques torre · g2 blanques peó · g1 blanques rei | e6 negres rei · h4 negres torre · c3 blanques torre · g2 blanques peó · g1 blanques rei | e6 negres rei · h4 negres torre · c3 blanques torre · g2 blanques peó · g1 blanques rei | e6 negres rei · h4 negres torre · c3 blanques torre · g2 blanques peó · g1 blanques rei | e6 negres rei · h4 negres torre · c3 blanques torre · g2 blanques peó · g1 blanques rei | e6 negres rei · h4 negres torre · c3 blanques torre · g2 blanques peó · g1 blanques rei | 8 |
| 7 | e6 negres rei · h4 negres torre · c3 blanques torre · g2 blanques peó · g1 blanques rei | e6 negres rei · h4 negres torre · c3 blanques torre · g2 blanques peó · g1 blanques rei | e6 negres rei · h4 negres torre · c3 blanques torre · g2 blanques peó · g1 blanques rei | e6 negres rei · h4 negres torre · c3 blanques torre · g2 blanques peó · g1 blanques rei | e6 negres rei · h4 negres torre · c3 blanques torre · g2 blanques peó · g1 blanques rei | e6 negres rei · h4 negres torre · c3 blanques torre · g2 blanques peó · g1 blanques rei | e6 negres rei · h4 negres torre · c3 blanques torre · g2 blanques peó · g1 blanques rei | e6 negres rei · h4 negres torre · c3 blanques torre · g2 blanques peó · g1 blanques rei | 7 |
| 6 | e6 negres rei · h4 negres torre · c3 blanques torre · g2 blanques peó · g1 blanques rei | e6 negres rei · h4 negres torre · c3 blanques torre · g2 blanques peó · g1 blanques rei | e6 negres rei · h4 negres torre · c3 blanques torre · g2 blanques peó · g1 blanques rei | e6 negres rei · h4 negres torre · c3 blanques torre · g2 blanques peó · g1 blanques rei | e6 negres rei · h4 negres torre · c3 blanques torre · g2 blanques peó · g1 blanques rei | e6 negres rei · h4 negres torre · c3 blanques torre · g2 blanques peó · g1 blanques rei | e6 negres rei · h4 negres torre · c3 blanques torre · g2 blanques peó · g1 blanques rei | e6 negres rei · h4 negres torre · c3 blanques torre · g2 blanques peó · g1 blanques rei | 6 |
| 5 | e6 negres rei · h4 negres torre · c3 blanques torre · g2 blanques peó · g1 blanques rei | e6 negres rei · h4 negres torre · c3 blanques torre · g2 blanques peó · g1 blanques rei | e6 negres rei · h4 negres torre · c3 blanques torre · g2 blanques peó · g1 blanques rei | e6 negres rei · h4 negres torre · c3 blanques torre · g2 blanques peó · g1 blanques rei | e6 negres rei · h4 negres torre · c3 blanques torre · g2 blanques peó · g1 blanques rei | e6 negres rei · h4 negres torre · c3 blanques torre · g2 blanques peó · g1 blanques rei | e6 negres rei · h4 negres torre · c3 blanques torre · g2 blanques peó · g1 blanques rei | e6 negres rei · h4 negres torre · c3 blanques torre · g2 blanques peó · g1 blanques rei | 5 |
| 4 | e6 negres rei · h4 negres torre · c3 blanques torre · g2 blanques peó · g1 blanques rei | e6 negres rei · h4 negres torre · c3 blanques torre · g2 blanques peó · g1 blanques rei | e6 negres rei · h4 negres torre · c3 blanques torre · g2 blanques peó · g1 blanques rei | e6 negres rei · h4 negres torre · c3 blanques torre · g2 blanques peó · g1 blanques rei | e6 negres rei · h4 negres torre · c3 blanques torre · g2 blanques peó · g1 blanques rei | e6 negres rei · h4 negres torre · c3 blanques torre · g2 blanques peó · g1 blanques rei | e6 negres rei · h4 negres torre · c3 blanques torre · g2 blanques peó · g1 blanques rei | e6 negres rei · h4 negres torre · c3 blanques torre · g2 blanques peó · g1 blanques rei | 4 |
| 3 | e6 negres rei · h4 negres torre · c3 blanques torre · g2 blanques peó · g1 blanques rei | e6 negres rei · h4 negres torre · c3 blanques torre · g2 blanques peó · g1 blanques rei | e6 negres rei · h4 negres torre · c3 blanques torre · g2 blanques peó · g1 blanques rei | e6 negres rei · h4 negres torre · c3 blanques torre · g2 blanques peó · g1 blanques rei | e6 negres rei · h4 negres torre · c3 blanques torre · g2 blanques peó · g1 blanques rei | e6 negres rei · h4 negres torre · c3 blanques torre · g2 blanques peó · g1 blanques rei | e6 negres rei · h4 negres torre · c3 blanques torre · g2 blanques peó · g1 blanques rei | e6 negres rei · h4 negres torre · c3 blanques torre · g2 blanques peó · g1 blanques rei | 3 |
| 2 | e6 negres rei · h4 negres torre · c3 blanques torre · g2 blanques peó · g1 blanques rei | e6 negres rei · h4 negres torre · c3 blanques torre · g2 blanques peó · g1 blanques rei | e6 negres rei · h4 negres torre · c3 blanques torre · g2 blanques peó · g1 blanques rei | e6 negres rei · h4 negres torre · c3 blanques torre · g2 blanques peó · g1 blanques rei | e6 negres rei · h4 negres torre · c3 blanques torre · g2 blanques peó · g1 blanques rei | e6 negres rei · h4 negres torre · c3 blanques torre · g2 blanques peó · g1 blanques rei | e6 negres rei · h4 negres torre · c3 blanques torre · g2 blanques peó · g1 blanques rei | e6 negres rei · h4 negres torre · c3 blanques torre · g2 blanques peó · g1 blanques rei | 2 |
| 1 | e6 negres rei · h4 negres torre · c3 blanques torre · g2 blanques peó · g1 blanques rei | e6 negres rei · h4 negres torre · c3 blanques torre · g2 blanques peó · g1 blanques rei | e6 negres rei · h4 negres torre · c3 blanques torre · g2 blanques peó · g1 blanques rei | e6 negres rei · h4 negres torre · c3 blanques torre · g2 blanques peó · g1 blanques rei | e6 negres rei · h4 negres torre · c3 blanques torre · g2 blanques peó · g1 blanques rei | e6 negres rei · h4 negres torre · c3 blanques torre · g2 blanques peó · g1 blanques rei | e6 negres rei · h4 negres torre · c3 blanques torre · g2 blanques peó · g1 blanques rei | e6 negres rei · h4 negres torre · c3 blanques torre · g2 blanques peó · g1 blanques rei | 1 |
|   | a                                                                                       | b                                                                                       | c                                                                                       | d                                                                                       | e                                                                                       | f                                                                                       | g                                                                                       | h                                                                                       |   |

51. Tf3 Th5 52. Rf2 Tg5 53. Tf8 Re5 ½–½.

### Anand vs. Shirov, 2004
|   | a                                                                                       | b                                                                                       | c                                                                                       | d                                                                                       | e                                                                                       | f                                                                                       | g                                                                                       | h                                                                                       |   |
| 8 | a7 blanques torre · g7 negres rei · a6 blanques peó · h4 negres torre · d3 blanques rei | a7 blanques torre · g7 negres rei · a6 blanques peó · h4 negres torre · d3 blanques rei | a7 blanques torre · g7 negres rei · a6 blanques peó · h4 negres torre · d3 blanques rei | a7 blanques torre · g7 negres rei · a6 blanques peó · h4 negres torre · d3 blanques rei | a7 blanques torre · g7 negres rei · a6 blanques peó · h4 negres torre · d3 blanques rei | a7 blanques torre · g7 negres rei · a6 blanques peó · h4 negres torre · d3 blanques rei | a7 blanques torre · g7 negres rei · a6 blanques peó · h4 negres torre · d3 blanques rei | a7 blanques torre · g7 negres rei · a6 blanques peó · h4 negres torre · d3 blanques rei | 8 |
| 7 | a7 blanques torre · g7 negres rei · a6 blanques peó · h4 negres torre · d3 blanques rei | a7 blanques torre · g7 negres rei · a6 blanques peó · h4 negres torre · d3 blanques rei | a7 blanques torre · g7 negres rei · a6 blanques peó · h4 negres torre · d3 blanques rei | a7 blanques torre · g7 negres rei · a6 blanques peó · h4 negres torre · d3 blanques rei | a7 blanques torre · g7 negres rei · a6 blanques peó · h4 negres torre · d3 blanques rei | a7 blanques torre · g7 negres rei · a6 blanques peó · h4 negres torre · d3 blanques rei | a7 blanques torre · g7 negres rei · a6 blanques peó · h4 negres torre · d3 blanques rei | a7 blanques torre · g7 negres rei · a6 blanques peó · h4 negres torre · d3 blanques rei | 7 |
| 6 | a7 blanques torre · g7 negres rei · a6 blanques peó · h4 negres torre · d3 blanques rei | a7 blanques torre · g7 negres rei · a6 blanques peó · h4 negres torre · d3 blanques rei | a7 blanques torre · g7 negres rei · a6 blanques peó · h4 negres torre · d3 blanques rei | a7 blanques torre · g7 negres rei · a6 blanques peó · h4 negres torre · d3 blanques rei | a7 blanques torre · g7 negres rei · a6 blanques peó · h4 negres torre · d3 blanques rei | a7 blanques torre · g7 negres rei · a6 blanques peó · h4 negres torre · d3 blanques rei | a7 blanques torre · g7 negres rei · a6 blanques peó · h4 negres torre · d3 blanques rei | a7 blanques torre · g7 negres rei · a6 blanques peó · h4 negres torre · d3 blanques rei | 6 |
| 5 | a7 blanques torre · g7 negres rei · a6 blanques peó · h4 negres torre · d3 blanques rei | a7 blanques torre · g7 negres rei · a6 blanques peó · h4 negres torre · d3 blanques rei | a7 blanques torre · g7 negres rei · a6 blanques peó · h4 negres torre · d3 blanques rei | a7 blanques torre · g7 negres rei · a6 blanques peó · h4 negres torre · d3 blanques rei | a7 blanques torre · g7 negres rei · a6 blanques peó · h4 negres torre · d3 blanques rei | a7 blanques torre · g7 negres rei · a6 blanques peó · h4 negres torre · d3 blanques rei | a7 blanques torre · g7 negres rei · a6 blanques peó · h4 negres torre · d3 blanques rei | a7 blanques torre · g7 negres rei · a6 blanques peó · h4 negres torre · d3 blanques rei | 5 |
| 4 | a7 blanques torre · g7 negres rei · a6 blanques peó · h4 negres torre · d3 blanques rei | a7 blanques torre · g7 negres rei · a6 blanques peó · h4 negres torre · d3 blanques rei | a7 blanques torre · g7 negres rei · a6 blanques peó · h4 negres torre · d3 blanques rei | a7 blanques torre · g7 negres rei · a6 blanques peó · h4 negres torre · d3 blanques rei | a7 blanques torre · g7 negres rei · a6 blanques peó · h4 negres torre · d3 blanques rei | a7 blanques torre · g7 negres rei · a6 blanques peó · h4 negres torre · d3 blanques rei | a7 blanques torre · g7 negres rei · a6 blanques peó · h4 negres torre · d3 blanques rei | a7 blanques torre · g7 negres rei · a6 blanques peó · h4 negres torre · d3 blanques rei | 4 |
| 3 | a7 blanques torre · g7 negres rei · a6 blanques peó · h4 negres torre · d3 blanques rei | a7 blanques torre · g7 negres rei · a6 blanques peó · h4 negres torre · d3 blanques rei | a7 blanques torre · g7 negres rei · a6 blanques peó · h4 negres torre · d3 blanques rei | a7 blanques torre · g7 negres rei · a6 blanques peó · h4 negres torre · d3 blanques rei | a7 blanques torre · g7 negres rei · a6 blanques peó · h4 negres torre · d3 blanques rei | a7 blanques torre · g7 negres rei · a6 blanques peó · h4 negres torre · d3 blanques rei | a7 blanques torre · g7 negres rei · a6 blanques peó · h4 negres torre · d3 blanques rei | a7 blanques torre · g7 negres rei · a6 blanques peó · h4 negres torre · d3 blanques rei | 3 |
| 2 | a7 blanques torre · g7 negres rei · a6 blanques peó · h4 negres torre · d3 blanques rei | a7 blanques torre · g7 negres rei · a6 blanques peó · h4 negres torre · d3 blanques rei | a7 blanques torre · g7 negres rei · a6 blanques peó · h4 negres torre · d3 blanques rei | a7 blanques torre · g7 negres rei · a6 blanques peó · h4 negres torre · d3 blanques rei | a7 blanques torre · g7 negres rei · a6 blanques peó · h4 negres torre · d3 blanques rei | a7 blanques torre · g7 negres rei · a6 blanques peó · h4 negres torre · d3 blanques rei | a7 blanques torre · g7 negres rei · a6 blanques peó · h4 negres torre · d3 blanques rei | a7 blanques torre · g7 negres rei · a6 blanques peó · h4 negres torre · d3 blanques rei | 2 |
| 1 | a7 blanques torre · g7 negres rei · a6 blanques peó · h4 negres torre · d3 blanques rei | a7 blanques torre · g7 negres rei · a6 blanques peó · h4 negres torre · d3 blanques rei | a7 blanques torre · g7 negres rei · a6 blanques peó · h4 negres torre · d3 blanques rei | a7 blanques torre · g7 negres rei · a6 blanques peó · h4 negres torre · d3 blanques rei | a7 blanques torre · g7 negres rei · a6 blanques peó · h4 negres torre · d3 blanques rei | a7 blanques torre · g7 negres rei · a6 blanques peó · h4 negres torre · d3 blanques rei | a7 blanques torre · g7 negres rei · a6 blanques peó · h4 negres torre · d3 blanques rei | a7 blanques torre · g7 negres rei · a6 blanques peó · h4 negres torre · d3 blanques rei | 1 |
|   | a                                                                                       | b                                                                                       | c                                                                                       | d                                                                                       | e                                                                                       | f                                                                                       | g                                                                                       | h                                                                                       |   |

53... Rf6 54. Rc3 Te4 55. Th7 Ta4 56. a7 1–0.

### Ward vs. Emms, 1997
|   | a                                                                                     | b                                                                                     | c                                                                                     | d                                                                                     | e                                                                                     | f                                                                                     | g                                                                                     | h                                                                                     |   |
| 8 | g6 negres rei · b5 negres torre · g5 negres peó · g4 blanques rei · c3 blanques torre | g6 negres rei · b5 negres torre · g5 negres peó · g4 blanques rei · c3 blanques torre | g6 negres rei · b5 negres torre · g5 negres peó · g4 blanques rei · c3 blanques torre | g6 negres rei · b5 negres torre · g5 negres peó · g4 blanques rei · c3 blanques torre | g6 negres rei · b5 negres torre · g5 negres peó · g4 blanques rei · c3 blanques torre | g6 negres rei · b5 negres torre · g5 negres peó · g4 blanques rei · c3 blanques torre | g6 negres rei · b5 negres torre · g5 negres peó · g4 blanques rei · c3 blanques torre | g6 negres rei · b5 negres torre · g5 negres peó · g4 blanques rei · c3 blanques torre | 8 |
| 7 | g6 negres rei · b5 negres torre · g5 negres peó · g4 blanques rei · c3 blanques torre | g6 negres rei · b5 negres torre · g5 negres peó · g4 blanques rei · c3 blanques torre | g6 negres rei · b5 negres torre · g5 negres peó · g4 blanques rei · c3 blanques torre | g6 negres rei · b5 negres torre · g5 negres peó · g4 blanques rei · c3 blanques torre | g6 negres rei · b5 negres torre · g5 negres peó · g4 blanques rei · c3 blanques torre | g6 negres rei · b5 negres torre · g5 negres peó · g4 blanques rei · c3 blanques torre | g6 negres rei · b5 negres torre · g5 negres peó · g4 blanques rei · c3 blanques torre | g6 negres rei · b5 negres torre · g5 negres peó · g4 blanques rei · c3 blanques torre | 7 |
| 6 | g6 negres rei · b5 negres torre · g5 negres peó · g4 blanques rei · c3 blanques torre | g6 negres rei · b5 negres torre · g5 negres peó · g4 blanques rei · c3 blanques torre | g6 negres rei · b5 negres torre · g5 negres peó · g4 blanques rei · c3 blanques torre | g6 negres rei · b5 negres torre · g5 negres peó · g4 blanques rei · c3 blanques torre | g6 negres rei · b5 negres torre · g5 negres peó · g4 blanques rei · c3 blanques torre | g6 negres rei · b5 negres torre · g5 negres peó · g4 blanques rei · c3 blanques torre | g6 negres rei · b5 negres torre · g5 negres peó · g4 blanques rei · c3 blanques torre | g6 negres rei · b5 negres torre · g5 negres peó · g4 blanques rei · c3 blanques torre | 6 |
| 5 | g6 negres rei · b5 negres torre · g5 negres peó · g4 blanques rei · c3 blanques torre | g6 negres rei · b5 negres torre · g5 negres peó · g4 blanques rei · c3 blanques torre | g6 negres rei · b5 negres torre · g5 negres peó · g4 blanques rei · c3 blanques torre | g6 negres rei · b5 negres torre · g5 negres peó · g4 blanques rei · c3 blanques torre | g6 negres rei · b5 negres torre · g5 negres peó · g4 blanques rei · c3 blanques torre | g6 negres rei · b5 negres torre · g5 negres peó · g4 blanques rei · c3 blanques torre | g6 negres rei · b5 negres torre · g5 negres peó · g4 blanques rei · c3 blanques torre | g6 negres rei · b5 negres torre · g5 negres peó · g4 blanques rei · c3 blanques torre | 5 |
| 4 | g6 negres rei · b5 negres torre · g5 negres peó · g4 blanques rei · c3 blanques torre | g6 negres rei · b5 negres torre · g5 negres peó · g4 blanques rei · c3 blanques torre | g6 negres rei · b5 negres torre · g5 negres peó · g4 blanques rei · c3 blanques torre | g6 negres rei · b5 negres torre · g5 negres peó · g4 blanques rei · c3 blanques torre | g6 negres rei · b5 negres torre · g5 negres peó · g4 blanques rei · c3 blanques torre | g6 negres rei · b5 negres torre · g5 negres peó · g4 blanques rei · c3 blanques torre | g6 negres rei · b5 negres torre · g5 negres peó · g4 blanques rei · c3 blanques torre | g6 negres rei · b5 negres torre · g5 negres peó · g4 blanques rei · c3 blanques torre | 4 |
| 3 | g6 negres rei · b5 negres torre · g5 negres peó · g4 blanques rei · c3 blanques torre | g6 negres rei · b5 negres torre · g5 negres peó · g4 blanques rei · c3 blanques torre | g6 negres rei · b5 negres torre · g5 negres peó · g4 blanques rei · c3 blanques torre | g6 negres rei · b5 negres torre · g5 negres peó · g4 blanques rei · c3 blanques torre | g6 negres rei · b5 negres torre · g5 negres peó · g4 blanques rei · c3 blanques torre | g6 negres rei · b5 negres torre · g5 negres peó · g4 blanques rei · c3 blanques torre | g6 negres rei · b5 negres torre · g5 negres peó · g4 blanques rei · c3 blanques torre | g6 negres rei · b5 negres torre · g5 negres peó · g4 blanques rei · c3 blanques torre | 3 |
| 2 | g6 negres rei · b5 negres torre · g5 negres peó · g4 blanques rei · c3 blanques torre | g6 negres rei · b5 negres torre · g5 negres peó · g4 blanques rei · c3 blanques torre | g6 negres rei · b5 negres torre · g5 negres peó · g4 blanques rei · c3 blanques torre | g6 negres rei · b5 negres torre · g5 negres peó · g4 blanques rei · c3 blanques torre | g6 negres rei · b5 negres torre · g5 negres peó · g4 blanques rei · c3 blanques torre | g6 negres rei · b5 negres torre · g5 negres peó · g4 blanques rei · c3 blanques torre | g6 negres rei · b5 negres torre · g5 negres peó · g4 blanques rei · c3 blanques torre | g6 negres rei · b5 negres torre · g5 negres peó · g4 blanques rei · c3 blanques torre | 2 |
| 1 | g6 negres rei · b5 negres torre · g5 negres peó · g4 blanques rei · c3 blanques torre | g6 negres rei · b5 negres torre · g5 negres peó · g4 blanques rei · c3 blanques torre | g6 negres rei · b5 negres torre · g5 negres peó · g4 blanques rei · c3 blanques torre | g6 negres rei · b5 negres torre · g5 negres peó · g4 blanques rei · c3 blanques torre | g6 negres rei · b5 negres torre · g5 negres peó · g4 blanques rei · c3 blanques torre | g6 negres rei · b5 negres torre · g5 negres peó · g4 blanques rei · c3 blanques torre | g6 negres rei · b5 negres torre · g5 negres peó · g4 blanques rei · c3 blanques torre | g6 negres rei · b5 negres torre · g5 negres peó · g4 blanques rei · c3 blanques torre | 1 |
|   | a                                                                                     | b                                                                                     | c                                                                                     | d                                                                                     | e                                                                                     | f                                                                                     | g                                                                                     | h                                                                                     |   |

95... Tb4+ 96. Rg3 Rh5 97. Ta3 Tg4+ 98. Rh3 Th4+ 99. Rg3 Tb4 100. Te3 Tb5 101. Ta3 g4 102. Tc3 Rg5 103. Ta3 Tc5 ½–½ (Ward 2004:90–92).

## Diferències subtils
|   | a                                                                                       | b                                                                                       | c                                                                                       | d                                                                                       | e                                                                                       | f                                                                                       | g                                                                                       | h                                                                                       |   |
| 8 | b7 negres torre · e7 blanques rei · e6 blanques peó · g6 negres rei · a1 blanques torre | b7 negres torre · e7 blanques rei · e6 blanques peó · g6 negres rei · a1 blanques torre | b7 negres torre · e7 blanques rei · e6 blanques peó · g6 negres rei · a1 blanques torre | b7 negres torre · e7 blanques rei · e6 blanques peó · g6 negres rei · a1 blanques torre | b7 negres torre · e7 blanques rei · e6 blanques peó · g6 negres rei · a1 blanques torre | b7 negres torre · e7 blanques rei · e6 blanques peó · g6 negres rei · a1 blanques torre | b7 negres torre · e7 blanques rei · e6 blanques peó · g6 negres rei · a1 blanques torre | b7 negres torre · e7 blanques rei · e6 blanques peó · g6 negres rei · a1 blanques torre | 8 |
| 7 | b7 negres torre · e7 blanques rei · e6 blanques peó · g6 negres rei · a1 blanques torre | b7 negres torre · e7 blanques rei · e6 blanques peó · g6 negres rei · a1 blanques torre | b7 negres torre · e7 blanques rei · e6 blanques peó · g6 negres rei · a1 blanques torre | b7 negres torre · e7 blanques rei · e6 blanques peó · g6 negres rei · a1 blanques torre | b7 negres torre · e7 blanques rei · e6 blanques peó · g6 negres rei · a1 blanques torre | b7 negres torre · e7 blanques rei · e6 blanques peó · g6 negres rei · a1 blanques torre | b7 negres torre · e7 blanques rei · e6 blanques peó · g6 negres rei · a1 blanques torre | b7 negres torre · e7 blanques rei · e6 blanques peó · g6 negres rei · a1 blanques torre | 7 |
| 6 | b7 negres torre · e7 blanques rei · e6 blanques peó · g6 negres rei · a1 blanques torre | b7 negres torre · e7 blanques rei · e6 blanques peó · g6 negres rei · a1 blanques torre | b7 negres torre · e7 blanques rei · e6 blanques peó · g6 negres rei · a1 blanques torre | b7 negres torre · e7 blanques rei · e6 blanques peó · g6 negres rei · a1 blanques torre | b7 negres torre · e7 blanques rei · e6 blanques peó · g6 negres rei · a1 blanques torre | b7 negres torre · e7 blanques rei · e6 blanques peó · g6 negres rei · a1 blanques torre | b7 negres torre · e7 blanques rei · e6 blanques peó · g6 negres rei · a1 blanques torre | b7 negres torre · e7 blanques rei · e6 blanques peó · g6 negres rei · a1 blanques torre | 6 |
| 5 | b7 negres torre · e7 blanques rei · e6 blanques peó · g6 negres rei · a1 blanques torre | b7 negres torre · e7 blanques rei · e6 blanques peó · g6 negres rei · a1 blanques torre | b7 negres torre · e7 blanques rei · e6 blanques peó · g6 negres rei · a1 blanques torre | b7 negres torre · e7 blanques rei · e6 blanques peó · g6 negres rei · a1 blanques torre | b7 negres torre · e7 blanques rei · e6 blanques peó · g6 negres rei · a1 blanques torre | b7 negres torre · e7 blanques rei · e6 blanques peó · g6 negres rei · a1 blanques torre | b7 negres torre · e7 blanques rei · e6 blanques peó · g6 negres rei · a1 blanques torre | b7 negres torre · e7 blanques rei · e6 blanques peó · g6 negres rei · a1 blanques torre | 5 |
| 4 | b7 negres torre · e7 blanques rei · e6 blanques peó · g6 negres rei · a1 blanques torre | b7 negres torre · e7 blanques rei · e6 blanques peó · g6 negres rei · a1 blanques torre | b7 negres torre · e7 blanques rei · e6 blanques peó · g6 negres rei · a1 blanques torre | b7 negres torre · e7 blanques rei · e6 blanques peó · g6 negres rei · a1 blanques torre | b7 negres torre · e7 blanques rei · e6 blanques peó · g6 negres rei · a1 blanques torre | b7 negres torre · e7 blanques rei · e6 blanques peó · g6 negres rei · a1 blanques torre | b7 negres torre · e7 blanques rei · e6 blanques peó · g6 negres rei · a1 blanques torre | b7 negres torre · e7 blanques rei · e6 blanques peó · g6 negres rei · a1 blanques torre | 4 |
| 3 | b7 negres torre · e7 blanques rei · e6 blanques peó · g6 negres rei · a1 blanques torre | b7 negres torre · e7 blanques rei · e6 blanques peó · g6 negres rei · a1 blanques torre | b7 negres torre · e7 blanques rei · e6 blanques peó · g6 negres rei · a1 blanques torre | b7 negres torre · e7 blanques rei · e6 blanques peó · g6 negres rei · a1 blanques torre | b7 negres torre · e7 blanques rei · e6 blanques peó · g6 negres rei · a1 blanques torre | b7 negres torre · e7 blanques rei · e6 blanques peó · g6 negres rei · a1 blanques torre | b7 negres torre · e7 blanques rei · e6 blanques peó · g6 negres rei · a1 blanques torre | b7 negres torre · e7 blanques rei · e6 blanques peó · g6 negres rei · a1 blanques torre | 3 |
| 2 | b7 negres torre · e7 blanques rei · e6 blanques peó · g6 negres rei · a1 blanques torre | b7 negres torre · e7 blanques rei · e6 blanques peó · g6 negres rei · a1 blanques torre | b7 negres torre · e7 blanques rei · e6 blanques peó · g6 negres rei · a1 blanques torre | b7 negres torre · e7 blanques rei · e6 blanques peó · g6 negres rei · a1 blanques torre | b7 negres torre · e7 blanques rei · e6 blanques peó · g6 negres rei · a1 blanques torre | b7 negres torre · e7 blanques rei · e6 blanques peó · g6 negres rei · a1 blanques torre | b7 negres torre · e7 blanques rei · e6 blanques peó · g6 negres rei · a1 blanques torre | b7 negres torre · e7 blanques rei · e6 blanques peó · g6 negres rei · a1 blanques torre | 2 |
| 1 | b7 negres torre · e7 blanques rei · e6 blanques peó · g6 negres rei · a1 blanques torre | b7 negres torre · e7 blanques rei · e6 blanques peó · g6 negres rei · a1 blanques torre | b7 negres torre · e7 blanques rei · e6 blanques peó · g6 negres rei · a1 blanques torre | b7 negres torre · e7 blanques rei · e6 blanques peó · g6 negres rei · a1 blanques torre | b7 negres torre · e7 blanques rei · e6 blanques peó · g6 negres rei · a1 blanques torre | b7 negres torre · e7 blanques rei · e6 blanques peó · g6 negres rei · a1 blanques torre | b7 negres torre · e7 blanques rei · e6 blanques peó · g6 negres rei · a1 blanques torre | b7 negres torre · e7 blanques rei · e6 blanques peó · g6 negres rei · a1 blanques torre | 1 |
|   | a                                                                                       | b                                                                                       | c                                                                                       | d                                                                                       | e                                                                                       | f                                                                                       | g                                                                                       | h                                                                                       |   |

|   | a                                                                                       | b                                                                                       | c                                                                                       | d                                                                                       | e                                                                                       | f                                                                                       | g                                                                                       | h                                                                                       |   |
| 8 | b7 negres torre · e7 blanques rei · e6 blanques peó · g6 negres rei · a4 blanques torre | b7 negres torre · e7 blanques rei · e6 blanques peó · g6 negres rei · a4 blanques torre | b7 negres torre · e7 blanques rei · e6 blanques peó · g6 negres rei · a4 blanques torre | b7 negres torre · e7 blanques rei · e6 blanques peó · g6 negres rei · a4 blanques torre | b7 negres torre · e7 blanques rei · e6 blanques peó · g6 negres rei · a4 blanques torre | b7 negres torre · e7 blanques rei · e6 blanques peó · g6 negres rei · a4 blanques torre | b7 negres torre · e7 blanques rei · e6 blanques peó · g6 negres rei · a4 blanques torre | b7 negres torre · e7 blanques rei · e6 blanques peó · g6 negres rei · a4 blanques torre | 8 |
| 7 | b7 negres torre · e7 blanques rei · e6 blanques peó · g6 negres rei · a4 blanques torre | b7 negres torre · e7 blanques rei · e6 blanques peó · g6 negres rei · a4 blanques torre | b7 negres torre · e7 blanques rei · e6 blanques peó · g6 negres rei · a4 blanques torre | b7 negres torre · e7 blanques rei · e6 blanques peó · g6 negres rei · a4 blanques torre | b7 negres torre · e7 blanques rei · e6 blanques peó · g6 negres rei · a4 blanques torre | b7 negres torre · e7 blanques rei · e6 blanques peó · g6 negres rei · a4 blanques torre | b7 negres torre · e7 blanques rei · e6 blanques peó · g6 negres rei · a4 blanques torre | b7 negres torre · e7 blanques rei · e6 blanques peó · g6 negres rei · a4 blanques torre | 7 |
| 6 | b7 negres torre · e7 blanques rei · e6 blanques peó · g6 negres rei · a4 blanques torre | b7 negres torre · e7 blanques rei · e6 blanques peó · g6 negres rei · a4 blanques torre | b7 negres torre · e7 blanques rei · e6 blanques peó · g6 negres rei · a4 blanques torre | b7 negres torre · e7 blanques rei · e6 blanques peó · g6 negres rei · a4 blanques torre | b7 negres torre · e7 blanques rei · e6 blanques peó · g6 negres rei · a4 blanques torre | b7 negres torre · e7 blanques rei · e6 blanques peó · g6 negres rei · a4 blanques torre | b7 negres torre · e7 blanques rei · e6 blanques peó · g6 negres rei · a4 blanques torre | b7 negres torre · e7 blanques rei · e6 blanques peó · g6 negres rei · a4 blanques torre | 6 |
| 5 | b7 negres torre · e7 blanques rei · e6 blanques peó · g6 negres rei · a4 blanques torre | b7 negres torre · e7 blanques rei · e6 blanques peó · g6 negres rei · a4 blanques torre | b7 negres torre · e7 blanques rei · e6 blanques peó · g6 negres rei · a4 blanques torre | b7 negres torre · e7 blanques rei · e6 blanques peó · g6 negres rei · a4 blanques torre | b7 negres torre · e7 blanques rei · e6 blanques peó · g6 negres rei · a4 blanques torre | b7 negres torre · e7 blanques rei · e6 blanques peó · g6 negres rei · a4 blanques torre | b7 negres torre · e7 blanques rei · e6 blanques peó · g6 negres rei · a4 blanques torre | b7 negres torre · e7 blanques rei · e6 blanques peó · g6 negres rei · a4 blanques torre | 5 |
| 4 | b7 negres torre · e7 blanques rei · e6 blanques peó · g6 negres rei · a4 blanques torre | b7 negres torre · e7 blanques rei · e6 blanques peó · g6 negres rei · a4 blanques torre | b7 negres torre · e7 blanques rei · e6 blanques peó · g6 negres rei · a4 blanques torre | b7 negres torre · e7 blanques rei · e6 blanques peó · g6 negres rei · a4 blanques torre | b7 negres torre · e7 blanques rei · e6 blanques peó · g6 negres rei · a4 blanques torre | b7 negres torre · e7 blanques rei · e6 blanques peó · g6 negres rei · a4 blanques torre | b7 negres torre · e7 blanques rei · e6 blanques peó · g6 negres rei · a4 blanques torre | b7 negres torre · e7 blanques rei · e6 blanques peó · g6 negres rei · a4 blanques torre | 4 |
| 3 | b7 negres torre · e7 blanques rei · e6 blanques peó · g6 negres rei · a4 blanques torre | b7 negres torre · e7 blanques rei · e6 blanques peó · g6 negres rei · a4 blanques torre | b7 negres torre · e7 blanques rei · e6 blanques peó · g6 negres rei · a4 blanques torre | b7 negres torre · e7 blanques rei · e6 blanques peó · g6 negres rei · a4 blanques torre | b7 negres torre · e7 blanques rei · e6 blanques peó · g6 negres rei · a4 blanques torre | b7 negres torre · e7 blanques rei · e6 blanques peó · g6 negres rei · a4 blanques torre | b7 negres torre · e7 blanques rei · e6 blanques peó · g6 negres rei · a4 blanques torre | b7 negres torre · e7 blanques rei · e6 blanques peó · g6 negres rei · a4 blanques torre | 3 |
| 2 | b7 negres torre · e7 blanques rei · e6 blanques peó · g6 negres rei · a4 blanques torre | b7 negres torre · e7 blanques rei · e6 blanques peó · g6 negres rei · a4 blanques torre | b7 negres torre · e7 blanques rei · e6 blanques peó · g6 negres rei · a4 blanques torre | b7 negres torre · e7 blanques rei · e6 blanques peó · g6 negres rei · a4 blanques torre | b7 negres torre · e7 blanques rei · e6 blanques peó · g6 negres rei · a4 blanques torre | b7 negres torre · e7 blanques rei · e6 blanques peó · g6 negres rei · a4 blanques torre | b7 negres torre · e7 blanques rei · e6 blanques peó · g6 negres rei · a4 blanques torre | b7 negres torre · e7 blanques rei · e6 blanques peó · g6 negres rei · a4 blanques torre | 2 |
| 1 | b7 negres torre · e7 blanques rei · e6 blanques peó · g6 negres rei · a4 blanques torre | b7 negres torre · e7 blanques rei · e6 blanques peó · g6 negres rei · a4 blanques torre | b7 negres torre · e7 blanques rei · e6 blanques peó · g6 negres rei · a4 blanques torre | b7 negres torre · e7 blanques rei · e6 blanques peó · g6 negres rei · a4 blanques torre | b7 negres torre · e7 blanques rei · e6 blanques peó · g6 negres rei · a4 blanques torre | b7 negres torre · e7 blanques rei · e6 blanques peó · g6 negres rei · a4 blanques torre | b7 negres torre · e7 blanques rei · e6 blanques peó · g6 negres rei · a4 blanques torre | b7 negres torre · e7 blanques rei · e6 blanques peó · g6 negres rei · a4 blanques torre | 1 |
|   | a                                                                                       | b                                                                                       | c                                                                                       | d                                                                                       | e                                                                                       | f                                                                                       | g                                                                                       | h                                                                                       |   |

No hi pot haver diferències subtils en les posicions que marquen la diferència entre una victòria i unes taules. Dos exemples d'això es mostren en els següents diagrames (Matanović 1985:24, 28).
|   | a                                                                                       | b                                                                                       | c                                                                                       | d                                                                                       | e                                                                                       | f                                                                                       | g                                                                                       | h                                                                                       |   |
| 8 | e7 blanques rei · g7 negres rei · e6 blanques peó · b2 negres torre · d1 blanques torre | e7 blanques rei · g7 negres rei · e6 blanques peó · b2 negres torre · d1 blanques torre | e7 blanques rei · g7 negres rei · e6 blanques peó · b2 negres torre · d1 blanques torre | e7 blanques rei · g7 negres rei · e6 blanques peó · b2 negres torre · d1 blanques torre | e7 blanques rei · g7 negres rei · e6 blanques peó · b2 negres torre · d1 blanques torre | e7 blanques rei · g7 negres rei · e6 blanques peó · b2 negres torre · d1 blanques torre | e7 blanques rei · g7 negres rei · e6 blanques peó · b2 negres torre · d1 blanques torre | e7 blanques rei · g7 negres rei · e6 blanques peó · b2 negres torre · d1 blanques torre | 8 |
| 7 | e7 blanques rei · g7 negres rei · e6 blanques peó · b2 negres torre · d1 blanques torre | e7 blanques rei · g7 negres rei · e6 blanques peó · b2 negres torre · d1 blanques torre | e7 blanques rei · g7 negres rei · e6 blanques peó · b2 negres torre · d1 blanques torre | e7 blanques rei · g7 negres rei · e6 blanques peó · b2 negres torre · d1 blanques torre | e7 blanques rei · g7 negres rei · e6 blanques peó · b2 negres torre · d1 blanques torre | e7 blanques rei · g7 negres rei · e6 blanques peó · b2 negres torre · d1 blanques torre | e7 blanques rei · g7 negres rei · e6 blanques peó · b2 negres torre · d1 blanques torre | e7 blanques rei · g7 negres rei · e6 blanques peó · b2 negres torre · d1 blanques torre | 7 |
| 6 | e7 blanques rei · g7 negres rei · e6 blanques peó · b2 negres torre · d1 blanques torre | e7 blanques rei · g7 negres rei · e6 blanques peó · b2 negres torre · d1 blanques torre | e7 blanques rei · g7 negres rei · e6 blanques peó · b2 negres torre · d1 blanques torre | e7 blanques rei · g7 negres rei · e6 blanques peó · b2 negres torre · d1 blanques torre | e7 blanques rei · g7 negres rei · e6 blanques peó · b2 negres torre · d1 blanques torre | e7 blanques rei · g7 negres rei · e6 blanques peó · b2 negres torre · d1 blanques torre | e7 blanques rei · g7 negres rei · e6 blanques peó · b2 negres torre · d1 blanques torre | e7 blanques rei · g7 negres rei · e6 blanques peó · b2 negres torre · d1 blanques torre | 6 |
| 5 | e7 blanques rei · g7 negres rei · e6 blanques peó · b2 negres torre · d1 blanques torre | e7 blanques rei · g7 negres rei · e6 blanques peó · b2 negres torre · d1 blanques torre | e7 blanques rei · g7 negres rei · e6 blanques peó · b2 negres torre · d1 blanques torre | e7 blanques rei · g7 negres rei · e6 blanques peó · b2 negres torre · d1 blanques torre | e7 blanques rei · g7 negres rei · e6 blanques peó · b2 negres torre · d1 blanques torre | e7 blanques rei · g7 negres rei · e6 blanques peó · b2 negres torre · d1 blanques torre | e7 blanques rei · g7 negres rei · e6 blanques peó · b2 negres torre · d1 blanques torre | e7 blanques rei · g7 negres rei · e6 blanques peó · b2 negres torre · d1 blanques torre | 5 |
| 4 | e7 blanques rei · g7 negres rei · e6 blanques peó · b2 negres torre · d1 blanques torre | e7 blanques rei · g7 negres rei · e6 blanques peó · b2 negres torre · d1 blanques torre | e7 blanques rei · g7 negres rei · e6 blanques peó · b2 negres torre · d1 blanques torre | e7 blanques rei · g7 negres rei · e6 blanques peó · b2 negres torre · d1 blanques torre | e7 blanques rei · g7 negres rei · e6 blanques peó · b2 negres torre · d1 blanques torre | e7 blanques rei · g7 negres rei · e6 blanques peó · b2 negres torre · d1 blanques torre | e7 blanques rei · g7 negres rei · e6 blanques peó · b2 negres torre · d1 blanques torre | e7 blanques rei · g7 negres rei · e6 blanques peó · b2 negres torre · d1 blanques torre | 4 |
| 3 | e7 blanques rei · g7 negres rei · e6 blanques peó · b2 negres torre · d1 blanques torre | e7 blanques rei · g7 negres rei · e6 blanques peó · b2 negres torre · d1 blanques torre | e7 blanques rei · g7 negres rei · e6 blanques peó · b2 negres torre · d1 blanques torre | e7 blanques rei · g7 negres rei · e6 blanques peó · b2 negres torre · d1 blanques torre | e7 blanques rei · g7 negres rei · e6 blanques peó · b2 negres torre · d1 blanques torre | e7 blanques rei · g7 negres rei · e6 blanques peó · b2 negres torre · d1 blanques torre | e7 blanques rei · g7 negres rei · e6 blanques peó · b2 negres torre · d1 blanques torre | e7 blanques rei · g7 negres rei · e6 blanques peó · b2 negres torre · d1 blanques torre | 3 |
| 2 | e7 blanques rei · g7 negres rei · e6 blanques peó · b2 negres torre · d1 blanques torre | e7 blanques rei · g7 negres rei · e6 blanques peó · b2 negres torre · d1 blanques torre | e7 blanques rei · g7 negres rei · e6 blanques peó · b2 negres torre · d1 blanques torre | e7 blanques rei · g7 negres rei · e6 blanques peó · b2 negres torre · d1 blanques torre | e7 blanques rei · g7 negres rei · e6 blanques peó · b2 negres torre · d1 blanques torre | e7 blanques rei · g7 negres rei · e6 blanques peó · b2 negres torre · d1 blanques torre | e7 blanques rei · g7 negres rei · e6 blanques peó · b2 negres torre · d1 blanques torre | e7 blanques rei · g7 negres rei · e6 blanques peó · b2 negres torre · d1 blanques torre | 2 |
| 1 | e7 blanques rei · g7 negres rei · e6 blanques peó · b2 negres torre · d1 blanques torre | e7 blanques rei · g7 negres rei · e6 blanques peó · b2 negres torre · d1 blanques torre | e7 blanques rei · g7 negres rei · e6 blanques peó · b2 negres torre · d1 blanques torre | e7 blanques rei · g7 negres rei · e6 blanques peó · b2 negres torre · d1 blanques torre | e7 blanques rei · g7 negres rei · e6 blanques peó · b2 negres torre · d1 blanques torre | e7 blanques rei · g7 negres rei · e6 blanques peó · b2 negres torre · d1 blanques torre | e7 blanques rei · g7 negres rei · e6 blanques peó · b2 negres torre · d1 blanques torre | e7 blanques rei · g7 negres rei · e6 blanques peó · b2 negres torre · d1 blanques torre | 1 |
|   | a                                                                                       | b                                                                                       | c                                                                                       | d                                                                                       | e                                                                                       | f                                                                                       | g                                                                                       | h                                                                                       |   |

|   | a                                                                                       | b                                                                                       | c                                                                                       | d                                                                                       | e                                                                                       | f                                                                                       | g                                                                                       | h                                                                                       |   |
| 8 | e7 blanques rei · g7 negres rei · e6 blanques peó · a2 negres torre · d1 blanques torre | e7 blanques rei · g7 negres rei · e6 blanques peó · a2 negres torre · d1 blanques torre | e7 blanques rei · g7 negres rei · e6 blanques peó · a2 negres torre · d1 blanques torre | e7 blanques rei · g7 negres rei · e6 blanques peó · a2 negres torre · d1 blanques torre | e7 blanques rei · g7 negres rei · e6 blanques peó · a2 negres torre · d1 blanques torre | e7 blanques rei · g7 negres rei · e6 blanques peó · a2 negres torre · d1 blanques torre | e7 blanques rei · g7 negres rei · e6 blanques peó · a2 negres torre · d1 blanques torre | e7 blanques rei · g7 negres rei · e6 blanques peó · a2 negres torre · d1 blanques torre | 8 |
| 7 | e7 blanques rei · g7 negres rei · e6 blanques peó · a2 negres torre · d1 blanques torre | e7 blanques rei · g7 negres rei · e6 blanques peó · a2 negres torre · d1 blanques torre | e7 blanques rei · g7 negres rei · e6 blanques peó · a2 negres torre · d1 blanques torre | e7 blanques rei · g7 negres rei · e6 blanques peó · a2 negres torre · d1 blanques torre | e7 blanques rei · g7 negres rei · e6 blanques peó · a2 negres torre · d1 blanques torre | e7 blanques rei · g7 negres rei · e6 blanques peó · a2 negres torre · d1 blanques torre | e7 blanques rei · g7 negres rei · e6 blanques peó · a2 negres torre · d1 blanques torre | e7 blanques rei · g7 negres rei · e6 blanques peó · a2 negres torre · d1 blanques torre | 7 |
| 6 | e7 blanques rei · g7 negres rei · e6 blanques peó · a2 negres torre · d1 blanques torre | e7 blanques rei · g7 negres rei · e6 blanques peó · a2 negres torre · d1 blanques torre | e7 blanques rei · g7 negres rei · e6 blanques peó · a2 negres torre · d1 blanques torre | e7 blanques rei · g7 negres rei · e6 blanques peó · a2 negres torre · d1 blanques torre | e7 blanques rei · g7 negres rei · e6 blanques peó · a2 negres torre · d1 blanques torre | e7 blanques rei · g7 negres rei · e6 blanques peó · a2 negres torre · d1 blanques torre | e7 blanques rei · g7 negres rei · e6 blanques peó · a2 negres torre · d1 blanques torre | e7 blanques rei · g7 negres rei · e6 blanques peó · a2 negres torre · d1 blanques torre | 6 |
| 5 | e7 blanques rei · g7 negres rei · e6 blanques peó · a2 negres torre · d1 blanques torre | e7 blanques rei · g7 negres rei · e6 blanques peó · a2 negres torre · d1 blanques torre | e7 blanques rei · g7 negres rei · e6 blanques peó · a2 negres torre · d1 blanques torre | e7 blanques rei · g7 negres rei · e6 blanques peó · a2 negres torre · d1 blanques torre | e7 blanques rei · g7 negres rei · e6 blanques peó · a2 negres torre · d1 blanques torre | e7 blanques rei · g7 negres rei · e6 blanques peó · a2 negres torre · d1 blanques torre | e7 blanques rei · g7 negres rei · e6 blanques peó · a2 negres torre · d1 blanques torre | e7 blanques rei · g7 negres rei · e6 blanques peó · a2 negres torre · d1 blanques torre | 5 |
| 4 | e7 blanques rei · g7 negres rei · e6 blanques peó · a2 negres torre · d1 blanques torre | e7 blanques rei · g7 negres rei · e6 blanques peó · a2 negres torre · d1 blanques torre | e7 blanques rei · g7 negres rei · e6 blanques peó · a2 negres torre · d1 blanques torre | e7 blanques rei · g7 negres rei · e6 blanques peó · a2 negres torre · d1 blanques torre | e7 blanques rei · g7 negres rei · e6 blanques peó · a2 negres torre · d1 blanques torre | e7 blanques rei · g7 negres rei · e6 blanques peó · a2 negres torre · d1 blanques torre | e7 blanques rei · g7 negres rei · e6 blanques peó · a2 negres torre · d1 blanques torre | e7 blanques rei · g7 negres rei · e6 blanques peó · a2 negres torre · d1 blanques torre | 4 |
| 3 | e7 blanques rei · g7 negres rei · e6 blanques peó · a2 negres torre · d1 blanques torre | e7 blanques rei · g7 negres rei · e6 blanques peó · a2 negres torre · d1 blanques torre | e7 blanques rei · g7 negres rei · e6 blanques peó · a2 negres torre · d1 blanques torre | e7 blanques rei · g7 negres rei · e6 blanques peó · a2 negres torre · d1 blanques torre | e7 blanques rei · g7 negres rei · e6 blanques peó · a2 negres torre · d1 blanques torre | e7 blanques rei · g7 negres rei · e6 blanques peó · a2 negres torre · d1 blanques torre | e7 blanques rei · g7 negres rei · e6 blanques peó · a2 negres torre · d1 blanques torre | e7 blanques rei · g7 negres rei · e6 blanques peó · a2 negres torre · d1 blanques torre | 3 |
| 2 | e7 blanques rei · g7 negres rei · e6 blanques peó · a2 negres torre · d1 blanques torre | e7 blanques rei · g7 negres rei · e6 blanques peó · a2 negres torre · d1 blanques torre | e7 blanques rei · g7 negres rei · e6 blanques peó · a2 negres torre · d1 blanques torre | e7 blanques rei · g7 negres rei · e6 blanques peó · a2 negres torre · d1 blanques torre | e7 blanques rei · g7 negres rei · e6 blanques peó · a2 negres torre · d1 blanques torre | e7 blanques rei · g7 negres rei · e6 blanques peó · a2 negres torre · d1 blanques torre | e7 blanques rei · g7 negres rei · e6 blanques peó · a2 negres torre · d1 blanques torre | e7 blanques rei · g7 negres rei · e6 blanques peó · a2 negres torre · d1 blanques torre | 2 |
| 1 | e7 blanques rei · g7 negres rei · e6 blanques peó · a2 negres torre · d1 blanques torre | e7 blanques rei · g7 negres rei · e6 blanques peó · a2 negres torre · d1 blanques torre | e7 blanques rei · g7 negres rei · e6 blanques peó · a2 negres torre · d1 blanques torre | e7 blanques rei · g7 negres rei · e6 blanques peó · a2 negres torre · d1 blanques torre | e7 blanques rei · g7 negres rei · e6 blanques peó · a2 negres torre · d1 blanques torre | e7 blanques rei · g7 negres rei · e6 blanques peó · a2 negres torre · d1 blanques torre | e7 blanques rei · g7 negres rei · e6 blanques peó · a2 negres torre · d1 blanques torre | e7 blanques rei · g7 negres rei · e6 blanques peó · a2 negres torre · d1 blanques torre | 1 |
|   | a                                                                                       | b                                                                                       | c                                                                                       | d                                                                                       | e                                                                                       | f                                                                                       | g                                                                                       | h                                                                                       |   |

## Zugzwang
Hi ha exactament 209 posicions de reciprocitat Zugzwang entre finals de torre i peó contra torre. Tots ells van ser tabulats i publicats. La llista completa està disponible a internet. Alguns dels zugzwangs són fàcils d'entendre (vegeu posició al centre); altres requereixen fins a 54 moviments per guanyar. La posició de l'esquerra és una posició que podria haver ocorregut en la partida de 1961 entre Viacheslav Kalashnikov i el jove Anatoli Kàrpov. Les blanques juguen i en aquesta posició fan taules, però si mouen les negres perden. El 49è moviment de Karpov en aquesta partida evita el zugzwang i la partida va acabar en taules (Károlyi & Aplin 2007:22).
|   | a                                                                                       | b                                                                                       | c                                                                                       | d                                                                                       | e                                                                                       | f                                                                                       | g                                                                                       | h                                                                                       |   |
| 8 | d7 negres rei · e5 blanques torre · g5 blanques peó · e4 blanques rei · f1 negres torre | d7 negres rei · e5 blanques torre · g5 blanques peó · e4 blanques rei · f1 negres torre | d7 negres rei · e5 blanques torre · g5 blanques peó · e4 blanques rei · f1 negres torre | d7 negres rei · e5 blanques torre · g5 blanques peó · e4 blanques rei · f1 negres torre | d7 negres rei · e5 blanques torre · g5 blanques peó · e4 blanques rei · f1 negres torre | d7 negres rei · e5 blanques torre · g5 blanques peó · e4 blanques rei · f1 negres torre | d7 negres rei · e5 blanques torre · g5 blanques peó · e4 blanques rei · f1 negres torre | d7 negres rei · e5 blanques torre · g5 blanques peó · e4 blanques rei · f1 negres torre | 8 |
| 7 | d7 negres rei · e5 blanques torre · g5 blanques peó · e4 blanques rei · f1 negres torre | d7 negres rei · e5 blanques torre · g5 blanques peó · e4 blanques rei · f1 negres torre | d7 negres rei · e5 blanques torre · g5 blanques peó · e4 blanques rei · f1 negres torre | d7 negres rei · e5 blanques torre · g5 blanques peó · e4 blanques rei · f1 negres torre | d7 negres rei · e5 blanques torre · g5 blanques peó · e4 blanques rei · f1 negres torre | d7 negres rei · e5 blanques torre · g5 blanques peó · e4 blanques rei · f1 negres torre | d7 negres rei · e5 blanques torre · g5 blanques peó · e4 blanques rei · f1 negres torre | d7 negres rei · e5 blanques torre · g5 blanques peó · e4 blanques rei · f1 negres torre | 7 |
| 6 | d7 negres rei · e5 blanques torre · g5 blanques peó · e4 blanques rei · f1 negres torre | d7 negres rei · e5 blanques torre · g5 blanques peó · e4 blanques rei · f1 negres torre | d7 negres rei · e5 blanques torre · g5 blanques peó · e4 blanques rei · f1 negres torre | d7 negres rei · e5 blanques torre · g5 blanques peó · e4 blanques rei · f1 negres torre | d7 negres rei · e5 blanques torre · g5 blanques peó · e4 blanques rei · f1 negres torre | d7 negres rei · e5 blanques torre · g5 blanques peó · e4 blanques rei · f1 negres torre | d7 negres rei · e5 blanques torre · g5 blanques peó · e4 blanques rei · f1 negres torre | d7 negres rei · e5 blanques torre · g5 blanques peó · e4 blanques rei · f1 negres torre | 6 |
| 5 | d7 negres rei · e5 blanques torre · g5 blanques peó · e4 blanques rei · f1 negres torre | d7 negres rei · e5 blanques torre · g5 blanques peó · e4 blanques rei · f1 negres torre | d7 negres rei · e5 blanques torre · g5 blanques peó · e4 blanques rei · f1 negres torre | d7 negres rei · e5 blanques torre · g5 blanques peó · e4 blanques rei · f1 negres torre | d7 negres rei · e5 blanques torre · g5 blanques peó · e4 blanques rei · f1 negres torre | d7 negres rei · e5 blanques torre · g5 blanques peó · e4 blanques rei · f1 negres torre | d7 negres rei · e5 blanques torre · g5 blanques peó · e4 blanques rei · f1 negres torre | d7 negres rei · e5 blanques torre · g5 blanques peó · e4 blanques rei · f1 negres torre | 5 |
| 4 | d7 negres rei · e5 blanques torre · g5 blanques peó · e4 blanques rei · f1 negres torre | d7 negres rei · e5 blanques torre · g5 blanques peó · e4 blanques rei · f1 negres torre | d7 negres rei · e5 blanques torre · g5 blanques peó · e4 blanques rei · f1 negres torre | d7 negres rei · e5 blanques torre · g5 blanques peó · e4 blanques rei · f1 negres torre | d7 negres rei · e5 blanques torre · g5 blanques peó · e4 blanques rei · f1 negres torre | d7 negres rei · e5 blanques torre · g5 blanques peó · e4 blanques rei · f1 negres torre | d7 negres rei · e5 blanques torre · g5 blanques peó · e4 blanques rei · f1 negres torre | d7 negres rei · e5 blanques torre · g5 blanques peó · e4 blanques rei · f1 negres torre | 4 |
| 3 | d7 negres rei · e5 blanques torre · g5 blanques peó · e4 blanques rei · f1 negres torre | d7 negres rei · e5 blanques torre · g5 blanques peó · e4 blanques rei · f1 negres torre | d7 negres rei · e5 blanques torre · g5 blanques peó · e4 blanques rei · f1 negres torre | d7 negres rei · e5 blanques torre · g5 blanques peó · e4 blanques rei · f1 negres torre | d7 negres rei · e5 blanques torre · g5 blanques peó · e4 blanques rei · f1 negres torre | d7 negres rei · e5 blanques torre · g5 blanques peó · e4 blanques rei · f1 negres torre | d7 negres rei · e5 blanques torre · g5 blanques peó · e4 blanques rei · f1 negres torre | d7 negres rei · e5 blanques torre · g5 blanques peó · e4 blanques rei · f1 negres torre | 3 |
| 2 | d7 negres rei · e5 blanques torre · g5 blanques peó · e4 blanques rei · f1 negres torre | d7 negres rei · e5 blanques torre · g5 blanques peó · e4 blanques rei · f1 negres torre | d7 negres rei · e5 blanques torre · g5 blanques peó · e4 blanques rei · f1 negres torre | d7 negres rei · e5 blanques torre · g5 blanques peó · e4 blanques rei · f1 negres torre | d7 negres rei · e5 blanques torre · g5 blanques peó · e4 blanques rei · f1 negres torre | d7 negres rei · e5 blanques torre · g5 blanques peó · e4 blanques rei · f1 negres torre | d7 negres rei · e5 blanques torre · g5 blanques peó · e4 blanques rei · f1 negres torre | d7 negres rei · e5 blanques torre · g5 blanques peó · e4 blanques rei · f1 negres torre | 2 |
| 1 | d7 negres rei · e5 blanques torre · g5 blanques peó · e4 blanques rei · f1 negres torre | d7 negres rei · e5 blanques torre · g5 blanques peó · e4 blanques rei · f1 negres torre | d7 negres rei · e5 blanques torre · g5 blanques peó · e4 blanques rei · f1 negres torre | d7 negres rei · e5 blanques torre · g5 blanques peó · e4 blanques rei · f1 negres torre | d7 negres rei · e5 blanques torre · g5 blanques peó · e4 blanques rei · f1 negres torre | d7 negres rei · e5 blanques torre · g5 blanques peó · e4 blanques rei · f1 negres torre | d7 negres rei · e5 blanques torre · g5 blanques peó · e4 blanques rei · f1 negres torre | d7 negres rei · e5 blanques torre · g5 blanques peó · e4 blanques rei · f1 negres torre | 1 |
|   | a                                                                                       | b                                                                                       | c                                                                                       | d                                                                                       | e                                                                                       | f                                                                                       | g                                                                                       | h                                                                                       |   |

|   | a                                                                                       | b                                                                                       | c                                                                                       | d                                                                                       | e                                                                                       | f                                                                                       | g                                                                                       | h                                                                                       |   |
| 8 | c8 negres rei · c7 blanques peó · a6 negres torre · b6 blanques torre · c6 blanques rei | c8 negres rei · c7 blanques peó · a6 negres torre · b6 blanques torre · c6 blanques rei | c8 negres rei · c7 blanques peó · a6 negres torre · b6 blanques torre · c6 blanques rei | c8 negres rei · c7 blanques peó · a6 negres torre · b6 blanques torre · c6 blanques rei | c8 negres rei · c7 blanques peó · a6 negres torre · b6 blanques torre · c6 blanques rei | c8 negres rei · c7 blanques peó · a6 negres torre · b6 blanques torre · c6 blanques rei | c8 negres rei · c7 blanques peó · a6 negres torre · b6 blanques torre · c6 blanques rei | c8 negres rei · c7 blanques peó · a6 negres torre · b6 blanques torre · c6 blanques rei | 8 |
| 7 | c8 negres rei · c7 blanques peó · a6 negres torre · b6 blanques torre · c6 blanques rei | c8 negres rei · c7 blanques peó · a6 negres torre · b6 blanques torre · c6 blanques rei | c8 negres rei · c7 blanques peó · a6 negres torre · b6 blanques torre · c6 blanques rei | c8 negres rei · c7 blanques peó · a6 negres torre · b6 blanques torre · c6 blanques rei | c8 negres rei · c7 blanques peó · a6 negres torre · b6 blanques torre · c6 blanques rei | c8 negres rei · c7 blanques peó · a6 negres torre · b6 blanques torre · c6 blanques rei | c8 negres rei · c7 blanques peó · a6 negres torre · b6 blanques torre · c6 blanques rei | c8 negres rei · c7 blanques peó · a6 negres torre · b6 blanques torre · c6 blanques rei | 7 |
| 6 | c8 negres rei · c7 blanques peó · a6 negres torre · b6 blanques torre · c6 blanques rei | c8 negres rei · c7 blanques peó · a6 negres torre · b6 blanques torre · c6 blanques rei | c8 negres rei · c7 blanques peó · a6 negres torre · b6 blanques torre · c6 blanques rei | c8 negres rei · c7 blanques peó · a6 negres torre · b6 blanques torre · c6 blanques rei | c8 negres rei · c7 blanques peó · a6 negres torre · b6 blanques torre · c6 blanques rei | c8 negres rei · c7 blanques peó · a6 negres torre · b6 blanques torre · c6 blanques rei | c8 negres rei · c7 blanques peó · a6 negres torre · b6 blanques torre · c6 blanques rei | c8 negres rei · c7 blanques peó · a6 negres torre · b6 blanques torre · c6 blanques rei | 6 |
| 5 | c8 negres rei · c7 blanques peó · a6 negres torre · b6 blanques torre · c6 blanques rei | c8 negres rei · c7 blanques peó · a6 negres torre · b6 blanques torre · c6 blanques rei | c8 negres rei · c7 blanques peó · a6 negres torre · b6 blanques torre · c6 blanques rei | c8 negres rei · c7 blanques peó · a6 negres torre · b6 blanques torre · c6 blanques rei | c8 negres rei · c7 blanques peó · a6 negres torre · b6 blanques torre · c6 blanques rei | c8 negres rei · c7 blanques peó · a6 negres torre · b6 blanques torre · c6 blanques rei | c8 negres rei · c7 blanques peó · a6 negres torre · b6 blanques torre · c6 blanques rei | c8 negres rei · c7 blanques peó · a6 negres torre · b6 blanques torre · c6 blanques rei | 5 |
| 4 | c8 negres rei · c7 blanques peó · a6 negres torre · b6 blanques torre · c6 blanques rei | c8 negres rei · c7 blanques peó · a6 negres torre · b6 blanques torre · c6 blanques rei | c8 negres rei · c7 blanques peó · a6 negres torre · b6 blanques torre · c6 blanques rei | c8 negres rei · c7 blanques peó · a6 negres torre · b6 blanques torre · c6 blanques rei | c8 negres rei · c7 blanques peó · a6 negres torre · b6 blanques torre · c6 blanques rei | c8 negres rei · c7 blanques peó · a6 negres torre · b6 blanques torre · c6 blanques rei | c8 negres rei · c7 blanques peó · a6 negres torre · b6 blanques torre · c6 blanques rei | c8 negres rei · c7 blanques peó · a6 negres torre · b6 blanques torre · c6 blanques rei | 4 |
| 3 | c8 negres rei · c7 blanques peó · a6 negres torre · b6 blanques torre · c6 blanques rei | c8 negres rei · c7 blanques peó · a6 negres torre · b6 blanques torre · c6 blanques rei | c8 negres rei · c7 blanques peó · a6 negres torre · b6 blanques torre · c6 blanques rei | c8 negres rei · c7 blanques peó · a6 negres torre · b6 blanques torre · c6 blanques rei | c8 negres rei · c7 blanques peó · a6 negres torre · b6 blanques torre · c6 blanques rei | c8 negres rei · c7 blanques peó · a6 negres torre · b6 blanques torre · c6 blanques rei | c8 negres rei · c7 blanques peó · a6 negres torre · b6 blanques torre · c6 blanques rei | c8 negres rei · c7 blanques peó · a6 negres torre · b6 blanques torre · c6 blanques rei | 3 |
| 2 | c8 negres rei · c7 blanques peó · a6 negres torre · b6 blanques torre · c6 blanques rei | c8 negres rei · c7 blanques peó · a6 negres torre · b6 blanques torre · c6 blanques rei | c8 negres rei · c7 blanques peó · a6 negres torre · b6 blanques torre · c6 blanques rei | c8 negres rei · c7 blanques peó · a6 negres torre · b6 blanques torre · c6 blanques rei | c8 negres rei · c7 blanques peó · a6 negres torre · b6 blanques torre · c6 blanques rei | c8 negres rei · c7 blanques peó · a6 negres torre · b6 blanques torre · c6 blanques rei | c8 negres rei · c7 blanques peó · a6 negres torre · b6 blanques torre · c6 blanques rei | c8 negres rei · c7 blanques peó · a6 negres torre · b6 blanques torre · c6 blanques rei | 2 |
| 1 | c8 negres rei · c7 blanques peó · a6 negres torre · b6 blanques torre · c6 blanques rei | c8 negres rei · c7 blanques peó · a6 negres torre · b6 blanques torre · c6 blanques rei | c8 negres rei · c7 blanques peó · a6 negres torre · b6 blanques torre · c6 blanques rei | c8 negres rei · c7 blanques peó · a6 negres torre · b6 blanques torre · c6 blanques rei | c8 negres rei · c7 blanques peó · a6 negres torre · b6 blanques torre · c6 blanques rei | c8 negres rei · c7 blanques peó · a6 negres torre · b6 blanques torre · c6 blanques rei | c8 negres rei · c7 blanques peó · a6 negres torre · b6 blanques torre · c6 blanques rei | c8 negres rei · c7 blanques peó · a6 negres torre · b6 blanques torre · c6 blanques rei | 1 |
|   | a                                                                                       | b                                                                                       | c                                                                                       | d                                                                                       | e                                                                                       | f                                                                                       | g                                                                                       | h                                                                                       |   |

|   | a                                                                                       | b                                                                                       | c                                                                                       | d                                                                                       | e                                                                                       | f                                                                                       | g                                                                                       | h                                                                                       |   |
| 8 | c3 blanques torre · d3 blanques peó · e3 negres torre · c1 blanques rei · e1 negres rei | c3 blanques torre · d3 blanques peó · e3 negres torre · c1 blanques rei · e1 negres rei | c3 blanques torre · d3 blanques peó · e3 negres torre · c1 blanques rei · e1 negres rei | c3 blanques torre · d3 blanques peó · e3 negres torre · c1 blanques rei · e1 negres rei | c3 blanques torre · d3 blanques peó · e3 negres torre · c1 blanques rei · e1 negres rei | c3 blanques torre · d3 blanques peó · e3 negres torre · c1 blanques rei · e1 negres rei | c3 blanques torre · d3 blanques peó · e3 negres torre · c1 blanques rei · e1 negres rei | c3 blanques torre · d3 blanques peó · e3 negres torre · c1 blanques rei · e1 negres rei | 8 |
| 7 | c3 blanques torre · d3 blanques peó · e3 negres torre · c1 blanques rei · e1 negres rei | c3 blanques torre · d3 blanques peó · e3 negres torre · c1 blanques rei · e1 negres rei | c3 blanques torre · d3 blanques peó · e3 negres torre · c1 blanques rei · e1 negres rei | c3 blanques torre · d3 blanques peó · e3 negres torre · c1 blanques rei · e1 negres rei | c3 blanques torre · d3 blanques peó · e3 negres torre · c1 blanques rei · e1 negres rei | c3 blanques torre · d3 blanques peó · e3 negres torre · c1 blanques rei · e1 negres rei | c3 blanques torre · d3 blanques peó · e3 negres torre · c1 blanques rei · e1 negres rei | c3 blanques torre · d3 blanques peó · e3 negres torre · c1 blanques rei · e1 negres rei | 7 |
| 6 | c3 blanques torre · d3 blanques peó · e3 negres torre · c1 blanques rei · e1 negres rei | c3 blanques torre · d3 blanques peó · e3 negres torre · c1 blanques rei · e1 negres rei | c3 blanques torre · d3 blanques peó · e3 negres torre · c1 blanques rei · e1 negres rei | c3 blanques torre · d3 blanques peó · e3 negres torre · c1 blanques rei · e1 negres rei | c3 blanques torre · d3 blanques peó · e3 negres torre · c1 blanques rei · e1 negres rei | c3 blanques torre · d3 blanques peó · e3 negres torre · c1 blanques rei · e1 negres rei | c3 blanques torre · d3 blanques peó · e3 negres torre · c1 blanques rei · e1 negres rei | c3 blanques torre · d3 blanques peó · e3 negres torre · c1 blanques rei · e1 negres rei | 6 |
| 5 | c3 blanques torre · d3 blanques peó · e3 negres torre · c1 blanques rei · e1 negres rei | c3 blanques torre · d3 blanques peó · e3 negres torre · c1 blanques rei · e1 negres rei | c3 blanques torre · d3 blanques peó · e3 negres torre · c1 blanques rei · e1 negres rei | c3 blanques torre · d3 blanques peó · e3 negres torre · c1 blanques rei · e1 negres rei | c3 blanques torre · d3 blanques peó · e3 negres torre · c1 blanques rei · e1 negres rei | c3 blanques torre · d3 blanques peó · e3 negres torre · c1 blanques rei · e1 negres rei | c3 blanques torre · d3 blanques peó · e3 negres torre · c1 blanques rei · e1 negres rei | c3 blanques torre · d3 blanques peó · e3 negres torre · c1 blanques rei · e1 negres rei | 5 |
| 4 | c3 blanques torre · d3 blanques peó · e3 negres torre · c1 blanques rei · e1 negres rei | c3 blanques torre · d3 blanques peó · e3 negres torre · c1 blanques rei · e1 negres rei | c3 blanques torre · d3 blanques peó · e3 negres torre · c1 blanques rei · e1 negres rei | c3 blanques torre · d3 blanques peó · e3 negres torre · c1 blanques rei · e1 negres rei | c3 blanques torre · d3 blanques peó · e3 negres torre · c1 blanques rei · e1 negres rei | c3 blanques torre · d3 blanques peó · e3 negres torre · c1 blanques rei · e1 negres rei | c3 blanques torre · d3 blanques peó · e3 negres torre · c1 blanques rei · e1 negres rei | c3 blanques torre · d3 blanques peó · e3 negres torre · c1 blanques rei · e1 negres rei | 4 |
| 3 | c3 blanques torre · d3 blanques peó · e3 negres torre · c1 blanques rei · e1 negres rei | c3 blanques torre · d3 blanques peó · e3 negres torre · c1 blanques rei · e1 negres rei | c3 blanques torre · d3 blanques peó · e3 negres torre · c1 blanques rei · e1 negres rei | c3 blanques torre · d3 blanques peó · e3 negres torre · c1 blanques rei · e1 negres rei | c3 blanques torre · d3 blanques peó · e3 negres torre · c1 blanques rei · e1 negres rei | c3 blanques torre · d3 blanques peó · e3 negres torre · c1 blanques rei · e1 negres rei | c3 blanques torre · d3 blanques peó · e3 negres torre · c1 blanques rei · e1 negres rei | c3 blanques torre · d3 blanques peó · e3 negres torre · c1 blanques rei · e1 negres rei | 3 |
| 2 | c3 blanques torre · d3 blanques peó · e3 negres torre · c1 blanques rei · e1 negres rei | c3 blanques torre · d3 blanques peó · e3 negres torre · c1 blanques rei · e1 negres rei | c3 blanques torre · d3 blanques peó · e3 negres torre · c1 blanques rei · e1 negres rei | c3 blanques torre · d3 blanques peó · e3 negres torre · c1 blanques rei · e1 negres rei | c3 blanques torre · d3 blanques peó · e3 negres torre · c1 blanques rei · e1 negres rei | c3 blanques torre · d3 blanques peó · e3 negres torre · c1 blanques rei · e1 negres rei | c3 blanques torre · d3 blanques peó · e3 negres torre · c1 blanques rei · e1 negres rei | c3 blanques torre · d3 blanques peó · e3 negres torre · c1 blanques rei · e1 negres rei | 2 |
| 1 | c3 blanques torre · d3 blanques peó · e3 negres torre · c1 blanques rei · e1 negres rei | c3 blanques torre · d3 blanques peó · e3 negres torre · c1 blanques rei · e1 negres rei | c3 blanques torre · d3 blanques peó · e3 negres torre · c1 blanques rei · e1 negres rei | c3 blanques torre · d3 blanques peó · e3 negres torre · c1 blanques rei · e1 negres rei | c3 blanques torre · d3 blanques peó · e3 negres torre · c1 blanques rei · e1 negres rei | c3 blanques torre · d3 blanques peó · e3 negres torre · c1 blanques rei · e1 negres rei | c3 blanques torre · d3 blanques peó · e3 negres torre · c1 blanques rei · e1 negres rei | c3 blanques torre · d3 blanques peó · e3 negres torre · c1 blanques rei · e1 negres rei | 1 |
|   | a                                                                                       | b                                                                                       | c                                                                                       | d                                                                                       | e                                                                                       | f                                                                                       | g                                                                                       | h                                                                                       |   |

## Torre i dos peons contra torre
|   | a | b | c | d | e | f | g | h |   |
| 8 | a6 blanques torre · e6 blanques peó · f6 negres rei · h6 blanques rei · h5 blanques peó · e1 negres torre | a6 blanques torre · e6 blanques peó · f6 negres rei · h6 blanques rei · h5 blanques peó · e1 negres torre | a6 blanques torre · e6 blanques peó · f6 negres rei · h6 blanques rei · h5 blanques peó · e1 negres torre | a6 blanques torre · e6 blanques peó · f6 negres rei · h6 blanques rei · h5 blanques peó · e1 negres torre | a6 blanques torre · e6 blanques peó · f6 negres rei · h6 blanques rei · h5 blanques peó · e1 negres torre | a6 blanques torre · e6 blanques peó · f6 negres rei · h6 blanques rei · h5 blanques peó · e1 negres torre | a6 blanques torre · e6 blanques peó · f6 negres rei · h6 blanques rei · h5 blanques peó · e1 negres torre | a6 blanques torre · e6 blanques peó · f6 negres rei · h6 blanques rei · h5 blanques peó · e1 negres torre | 8 |
| 7 | a6 blanques torre · e6 blanques peó · f6 negres rei · h6 blanques rei · h5 blanques peó · e1 negres torre | a6 blanques torre · e6 blanques peó · f6 negres rei · h6 blanques rei · h5 blanques peó · e1 negres torre | a6 blanques torre · e6 blanques peó · f6 negres rei · h6 blanques rei · h5 blanques peó · e1 negres torre | a6 blanques torre · e6 blanques peó · f6 negres rei · h6 blanques rei · h5 blanques peó · e1 negres torre | a6 blanques torre · e6 blanques peó · f6 negres rei · h6 blanques rei · h5 blanques peó · e1 negres torre | a6 blanques torre · e6 blanques peó · f6 negres rei · h6 blanques rei · h5 blanques peó · e1 negres torre | a6 blanques torre · e6 blanques peó · f6 negres rei · h6 blanques rei · h5 blanques peó · e1 negres torre | a6 blanques torre · e6 blanques peó · f6 negres rei · h6 blanques rei · h5 blanques peó · e1 negres torre | 7 |
| 6 | a6 blanques torre · e6 blanques peó · f6 negres rei · h6 blanques rei · h5 blanques peó · e1 negres torre | a6 blanques torre · e6 blanques peó · f6 negres rei · h6 blanques rei · h5 blanques peó · e1 negres torre | a6 blanques torre · e6 blanques peó · f6 negres rei · h6 blanques rei · h5 blanques peó · e1 negres torre | a6 blanques torre · e6 blanques peó · f6 negres rei · h6 blanques rei · h5 blanques peó · e1 negres torre | a6 blanques torre · e6 blanques peó · f6 negres rei · h6 blanques rei · h5 blanques peó · e1 negres torre | a6 blanques torre · e6 blanques peó · f6 negres rei · h6 blanques rei · h5 blanques peó · e1 negres torre | a6 blanques torre · e6 blanques peó · f6 negres rei · h6 blanques rei · h5 blanques peó · e1 negres torre | a6 blanques torre · e6 blanques peó · f6 negres rei · h6 blanques rei · h5 blanques peó · e1 negres torre | 6 |
| 5 | a6 blanques torre · e6 blanques peó · f6 negres rei · h6 blanques rei · h5 blanques peó · e1 negres torre | a6 blanques torre · e6 blanques peó · f6 negres rei · h6 blanques rei · h5 blanques peó · e1 negres torre | a6 blanques torre · e6 blanques peó · f6 negres rei · h6 blanques rei · h5 blanques peó · e1 negres torre | a6 blanques torre · e6 blanques peó · f6 negres rei · h6 blanques rei · h5 blanques peó · e1 negres torre | a6 blanques torre · e6 blanques peó · f6 negres rei · h6 blanques rei · h5 blanques peó · e1 negres torre | a6 blanques torre · e6 blanques peó · f6 negres rei · h6 blanques rei · h5 blanques peó · e1 negres torre | a6 blanques torre · e6 blanques peó · f6 negres rei · h6 blanques rei · h5 blanques peó · e1 negres torre | a6 blanques torre · e6 blanques peó · f6 negres rei · h6 blanques rei · h5 blanques peó · e1 negres torre | 5 |
| 4 | a6 blanques torre · e6 blanques peó · f6 negres rei · h6 blanques rei · h5 blanques peó · e1 negres torre | a6 blanques torre · e6 blanques peó · f6 negres rei · h6 blanques rei · h5 blanques peó · e1 negres torre | a6 blanques torre · e6 blanques peó · f6 negres rei · h6 blanques rei · h5 blanques peó · e1 negres torre | a6 blanques torre · e6 blanques peó · f6 negres rei · h6 blanques rei · h5 blanques peó · e1 negres torre | a6 blanques torre · e6 blanques peó · f6 negres rei · h6 blanques rei · h5 blanques peó · e1 negres torre | a6 blanques torre · e6 blanques peó · f6 negres rei · h6 blanques rei · h5 blanques peó · e1 negres torre | a6 blanques torre · e6 blanques peó · f6 negres rei · h6 blanques rei · h5 blanques peó · e1 negres torre | a6 blanques torre · e6 blanques peó · f6 negres rei · h6 blanques rei · h5 blanques peó · e1 negres torre | 4 |
| 3 | a6 blanques torre · e6 blanques peó · f6 negres rei · h6 blanques rei · h5 blanques peó · e1 negres torre | a6 blanques torre · e6 blanques peó · f6 negres rei · h6 blanques rei · h5 blanques peó · e1 negres torre | a6 blanques torre · e6 blanques peó · f6 negres rei · h6 blanques rei · h5 blanques peó · e1 negres torre | a6 blanques torre · e6 blanques peó · f6 negres rei · h6 blanques rei · h5 blanques peó · e1 negres torre | a6 blanques torre · e6 blanques peó · f6 negres rei · h6 blanques rei · h5 blanques peó · e1 negres torre | a6 blanques torre · e6 blanques peó · f6 negres rei · h6 blanques rei · h5 blanques peó · e1 negres torre | a6 blanques torre · e6 blanques peó · f6 negres rei · h6 blanques rei · h5 blanques peó · e1 negres torre | a6 blanques torre · e6 blanques peó · f6 negres rei · h6 blanques rei · h5 blanques peó · e1 negres torre | 3 |
| 2 | a6 blanques torre · e6 blanques peó · f6 negres rei · h6 blanques rei · h5 blanques peó · e1 negres torre | a6 blanques torre · e6 blanques peó · f6 negres rei · h6 blanques rei · h5 blanques peó · e1 negres torre | a6 blanques torre · e6 blanques peó · f6 negres rei · h6 blanques rei · h5 blanques peó · e1 negres torre | a6 blanques torre · e6 blanques peó · f6 negres rei · h6 blanques rei · h5 blanques peó · e1 negres torre | a6 blanques torre · e6 blanques peó · f6 negres rei · h6 blanques rei · h5 blanques peó · e1 negres torre | a6 blanques torre · e6 blanques peó · f6 negres rei · h6 blanques rei · h5 blanques peó · e1 negres torre | a6 blanques torre · e6 blanques peó · f6 negres rei · h6 blanques rei · h5 blanques peó · e1 negres torre | a6 blanques torre · e6 blanques peó · f6 negres rei · h6 blanques rei · h5 blanques peó · e1 negres torre | 2 |
| 1 | a6 blanques torre · e6 blanques peó · f6 negres rei · h6 blanques rei · h5 blanques peó · e1 negres torre | a6 blanques torre · e6 blanques peó · f6 negres rei · h6 blanques rei · h5 blanques peó · e1 negres torre | a6 blanques torre · e6 blanques peó · f6 negres rei · h6 blanques rei · h5 blanques peó · e1 negres torre | a6 blanques torre · e6 blanques peó · f6 negres rei · h6 blanques rei · h5 blanques peó · e1 negres torre | a6 blanques torre · e6 blanques peó · f6 negres rei · h6 blanques rei · h5 blanques peó · e1 negres torre | a6 blanques torre · e6 blanques peó · f6 negres rei · h6 blanques rei · h5 blanques peó · e1 negres torre | a6 blanques torre · e6 blanques peó · f6 negres rei · h6 blanques rei · h5 blanques peó · e1 negres torre | a6 blanques torre · e6 blanques peó · f6 negres rei · h6 blanques rei · h5 blanques peó · e1 negres torre | 1 |
|   | a | b | c | d | e | f | g | h |   |

Una torre i dos peons en general guanyen contra una torre, però hi ha excepcions. En les partides reals, el bàndol amb els peons guanya el 82% de les vegades (Emms 2008:29).
- Posicions amb peons doblats són generalment taules si el rei defensor es pot posicionar davant dels peons. Si el rei defensor no pot posar-se davant dels peons, el resultat depèn de quina columna es troben els peons i on el rei defensor es bloqueja. Si el rei defensor és bloquejat per més d'una columna, els peons guanyen, excepte si són peons de torre. Si els peons estan entre les columnes c i f llavors es guanya si el rei adversari és bloquejat per una columna (o més) al bàndol llarg, en cas contrari taules.
- Posicions amb dos peons lligats normalment guanyen fàcilment, però poden tenir dificultats si un dels peons és un peó de torre. També hi ha posicions on el defensor pot fer taules bloquejant els peons i algunes altres posicions (Nunn 2010:108–52).
- Posicions amb peons aïllats tenen menys possibilitats de guanyar que amb peons connectats. Posicions amb dos peons de torre són sovint taules. Una posició amb un peó de torre i peó d'alfil en el mateix bàndol del tauler és en general taules si no són molt avançats, però la defensa és difícil. En general, el peó de torre i peó d'alfil es guanya en el 61% de les partides (Emms 2008:35). El peó de torre i el peó d'alfil quasi sempre es guanya si els dos poden aconseguir arribar a la sisena fila. Existeixen altres posicions de taules (Nunn 2009:122–27), (Müller & Lamprecht 2001:192–204).